# Arès (Gironde)
Pour l’article homonyme, voir Arès (homonymie).
Arès ([aʁɛs]; en occitan : Arés) est une commune du Sud-Ouest de la France, située dans le département de la Gironde, en région Nouvelle-Aquitaine.
Sur le territoire de la commune se trouve le port ostréicole, construit de 1966 à 1975, avec ses cabanes ostréicoles offrant la possibilité de déguster des huîtres et autres fruits de mer. 

## Géographie

### Localisation
Arès se situe au nord du pays de Buch, en bordure du bassin d'Arcachon à 47 km à l'ouest de Bordeaux, chef-lieu du département, à 38 km au nord d'Arcachon, chef-lieu d'arrondissement et à 15 km au nord-ouest d'Audenge, ancien chef-lieu de canton.

### Communes limitrophes
Les communes limitrophes en sont Lège-Cap-Ferret à l'ouest et nord-ouest, Le Porge au nord-nord-ouest, Le Temple au nord, Lanton au nord-est et Andernos-les-Bains au sud-est.
Les communes limitrophes sont Le Temple, Andernos-les-Bains, Lanton, Lège-Cap-Ferret et Le Porge.
| Le Porge          | Le Temple | Lanton             |
| Lège-Cap-Ferret   | Arès      |                    |
| Bassin d'Arcachon |           | Andernos-les-Bains |

### Géologie et relief
La superficie de la commune est de 48,25 km2 ; son altitude varie de 0  à   37 m.

### Hydrographie
Le territoire de la commune est situé dans le bassin Adour-Garonne.
C'est dans la commune que le ruisseau de Cirès, cours d'eau naturel de 12,07 km, qui prend sa source dans la commune de Lanton, se jette dans le bassin d'Arcachon.

### Climat
Pour des articles plus généraux, voir Climat de la Nouvelle-Aquitaine et Climat de la Gironde.
Historiquement, la commune est exposée à un climat océanique aquitain.  
En 2020, Météo-France publie une typologie des climats de la France métropolitaine dans laquelle la commune est exposée à un climat océanique et est dans la région climatique Littoral charentais et aquitain, caractérisée par une pluviométrie élevée en automne et en hiver, un bon ensoleillement, des hiver doux (6,5 °C), soumis à la brise de mer.
Pour la période 1971-2000, la température annuelle moyenne est de 12,9 °C, avec une amplitude thermique annuelle de 13,5 °C. Le cumul annuel moyen de précipitations est de 925 mm, avec 13 jours de précipitations en janvier et 6,9 jours en juillet. Pour la période 1991-2020, la température moyenne annuelle observée sur la station météorologique la plus proche, située sur la commune de La Teste-de-Buch à 17 km à vol d'oiseau, est de 13,7 °C et le cumul annuel moyen de précipitations est de 948,1 mm,. Pour l'avenir, les paramètres climatiques de la commune estimés pour 2050 selon différents scénarios d'émission de gaz à effet de serre sont consultables sur un site dédié publié par Météo-France en novembre 2022.

### Milieux naturels et biodiversité

#### Espaces protégés et gérés
La protection réglementaire est le mode d’intervention le plus fort pour préserver des espaces naturels remarquables et leur biodiversité associée.
Dans ce cadre, le territoire de la commune fait partie de trois espaces protégés : 
- Saint-brice - le Coulin, terrain acquis par le Conservatoire du littoral[14] ;
- la réserve naturelle des prés salés, terrain acquis par le Conservatoire du littoral[15] ;
- la réserve naturelle nationale des prés salés d'Arès et de Lège-Cap-Ferret[16].

#### Zone naturelle d'intérêt écologique, faunistique et floristique
L’inventaire des zones naturelles d'intérêt écologique, faunistique et floristique (ZNIEFF) a pour objectif de réaliser une couverture des zones les plus intéressantes sur le plan écologique, essentiellement dans la perspective d’améliorer la connaissance du patrimoine naturel national et de fournir aux différents décideurs un outil d’aide à la prise en compte de l’environnement dans l’aménagement du territoire.
Le territoire communal comprend deux ZNIEFF de type 1 : 
- la conche Saint-Brice et réservoirs à poissons de la pointe des Quinconces[17] ;
- les prés salés et réservoirs à poissons d'Arès[18].

et une ZNIEFF de type 2 : le bassin d'Arcachon.

#### Sites Natura 2000
Le réseau Natura 2000 est un réseau écologique européen de sites naturels d’intérêt écologique élaboré à partir des directives « habitats » et « oiseaux ». Ce réseau est constitué de zones spéciales de conservation (ZSC) et de zones de protection spéciale (ZPS). Dans les zones de ce réseau, les États Membres s'engagent à maintenir dans un état de conservation favorable les types d'habitats et d'espèces concernés, par le biais de mesures réglementaires, administratives ou contractuelles.
Deux sites Natura 2000 ont été définis : 
- le bassin d'Arcachon et le banc d'Arguin, site continental et marin de type A défini en zone de protection spéciale (ZPS)[21] ;
- le bassin d'Arcachon et cap Ferret, site continental et marin de type B défini en site d'importance communautaire (SIC)[22].

#### Espèces faunistiques et floristiques
L’Inventaire national du patrimoine naturel (INPN) recense plusieurs espèces faunistiques et floristiques sur le territoire de la commune dont certaines sont protégées et d’autres menacées et quasi-menacées

## Urbanisme

### Typologie
Au 1er janvier 2024, Arès est catégorisée petite ville, selon la nouvelle grille communale de densité à sept niveaux définie par l'Insee en 2022.
Elle appartient à l'unité urbaine d'Arès, une unité urbaine monocommunale constituant une ville isolée,. Par ailleurs la commune fait partie de l'aire d'attraction de Bordeaux, dont elle est une commune de la couronne,. Cette aire, qui regroupe 275 communes, est catégorisée dans les aires de 700 000 habitants ou plus (hors Paris),.
La commune, bordée par l'océan Atlantique, est également une commune littorale au sens de la loi du 3 janvier 1986, dite loi littoral. Des dispositions spécifiques d’urbanisme s’y appliquent dès lors afin de préserver les espaces naturels, les sites, les paysages et l’équilibre écologique du littoral, tel le principe d'inconstructibilité, en dehors des espaces urbanisés, sur la bande littorale des 100 mètres, ou plus si le plan local d’urbanisme le prévoit.

### Occupation des sols

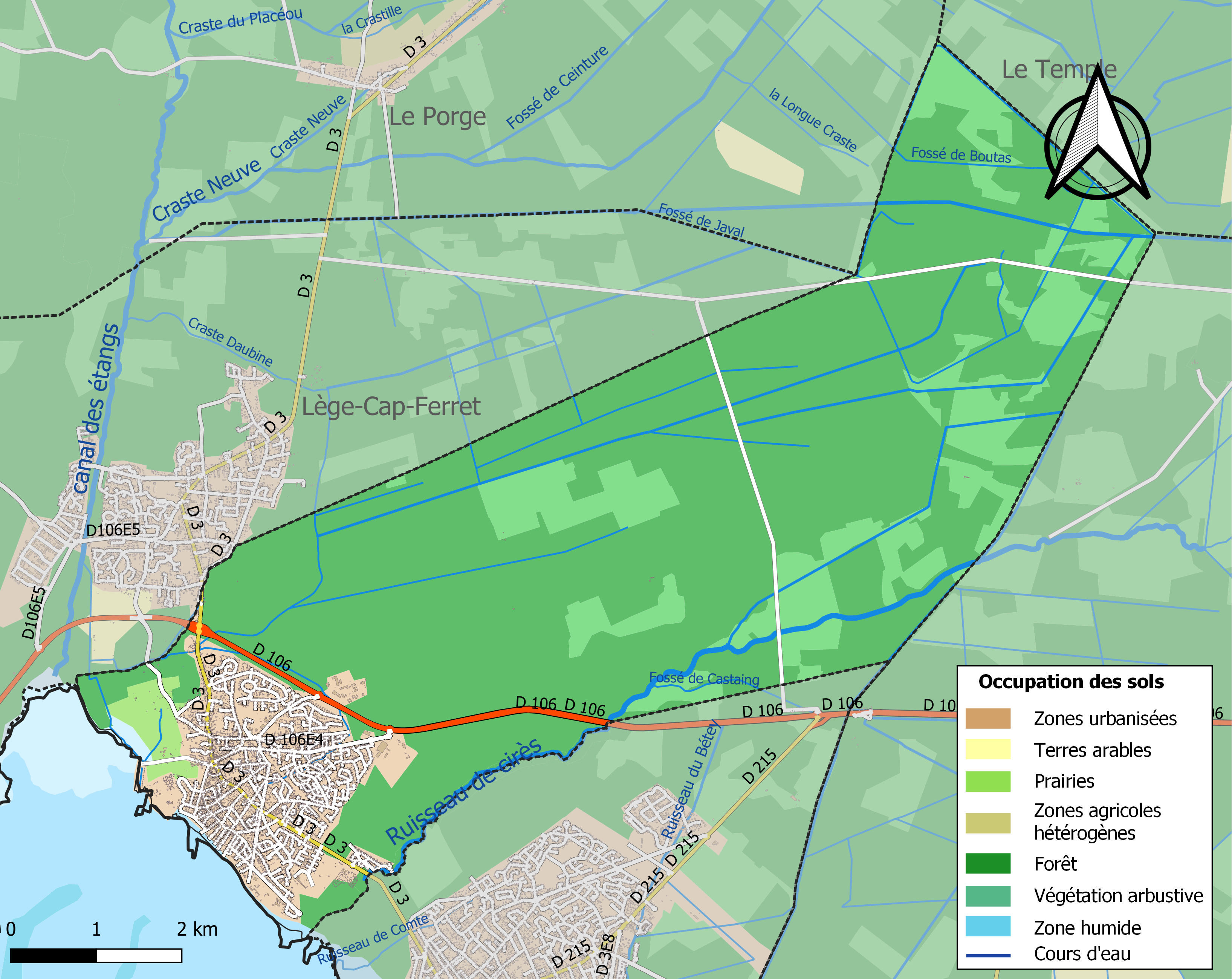
Carte des infrastructures et de l'occupation des sols de la commune en 2018 (CLC).

L'occupation des sols de la commune, telle qu'elle ressort de la base de données européenne d’occupation biophysique des sols Corine Land Cover (CLC), est marquée par l'importance des forêts et milieux semi-naturels (87,3 % en 2018), en diminution par rapport à 1990 (89,8 %). La répartition détaillée en 2018 est la suivante : 
forêts (72,5 %), milieux à végétation arbustive et/ou herbacée (14,8 %), zones urbanisées (10,9 %), prairies (1,3 %), zones humides côtières (0,5 %). L'évolution de l’occupation des sols de la commune et de ses infrastructures peut être observée sur les différentes représentations cartographiques du territoire : la carte de Cassini (XVIIIe siècle), la carte d'état-major (1820-1866) et les cartes ou photos aériennes de l'IGN pour la période actuelle (1950 à aujourd'hui).

### Risques majeurs
Le territoire de la commune d'Arès est vulnérable à différents aléas naturels : météorologiques (tempête, orage, neige, grand froid, canicule ou sécheresse), inondations, feux de forêts et séisme (sismicité très faible). Un site publié par le BRGM permet d'évaluer simplement et rapidement les risques d'un bien localisé soit par son adresse soit par le numéro de sa parcelle.
La commune fait partie du territoire à risques importants d'inondation (TRI) d’Arcachon, regroupant les 10 communes du bassin d'Arcachon concernées par un risque de submersion marine, un des 18 TRI qui ont été arrêtés fin 2012 sur le bassin Adour-Garonne. Aux XXe et XXIe siècles, les événements significatifs sont ceux de 1882, 1896, 1897 puis 1924, 1951, 1984 et 1999. Au XXe siècle, les tempêtes Klaus, entre le 23 et le 25 janvier 2009 et Xynthia des 27 et 28 février 2010 ont marqué les esprits. Des cartes des surfaces inondables ont été établies pour trois scénarios : fréquent (crue de temps de retour de 10 ans à 30 ans), moyen (temps de retour de 100 ans à 300 ans) et extrême (temps de retour de l'ordre de 1 000 ans, qui met en défaut tout système de protection). La commune a été reconnue en état de catastrophe naturelle au titre des dommages causés par les inondations et coulées de boue survenues en 1982, 1999, 2009 et 2020,.
Arès est exposée au risque de feu de forêt. Depuis le 20 avril 2016, les départements de la Gironde, des Landes et de Lot-et-Garonne disposent d’un règlement interdépartemental de protection de la forêt contre les incendies. Ce règlement vise à mieux prévenir les incendies de forêt, à faciliter les interventions des services et à limiter les conséquences, que ce soit par le débroussaillement, la limitation de l’apport du feu ou la réglementation des activités en forêt. Il définit en particulier cinq niveaux de vigilance croissants auxquels sont associés différentes mesures,.
Par ailleurs, afin de mieux appréhender le risque d’affaissement de terrain, l'inventaire national des cavités souterraines permet de localiser celles situées sur la commune.
Concernant les mouvements de terrains, la commune a été reconnue en état de catastrophe naturelle au titre des dommages causés par la sécheresse en 2003 et par des mouvements de terrain en 1999.

## Toponymie
Le toponyme est attesté sous les formes anciennes Areis (1217), Arez ou Arets au XVIIIe siècle. L'église d'Arès était située au lieu-dit Les Arroques.
L'origine du nom est très ancienne mais inconnue ; quelques hypothèses peuvent toutefois être avancées :
- évolution gasconne du latin arenensis, sablonneux[44] ;
- de l'îlot Arac (d'après des cartes XVIIe siècle, cf. ci-dessous) rattaché depuis à la côte[45]…

La commune fut, jusqu'au milieu du XIXe siècle, un hameau rattaché à la commune voisine d'Andernos.

## Histoire

### Moyen-Âge
Au milieu du Moyen Âge (XIIIe siècle), Arès appartenait à la vaste et très ancienne baronnie de Blanquefort qui s’étendait des rives de la Garonne aux côtes du Bassin d’Arcachon. Trois familles se succédèrent à la tête de la baronnie de Blanquefort : les Blanquefort jusqu'en 1313, les Goth (dont l’un des membres les plus connus fut le pape Clément V en 1309) jusqu'en 1363 et les Durfort jusqu'en 1601. À noter qu’en 1506, Jean de Durfort (1450-1520) concéda ses landes aux habitants d’Arès. En 1601, Jacques de Durfort (1547-1626), seigneur de Blanquefort fut contraint de démembrer la vieille baronnie : c’est ainsi que la baronnie d’Arès (comprenant le village d’Arès, appartenant à la paroisse d’Andernos) devint indépendante et fut vendue à une association qui comprenait une roturière, Marie Lambert, veuve de Guillaume Dalesme, parlementaire de Bordeaux.
Son fils, Gabriel Dalesme, devenu baron d'Arès en 1616, fit bâtir probablement un château sur l'emplacement du château actuel. Il vendit la baronnie en 1645 à Pierre d’Ornano (+ 1649) (fils du maréchal d’Ornano) qui fit du château surtout un relai de chasse. En 1657, sa veuve, couverte des dettes de son mari, fut dans l'obligation de vendre la terre d’Arès qui fut acquise par Jean de Laville (1612-1665) de Biganos, conseiller secrétaire du Roi en la cour des Aides de Bordeaux. Les Laville régnèrent un siècle et demi sur leurs terres d’Arès jusqu’à la Révolution.
Pierre de Laville (1650-1693), fils de Jean fut un pionnier de la sylviculture et fit semer en pins de vastes landes (Pignadas de la Montagne et bois d’Arpech, en bordure du Cirès). Jean-Baptiste de Laville (1675-1724), le fils de Pierre de Laville, fut surnommé « Le petit roi de Soulac », car il fut un grand notable médocain. C’est lorsqu’il était baron d’Arès que le château brûla en février 1706. Jean-Baptiste de Laville fut nommé en 1716, capitaine major des garde-côtes de La Teste et impliqué en 1727 dans une affaire de trafic de sels dans les salines. En 1731, il confirma la donation de la baronnie d'Arès à sa fille Élisabeth de Laville, lors de son mariage avec François I de Belcier (1693-1769), écuyer immensément riche, seigneur en son château de Crain à Baron dans l'Entre-deux-Mers.
François II de Belcier (1732-1794), dernier baron d’Arès, fils d’Élisabeth de Laville, époux de Marie Angélique d'Abzac de la Prade, demeurait au château Belcier à Salles près de Castillon, et le château d'Arès servait surtout de rendez-vous de chasse. Il termina tragiquement sa vie sur l’échafaud durant la Terreur. Précédemment en 1775, pour obtenir des fonds afin d'acheter la seigneurie de Villefranche à Lonchat et remembrer la propriété de Salles, la baronnie fut vendue à crédit à Louise Lemesle (?-1787), veuve de Maître Jean-Baptiste Lataste, avocat au Parlement de Bordeaux. Elle fit construire en 1786 le nouveau château d’Arès ainsi que, sur l’exemple de Certes, des digues sur les prés salés pour aménager des réservoirs à poissons et développer la culture d’huîtres vertes ; le domaine prospéra aussi grâce à un moulin à eau, la production de bois et de résine, de miel et de cire, de vin et de céréales, ainsi que l'élevage de vaches, cochons et chevaux. Ces investissements ne furent pas suffisants pour payer l’acquisition du domaine qui fut remis en vente en 1784 sans succès, et revint à François de Belcier en 1789.

### Révolution
À la Révolution, le village d’Arès, qui n’a ni église, ni curé, ni presbytère, ni cimetière, ne peut être érigé en commune ; sa paroisse était auparavant administrée par celle du Barp. En revanche, la paroisse voisine d’Andernos qui avait sur ses terres l’église de Saint-Eloi, devient en 1790 une commune, et Arès est inclus dans cette nouvelle commune. Cependant, au fil des décennies qui suivent, au sein du conseil municipal d’Andernos, les Arésiens sont toujours les plus nombreux, ce qui crée des dissensions avec les Andernosiens. Il faudra attendre près de soixante ans, pour qu’en 1851, Arès soit érigée en commune à part entière.
Les Terres d’Arès furent confisquées et vendues en 1797 comme bien national. Elles furent acquises, pour une modique somme, par un certain Duprada, ancien régisseur de la baronnie d'Arès du temps des Belcier, revendue dix mois après, et eurent finalement comme propriétaire en février 1798, un Basque dénommé Michel Martin Hiribarn (?-1822) qui fit péricliter le domaine. Il se mit tous les habitants d'Arès contre lui, en remettant en cause les droits de parcours et de pacage, accordés par les anciens seigneurs en 1506. Martin Hiribarn fut maire d’Andernos en 1804 et se fit révoquer en 1808 pour contrebande,. Couvert de dettes, son fils surnommé « Fanfan », pilleur d’épaves à ses heures, dut vendre à la mort de son père, le domaine d’Arès s’étendant d'Andernos au Temple sur 14 800 hectares, aux enchères en 1822 à Antoine de Sauvage.

### Restauration
Antoine de Sauvage (1793-1852) était le cousin germain du duc Decazes qui l'aidera à de nombreuses reprises pour lui obtenir des droits et des autorisations ainsi que pour lui prêter de l'argent à titre personnel. Grâce à son cousin devenu « premier ministre » de Louis XVIII en 1819, Antoine de Sauvage a été nommé « Inspecteur Général de la Navigation et des Ports de Paris » en 1820, seulement âgé de 27 ans, ce qui lui permettra ultérieurement d'examiner le projet de canal de Claude Deschamps en 1833. Avec l’acquisition des Terres d’Arès, de Sauvage hérite du procès intenté dès mars 1822 par Pierre Templier, maire d’Andernos (de 1813 à 1826) pour le maintien des droits de pacage et de cueillette octroyés en 1506, que de Sauvage conteste aussi. Ami du baron d'Haussez, préfet des Landes (1817-1819), de Sauvage appuie et obtient sa mutation comme préfet de la Gironde (1824-1829). Antoine de Sauvage investit des sommes conséquentes pour la mise en valeur du domaine (assainissement, boisement en pins, usine d'essence de térébenthine, plantation de vigne, digues, élevages…) mais ces grands travaux ne rencontrent pas le succès attendus, principalement en raison de l'incompréhension des habitants. À l'issue du procès en appel en 1825 qui ne le satisfaisait pas il vendit en août 1825, 13 000 hectares de landes rases à la « Société des Landes de Gascogne » représentée par Jacques Balguerie, et réinvestit la plus grosse partie du produit de cette vente en actions de cette même société de spéculation foncière, devenant ainsi avec Balguerie, Opperman et les de Pourtalès, le 4e actionnaire de cette nébuleuse société. Après cette vente de landes rases, de Sauvage possédait encore 7 000 hectares dont le « Domaine d’Andernos » qu’il avait acquis en mars 1825.
Il acquiert aussi le château de Lamarque en Médoc en 1825. Il fut nommé maire d’Andernos en 1826 par son ami le préfet d'Haussez et conseiller général du canton d'Audenge en novembre 1833. En 1827, il tenta d’acclimater des dromadaires importés d'Égypte, dans la lande girondine, estimant ce mode de transport plus utile et moins coûteux que la construction d'une ligne ferrée. En 1830, durant les Trois glorieuses, à la suite du saccage de la préfecture de Gironde par la foule révoltée, le préfet de Curzay se réfugia chez son ami au château d'Arès. De Sauvage tenta alors de rétablir l'ordre et de chasser les insurgés en s'élançant vers Bordeaux à tête d'une petite troupe de six gardes montés à dos de dromadaires,. Il racheta également le château d'Andernos à l'abandon (situé sur l'emplacement du château d'eau actuel d'Andernos),.
En 1829, il obtint du préfet d'Haussez, l'affermage de l'Ile aux Oiseaux pour 9 ans, mais après certains déboires, il demandera la résiliation du bail en 1832. En 1825, à la mort de Pierre Balguerie-Stuttenberg, la « Société des Landes de Gascogne » revend une bonne partie des terres d'Andernos, que rachète pour son propre compte Guillaume Oppermann (1777-1846), l'un des actionnaires de la société. Antoine de Sauvage, délaisse son domaine d’Arès, résidant à Bordeaux ou à Pau. En 1834, ayant touché une importante somme de l'État, au titre de l'indemnisation des familles d'anciens colons de Saint-Domingue, spoliés par l'indépendance de l'île en 1804 devenue Haïti, il démissionne de tous ses mandats électifs et vend les 1 200 ha restants de son domaine d'Arès à un breton, le capitaine David Allègre (1786-1846). De 1835 à 1840, de Sauvage, exerce à Mende comme Inspecteur Général des Finances, puis s'installe au Venezuela comme industriel sucrier, et décédera en 1852 ou 1853, ruiné, probablement à Valencia (Venezuela).
David Allègre (1786-1846), ancien officier de la marine royale, fut un précurseur de la pêche industrielle au chalutier. Il aménagea de nombreux réservoirs à poissons à Saint-Brice et Andernos, le moulin à vent de la jetée, une scierie hydraulique sur le Cirès, une tuilerie, une usine de résine… Allègre vécu au château d'Arès et fit raser le château d'Andernos qui n'était plus que ruines. Il mourut en son château en 1845 et fut inhumé dans la chapelle Saint-Eloi d'Andernos,,.
Lors de la Révolution, une commune comprenant Arès et Andernos avait été créée. Il fallut attendre le décret du 29 janvier 1851 pour qu’Arès fût détaché d’Andernos et devienne une commune autonome,.
Après la mort d’Allègre, les Terres d’Arès (690 hectares à l’époque) sont mises en adjudication en 1847. Léopold Javal (1804-1872), riche banquier israélite parisien se porte acquéreur. Féru agronomie saint-simonienne, il développe la propriété considérablement jusqu’à la porter à 3 000 ha en 1860. Des travaux d’assainissement, de plantation de pins, d’exploitation de la gemme mettent en valeur cette terre inculte. En 1870, à la chute du Second Empire, il prend sa retraite et se retire dans son château d’Arès jusqu’à sa mort. Sa veuve, Augusta von Laëmel (1817-1893), descendante de banquiers juifs autrichiens, gère le domaine durant une vingtaine d’années. C’est sa fille Sophie Javal (1853-1947) épouse de Paul Wallerstein (1846-1903) qui héritera des Terres d’Arès et en prendra la tète rapidement à la mort de son époux. Sans enfant, Sophie Wallerstein, donne en 1927 à sa nièce Jeanne (1871-1956), fille de son frère aîné Émile Javal, la nue-propriété de son domaine, dont elle conserve l'usufruit. Jeanne qui a épousé Paul Weiss, est la mère de la célèbre féministe Louise Weiss et d'André Weiss.

### XXesiècle
En 1940, après que le domaine de Sophie Wallerstein fut mis sous séquestre comme biens juifs, Anthony de Puniet de Parry (1904-?), brasseur d'affaires, acheta successivement la nue-propriété de Jeanne Weiss et l'usufruit du séquestre. Il s'installa au château en mars 1943 et exploita le domaine. Pour avoir grugé la Kriegsmarine sur la vente de bois de chêne, de Puniet a été arrêté en 1944 et déporté à Dachau. De retour en juin 1945, il perdit en juillet 1945 le procès que lui intente Sophie Wallerstein qui rentra en possession de l'usufruit du Domaine, puis en avril 1947 le procès que lui intenta à son tour André Weiss, le fils de Jeanne Weiss, pour reprendre possession de la nue-propriété. En août 1947, la famille Weiss crée la société immobilière du Domaine d'Arès (IDA) chargée de vendre le domaine. En décembre 1947, Sophie Wallerstein mourut au château d'Arès, désespérée que personne de sa famille ne conserve le domaine dans son intégralité. Le château fut vendu à la MGEN en octobre 1948. De 1947 à 1950, M. de Puniet tenta sans succès de reprendre possession du château, allant jusqu'à un pourvoi en cassation.

## Politique et administration

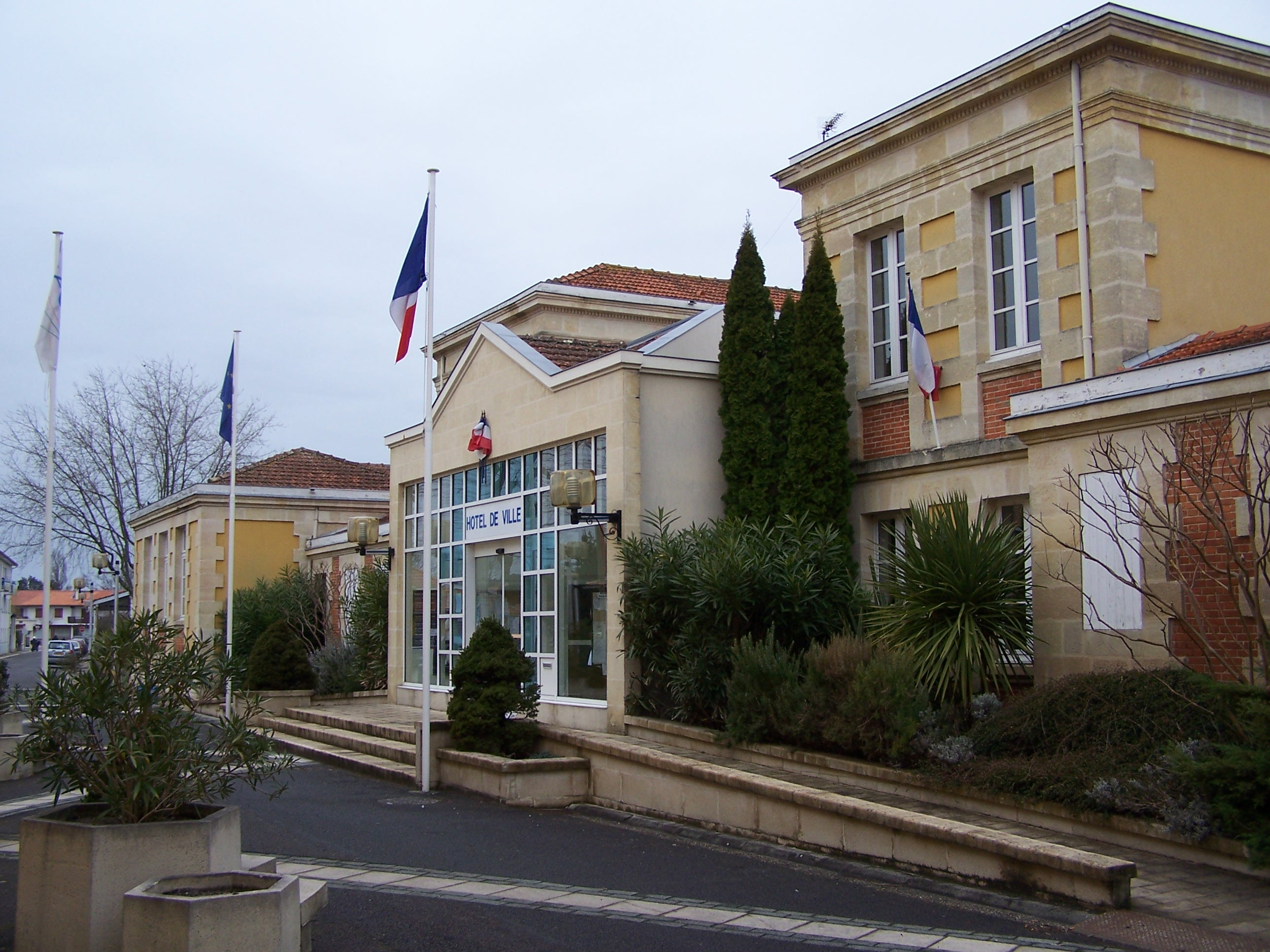
La mairie.

### Découpage territorial
La commune se trouve dans l'arrondissement d'Arcachon du département de la  Gironde.

#### Commune et intercommunalités
La commune est membre de la communauté d'agglomération du Bassin d'Arcachon Nord.

#### Circonscriptions administratives
La commune est rattachée au canton d'Andernos-les-Bains.

#### Circonscriptions électorales
Pour l'élection des députés, la commune fait partie de la huitième circonscription de la Gironde.

### Élections municipales et communautaires

#### Liste des maires
| Période                                  | Période  | Identité               | Étiquette    | Qualité |
| ---------------------------------------- | -------- | ---------------------- | ------------ | --- |
| Les données manquantes sont à compléter. |          |                        |              | |
| 1851                                     |          | Pierre Pauilhac        |              | 1er maire de la commune |
| 1900                                     | 1920     | Ducamin Chéri          |              | |
| 1920                                     | 1941     | Henri Sauts            |              | |
| 1944                                     | 1974     | Georges Dartiguelongue | SFIO puis PS | Conseiller général du canton d'Audenge                                                                                           |
| 1975                                     | 2001     | Christian Raymond      |              | |
| mars 2001                                | 2020     | Jean-Guy Perrière      | UMP → LR     | Retraité (professionnel de l'immobilier et de l'urbanisme) Conseiller départemental depuis 2015 Conseiller municipal depuis 1977 |
| 2020                                     | En cours | Xavier Daney           | SE           | Directeur commercial et éditorial dans le secteur de la distribution de livres                                                   |

## Équipements et services publics

### Espaces publics
Le 10 septembre 2022 est inauguré le « square des Grands Principes républicains », sis place du 8 mai. Les grands principes retenus sont ceux de la devise de la République française Liberté, Égalité, Fraternité auxquels est ajoutée la laïcité qui reprend un ensemble de principes relatifs à la place du fait religieux dans la société. Plusieurs personnalités sont commémorées dans ce square et le premier portrait à être dévoilé est celui de Jean Moulin, grand résistant français, d'autres suivent comme Raymond et Lucie Aubrac, Josephine Baker, Robert Badinter, Arnaud Beltrame, Jacques Chaban-Delmas, Georges Clémenceau, Marie Curie, Michel Debré, Alban Denuit, victime des attentats du 13 novembre 2015, Alfred Dreyfus, Olympe de Gouges, Philippe Leclerc de Hauteclocque, Samuel Paty, Simone Weil, Jean Zay et Émile Zola. Pour la réalisation de ce square, la commune reçoit la « Marianne d'Or » 2023,,,.

Le square des Grands Principes républicains.
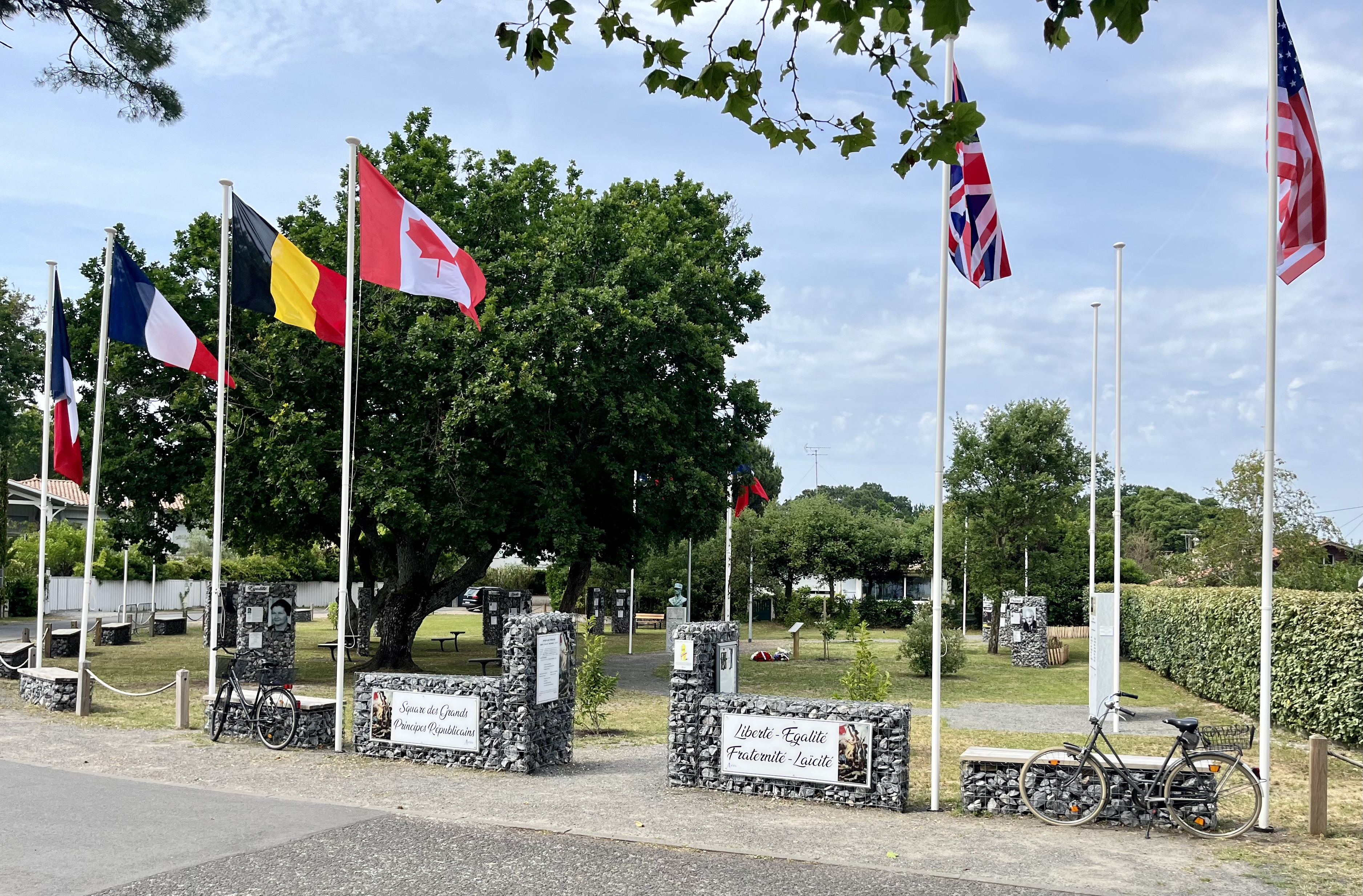
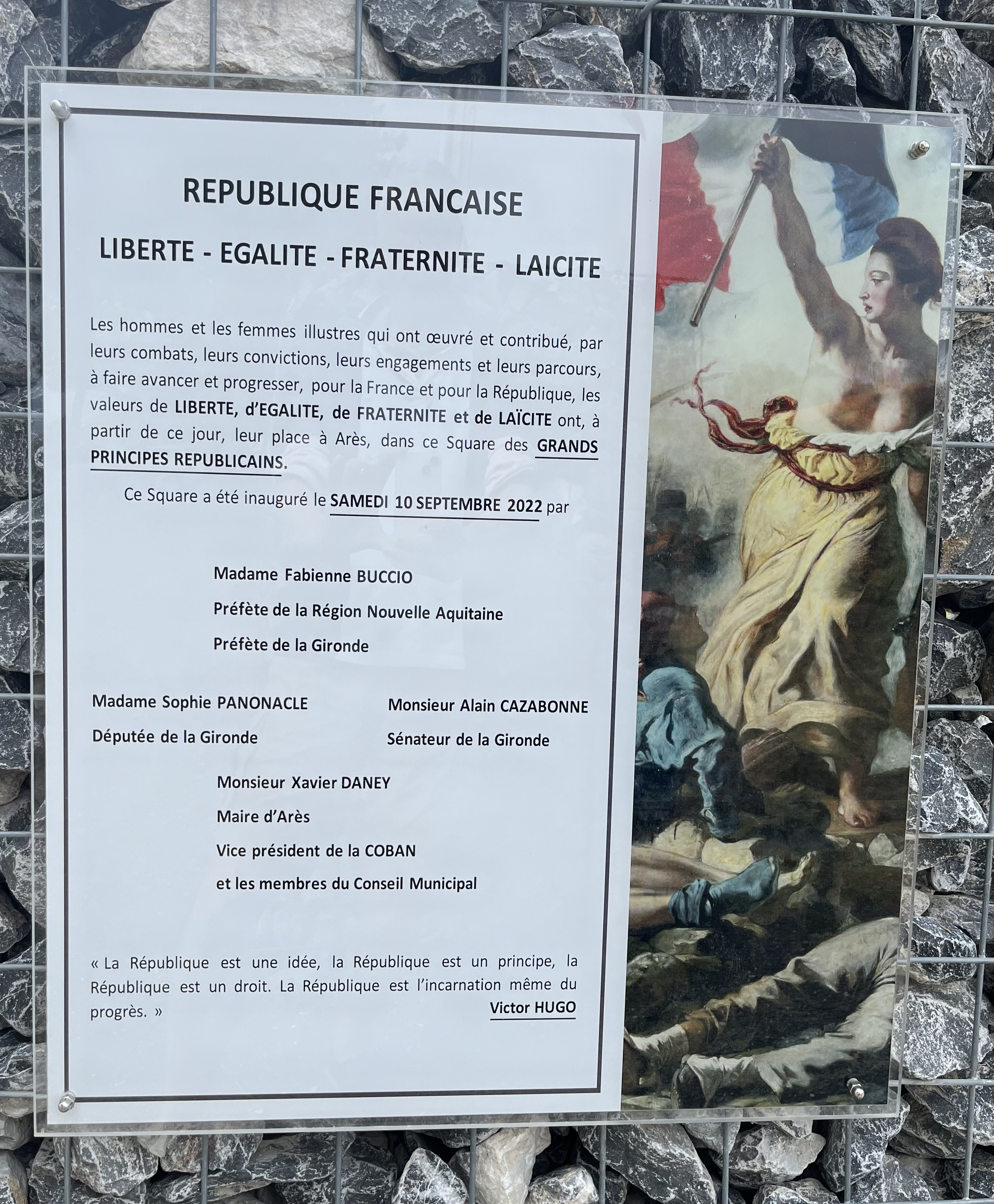
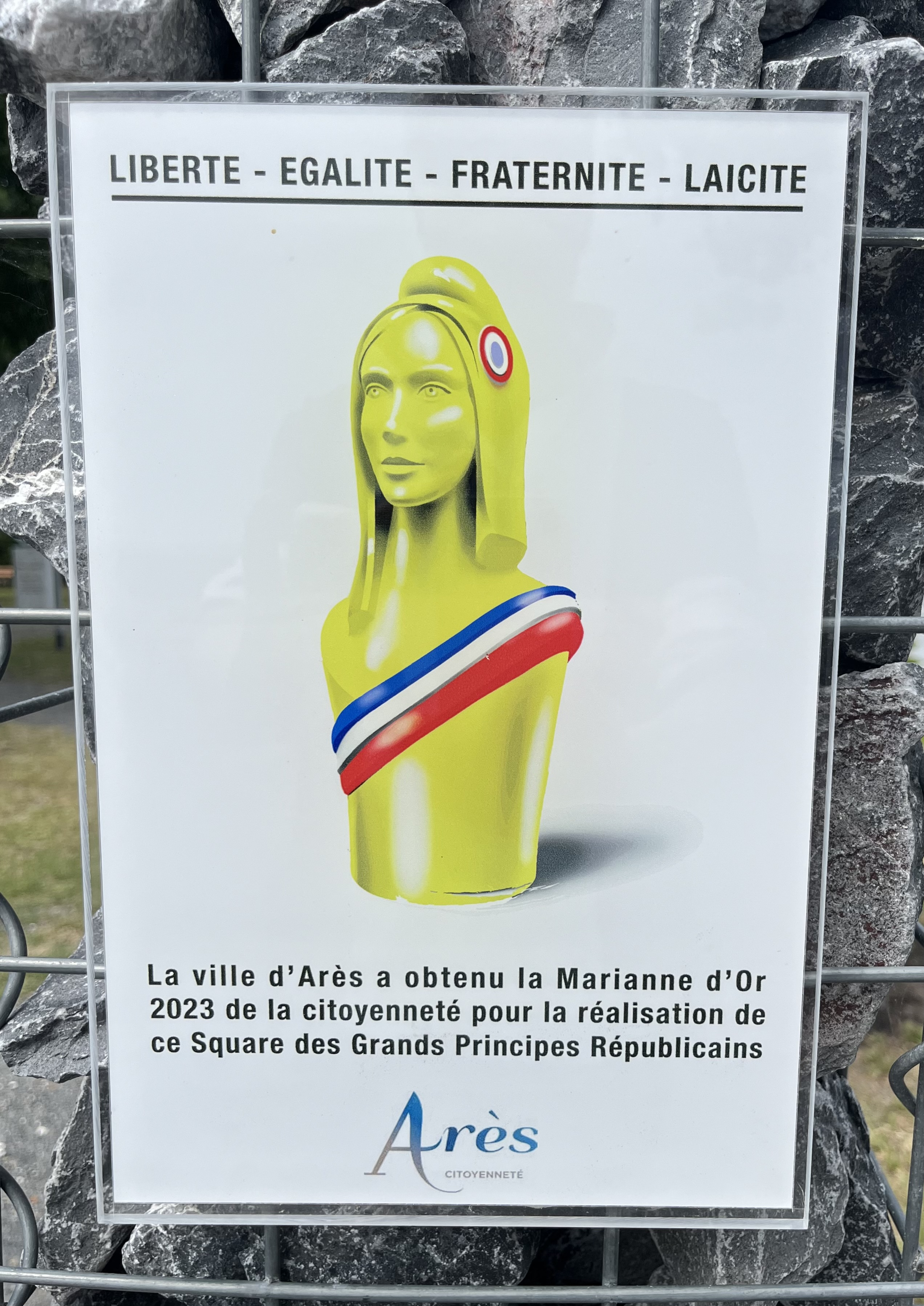

### Enseignement
La commune est située dans l'académie de Bordeaux et dépend, pour les vacances scolaires, de la zone A.
Elle administre une école maternelle et une école élémentaire.

## Population et société

### Démographie
Les habitants sont appelés les Arésiens.
En 1851, à sa création, la commune d'Arès, avec 850 habitants, est plus peuplée que celle d'Andernos dont elle émane et qui abrite 503 habitants.

#### Évolution démographique
L'évolution du nombre d'habitants est connue à travers les recensements de la population effectués dans la commune depuis 1851. Pour les communes de moins de 10 000 habitants, une enquête de recensement portant sur toute la population est réalisée tous les cinq ans, les populations de référence des années intermédiaires étant quant à elles estimées par interpolation ou extrapolation. Pour la commune, le premier recensement exhaustif entrant dans le cadre du nouveau dispositif a été réalisé en 2005.

En 2022, la commune comptait 6 477 habitants, en évolution de +4,43 % par rapport à 2016 (Gironde : +6,91 %, France hors Mayotte : +2,11 %).
| 1851 | 1856 | 1861 | 1866 | 1872  | 1876  | 1881  | 1886  | 1891  |
| ---- | ---- | ---- | ---- | ----- | ----- | ----- | ----- | ----- |
| 850  | 843  | 833  | 882  | 1 032 | 1 209 | 1 549 | 1 648 | 1 673 |

| 1896  | 1901  | 1906  | 1911  | 1921  | 1926  | 1931  | 1936  | 1946  |
| ----- | ----- | ----- | ----- | ----- | ----- | ----- | ----- | ----- |
| 1 786 | 1 810 | 1 855 | 1 856 | 1 784 | 1 779 | 1 918 | 2 031 | 2 001 |

| 1954  | 1962  | 1968  | 1975  | 1982  | 1990  | 1999  | 2005  | 2006  |
| ----- | ----- | ----- | ----- | ----- | ----- | ----- | ----- | ----- |
| 2 336 | 2 385 | 2 741 | 2 656 | 3 051 | 3 911 | 4 680 | 5 335 | 5 341 |

| 2010  | 2015  | 2020  | 2022  | - | - | - | - | - |
| ----- | ----- | ----- | ----- | - | - | - | - | - |
| 5 576 | 6 126 | 6 413 | 6 477 | - | - | - | - | - |

## Économie
Située au nord-est du bassin d'Arcachon, véritable mer intérieure de 155 km2 ouverte sur l'océan Atlantique, Arès a pour activité économique principale l'ostréiculture  et possède son propre port ostréicole où travaillent plusieurs dizaines d'ostréiculteurs. En effet, le bassin d'Arcachon est un endroit idéal pour le captage et l'élevage des huîtres puisque son eau est sans cesse renouvelée par le flux et le reflux de l'océan Atlantique ainsi que par le delta de la Leyre qui lui apporte des quantités suffisantes d'eau douce.
Petite station balnéaire, Arès comporte plusieurs campings et hôtels, un club nautique ouvert toute l'année, le lac de Saint-Brice pour se baigner à marée basse, des terrains de tennis.

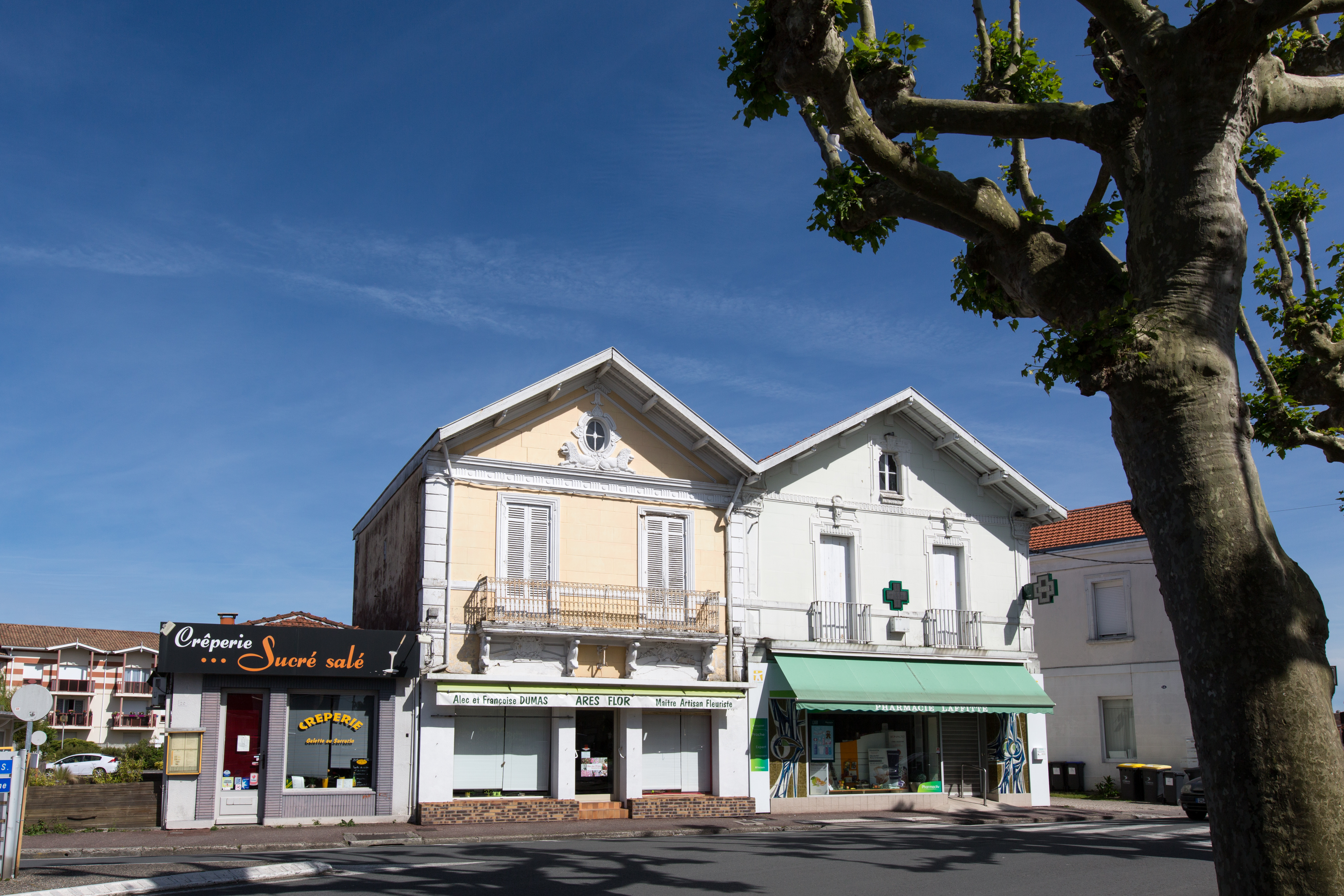
Commerces (centre).
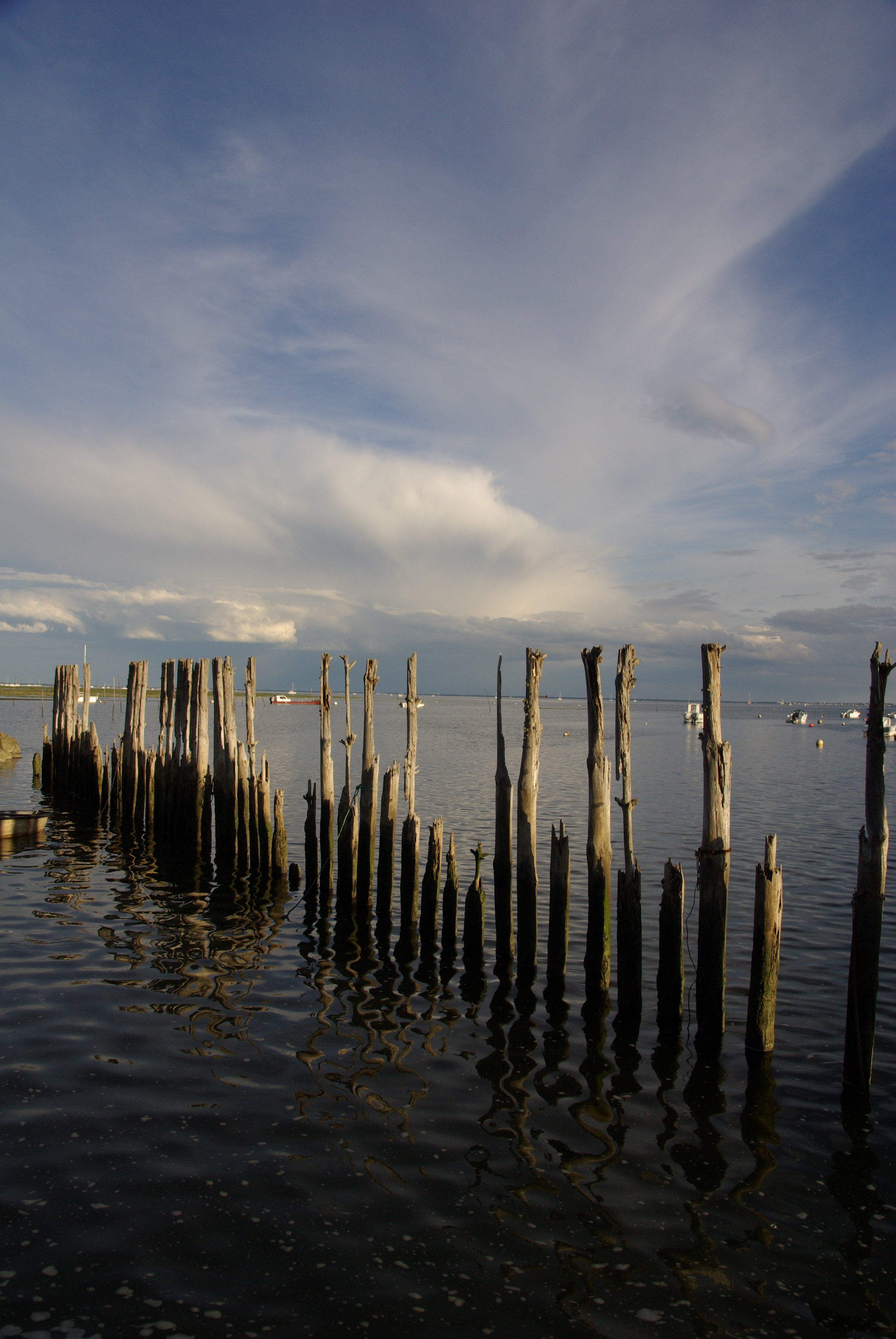
Vue sur le bassin d'Arcachon.
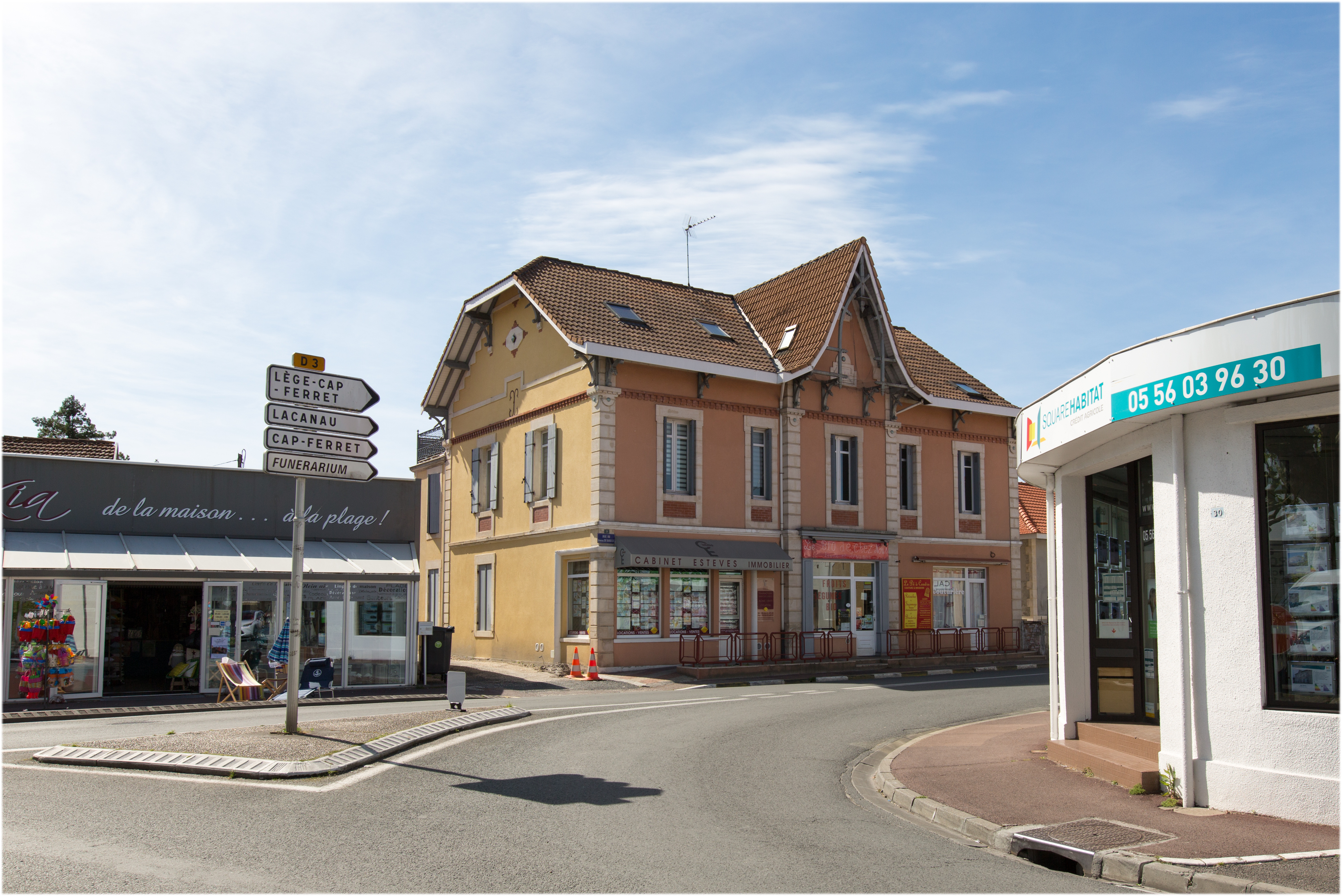
Maison (centre).

## Culture locale et patrimoine

### Lieux et monuments
- L'église Saint-Vincent-de-Paul d'Arès : Arès n'était pas une paroisse et dépendait de celle d'Andernos pourtant moins peuplée. Une première chapelle existait à Saint-Brice en 1846 mais peu d'Arésiens s'y rendaient[88],[89]. En 1847, Jean Templier, maire d'Andernos, mais meunier à Arès, obtient l'autorisation de construire une deuxième chapelle en bois au centre d'Arès. Ceci permit au village d'Arès d'obtenir son détachement d'Andernos en 1851. Cependant la chapelle se révéla vite trop petite et il fut décidé de construire une troisième église plus importante en pierre. L'église Saint-Vincent-de-Paul, édifiée sur la place « aux cinq branches » (cinq routes en direction de Bordeaux, d'Andernos, de la plage, du port ostréicole et de Lège-Cap Ferret), a été construite entre 1868 (pose de la première pierre) et 1878 (construction du clocher) dans un style inspiré de l'art roman[90]. Elle est construite en pierre dure de Saint-Savinien (Charente-Maritime)[91]. La nef est divisée en 5 travées et se compose de 3 vaisseaux (un central et 2 collatéraux). À l'entrée, l'eau bénite repose dans deux énormes coquilles de tridacnes géants[92]. Le plafond de la nef possède sept clefs de voûte sculptées dédiées à des personnages importants liés à l'église et à la commune[93]. Les vitraux des vingt fenêtres et dix quadrilobes qui les surmontent sont de Mirande et ont été créés de 1970 à 1980[94],[95]. Elle est inscrite à l'Inventaire général du patrimoine culturel[96].

Église Saint-Vincent-de-Paul
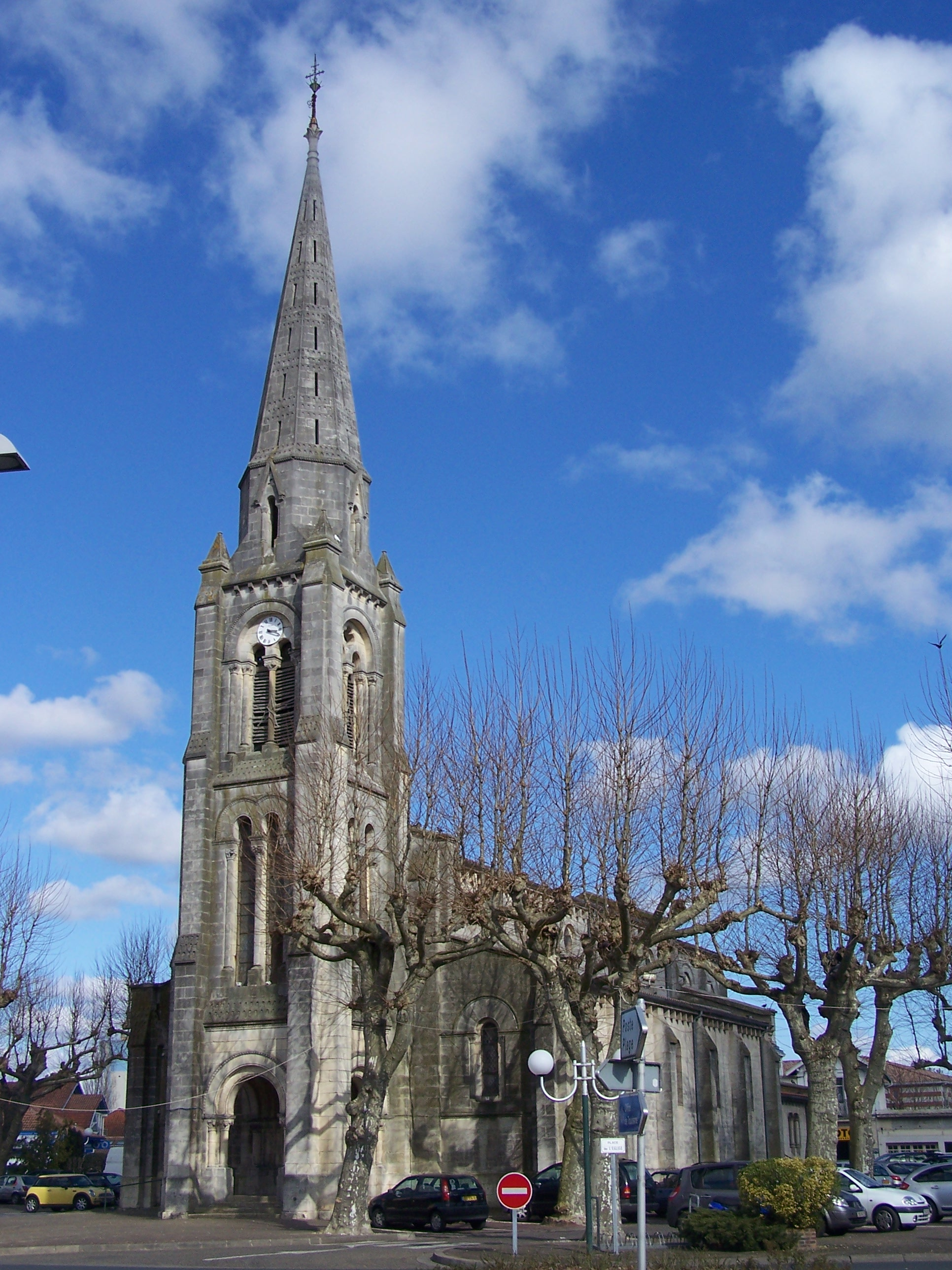
L'église Saint-Vincent-de-Paul.
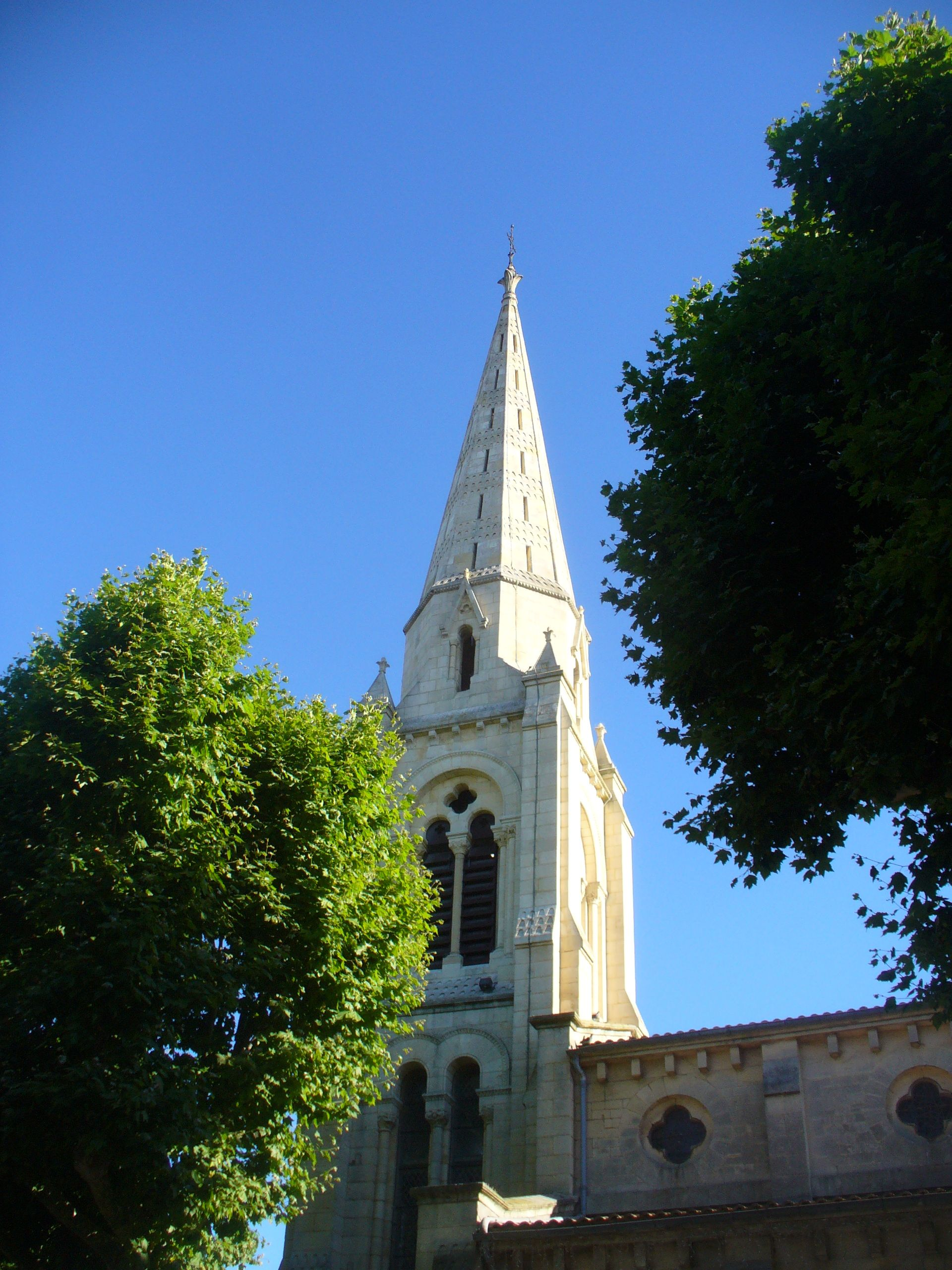
Flèche.
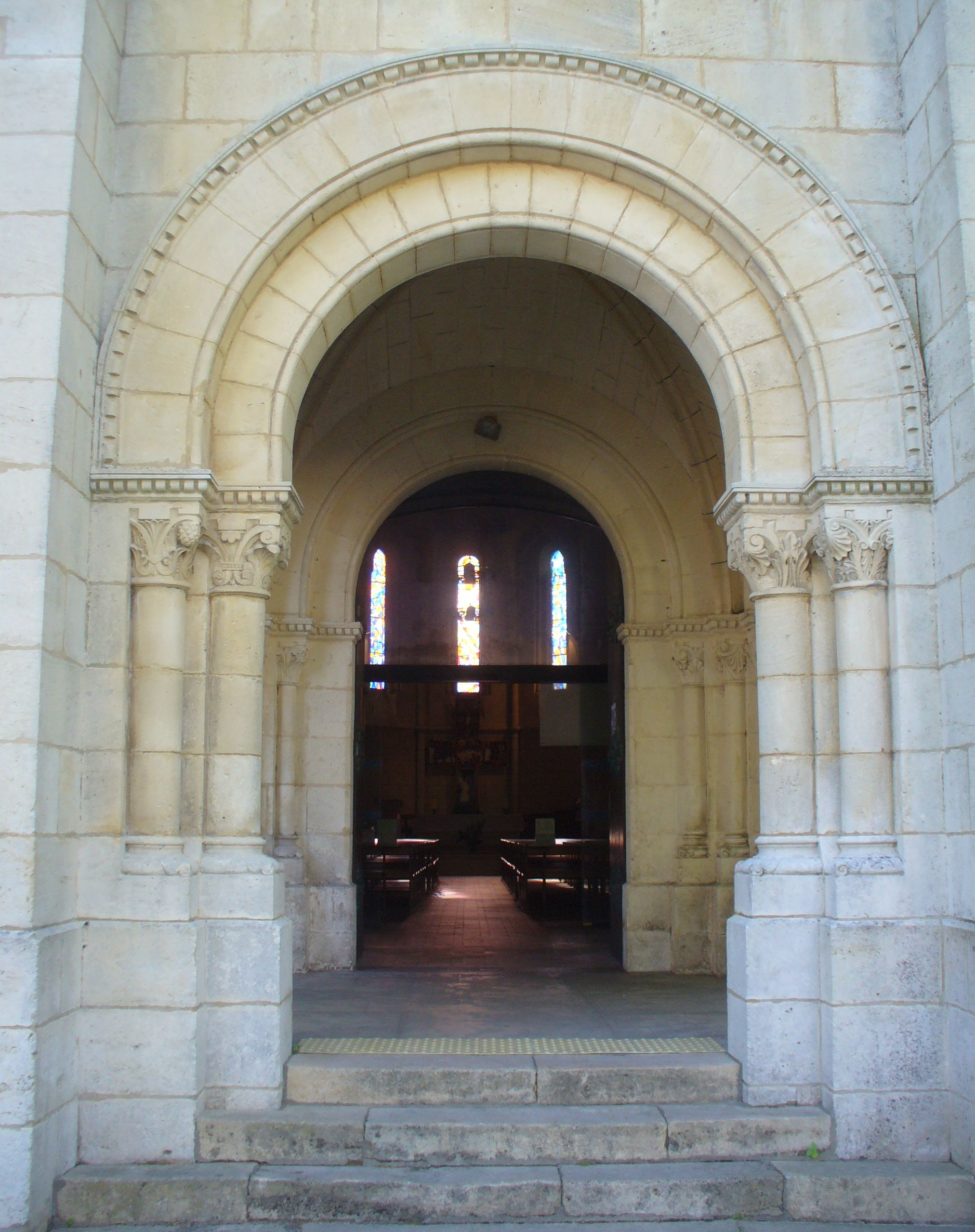
Entrée du porche.
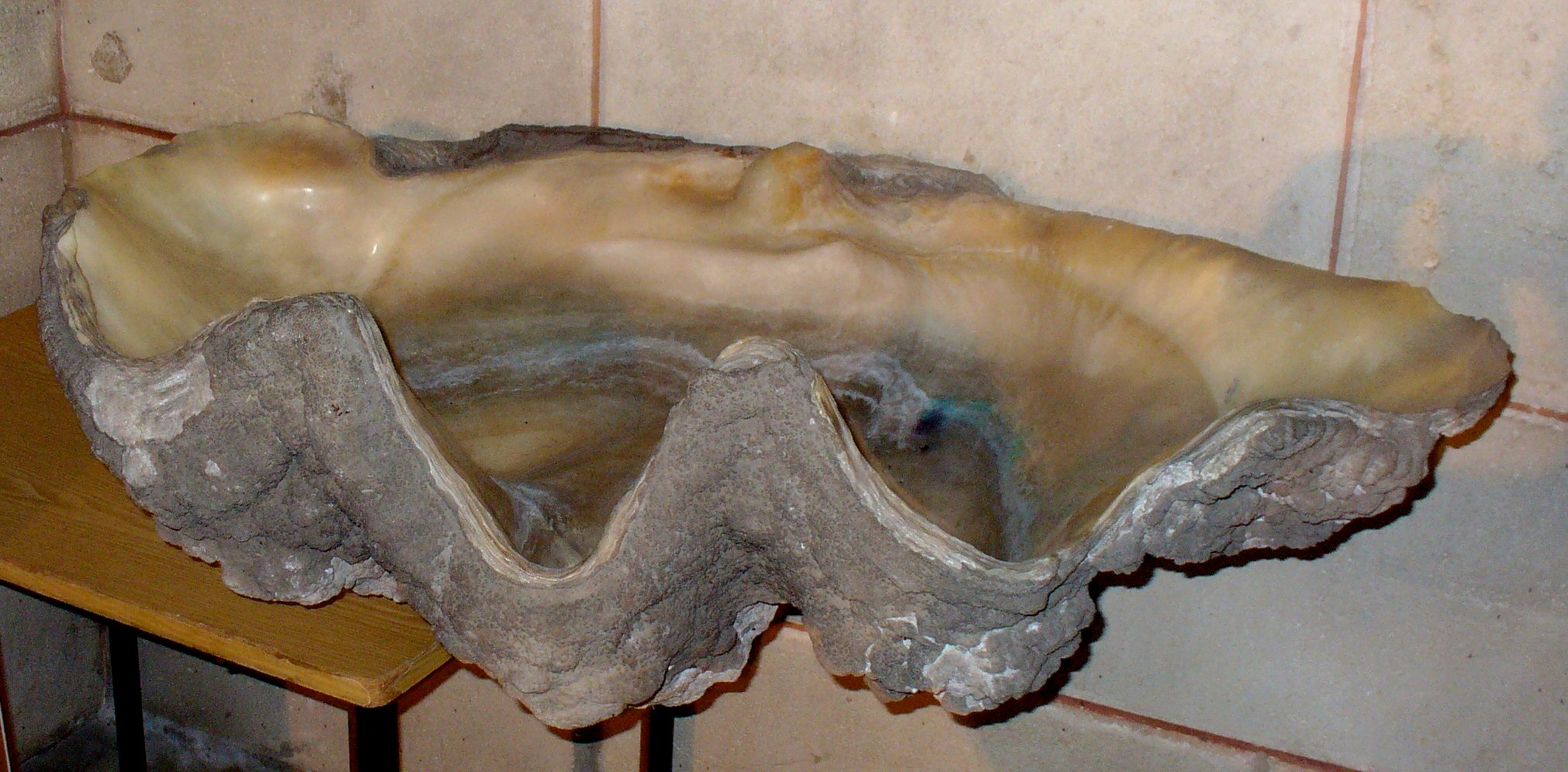
Bénitier.
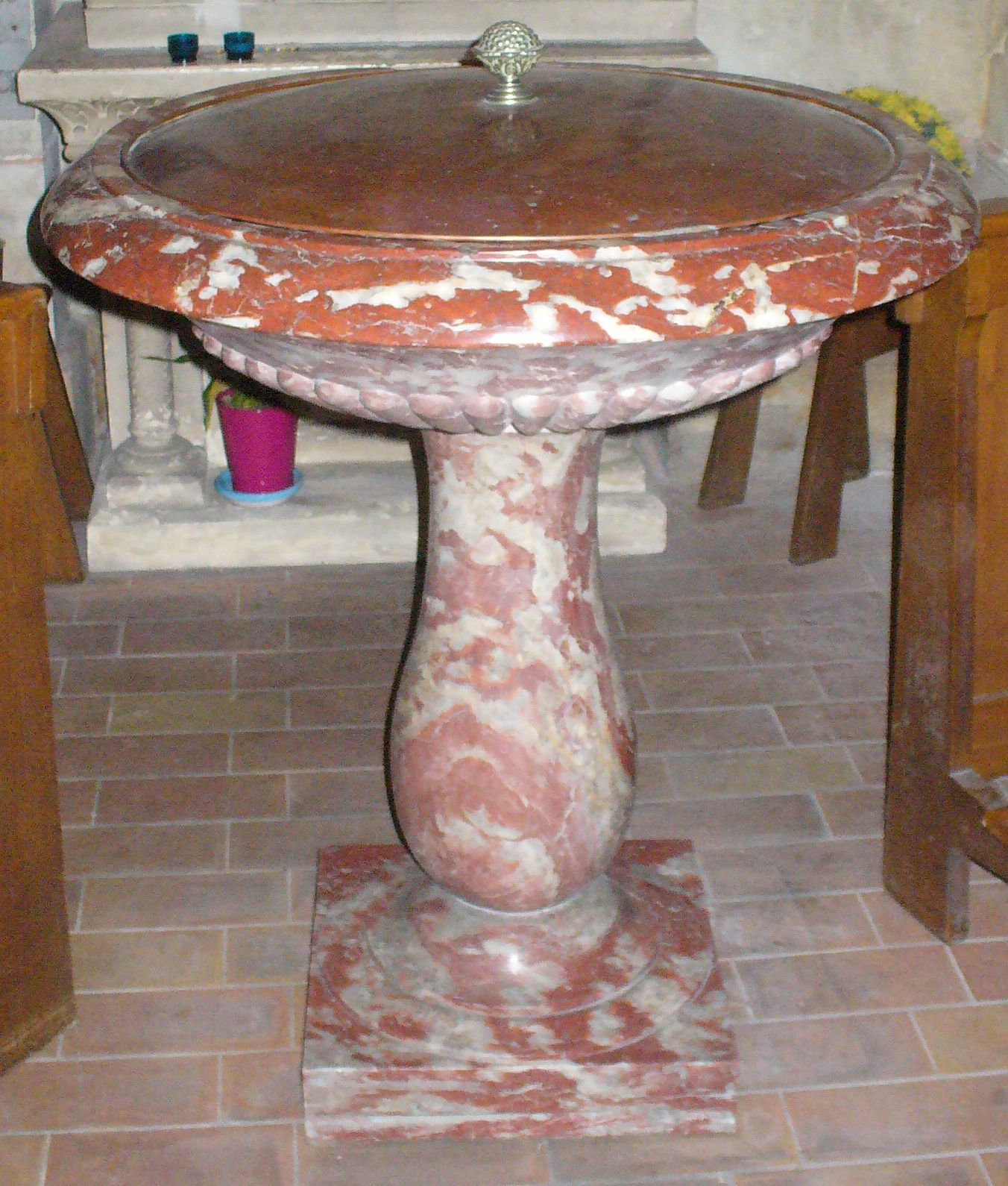
Baptistère.
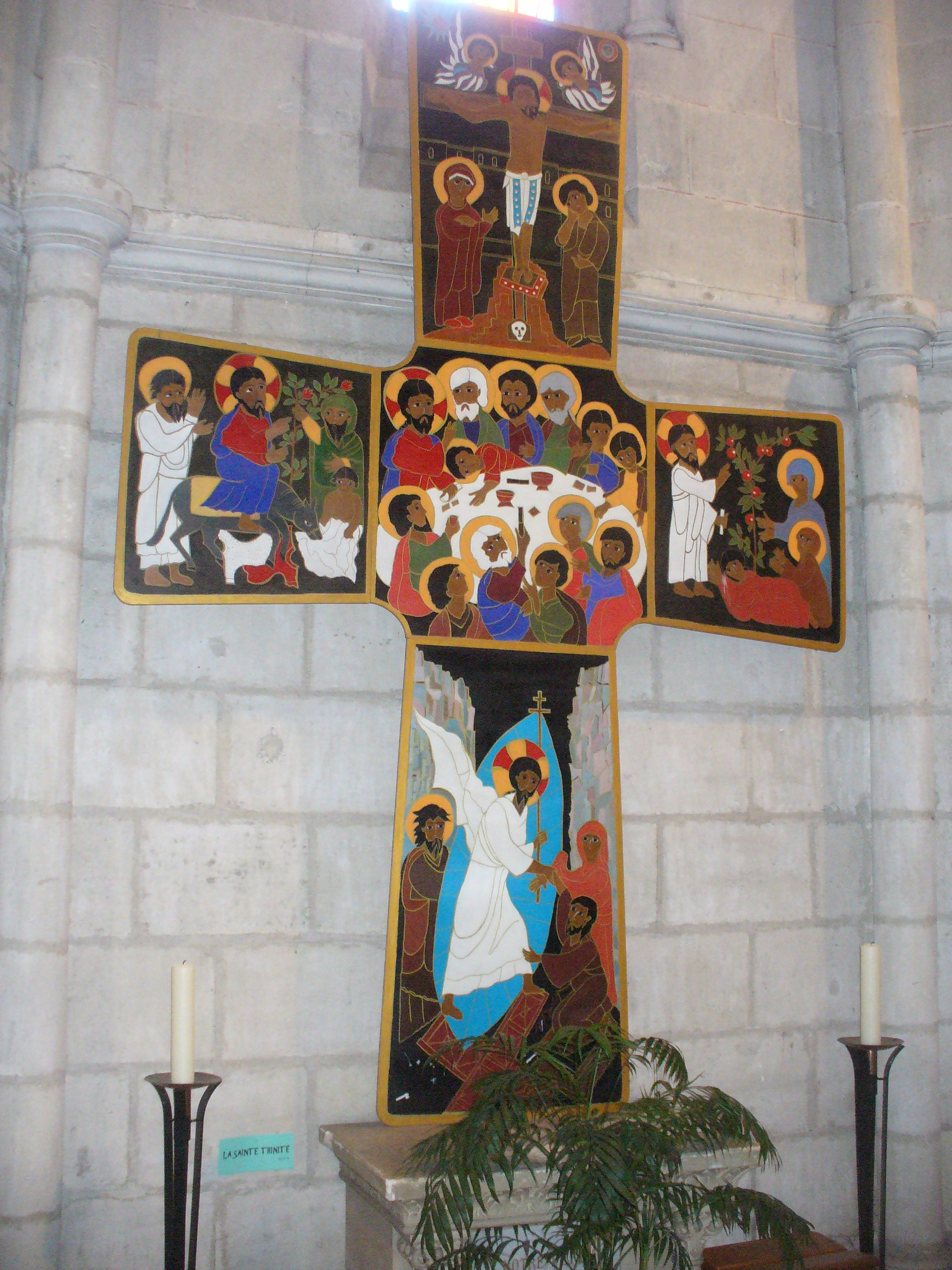
Croix de chœur[97].

Vitraux de Mirande
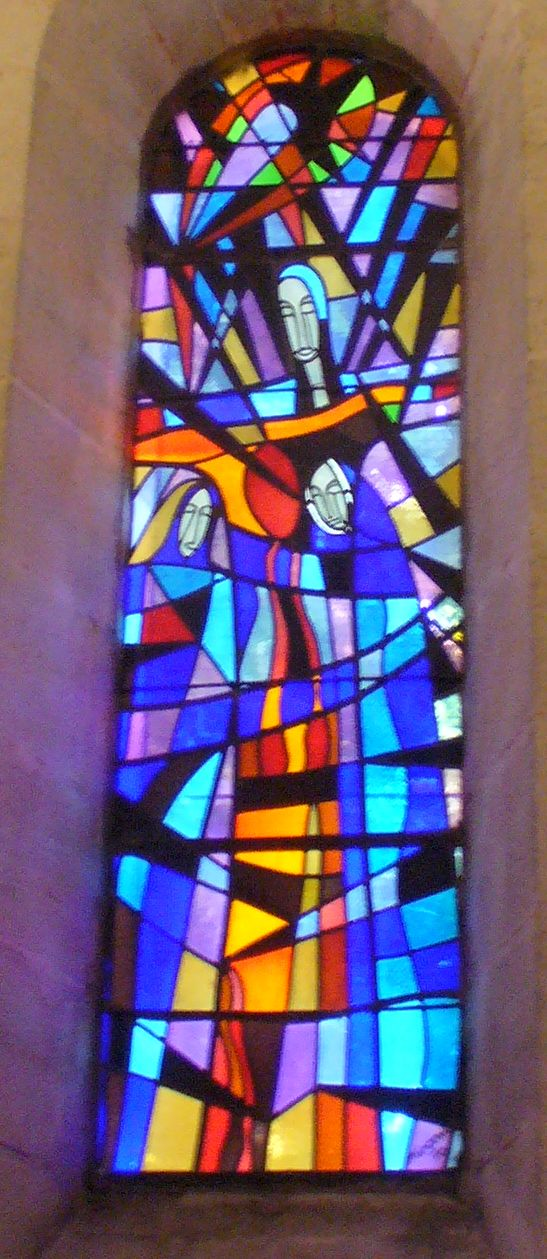
Crucifixion.
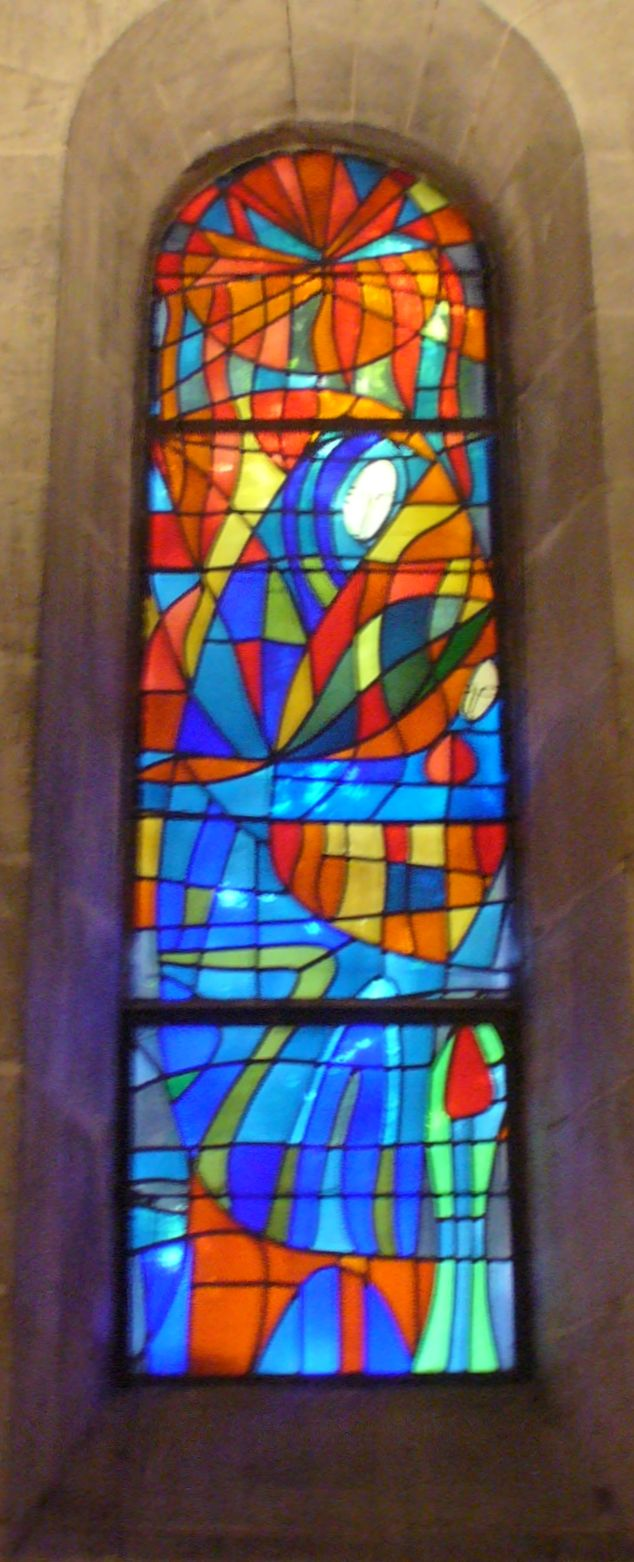
Nativité.
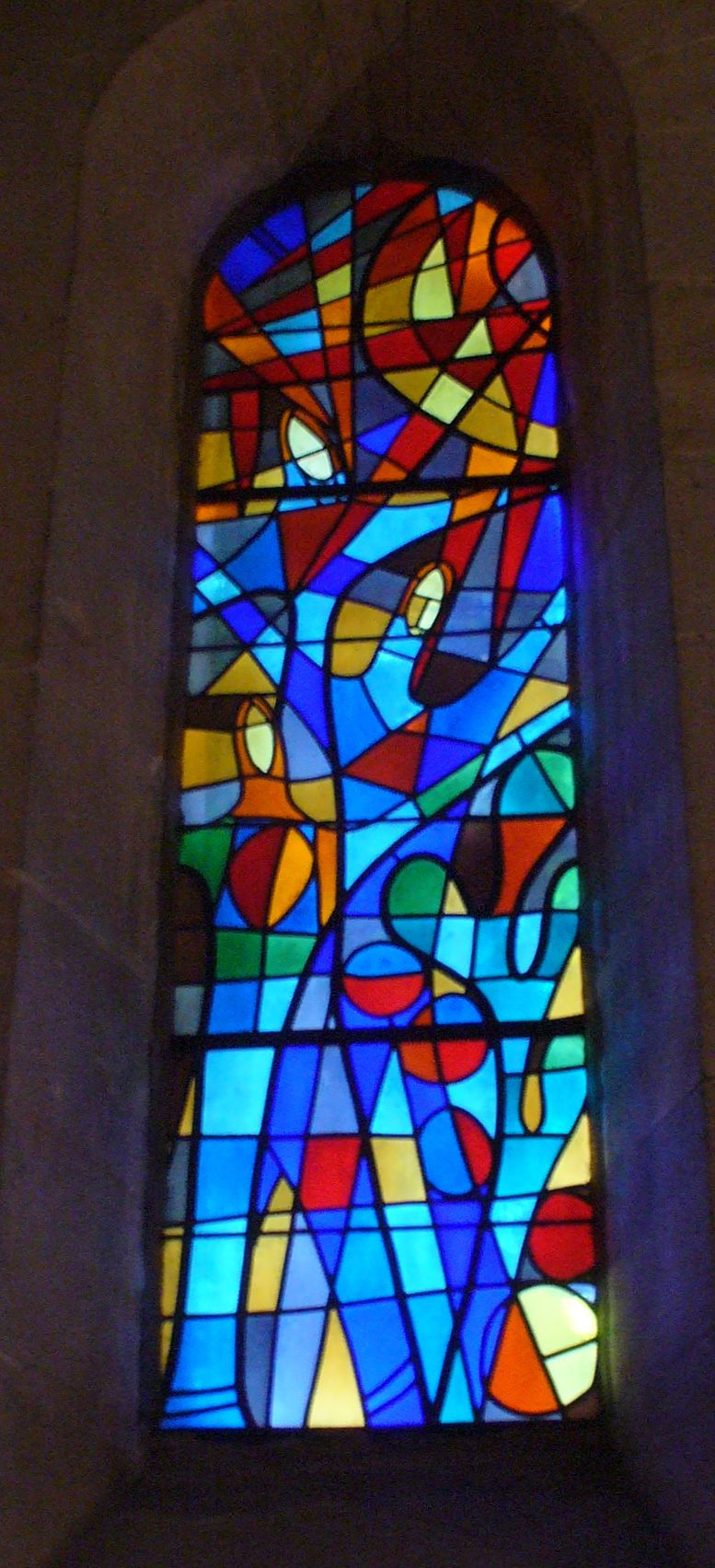
Danse des bergers.
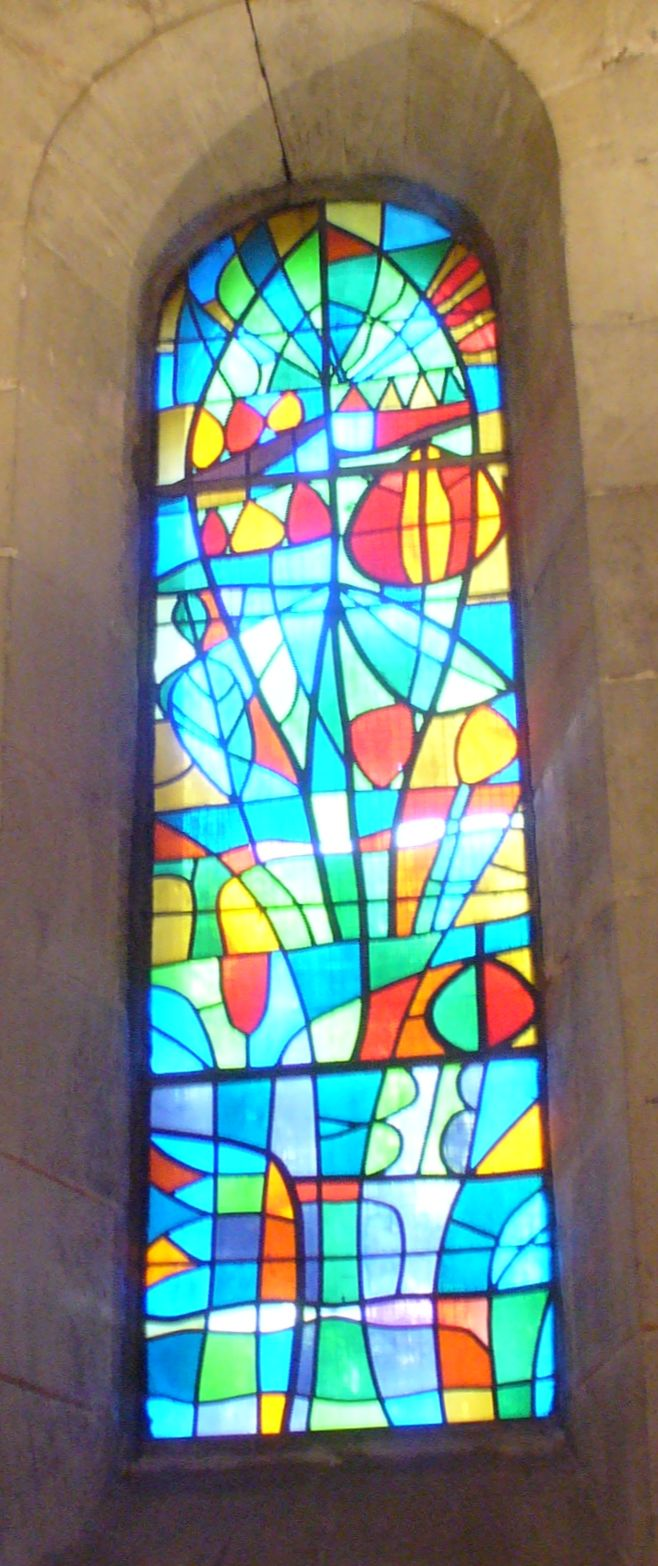
Jardin d'Éden.
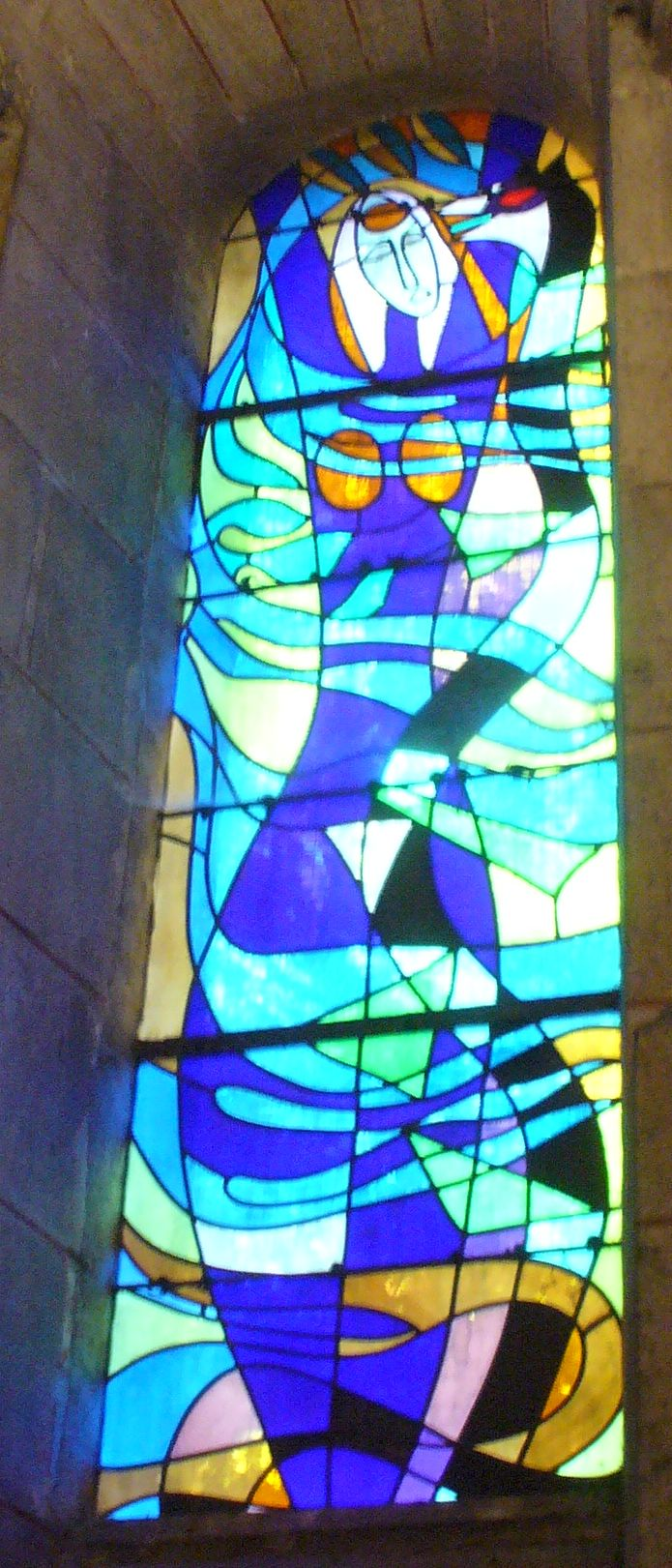
Ève.

- Le monument aux morts[98].

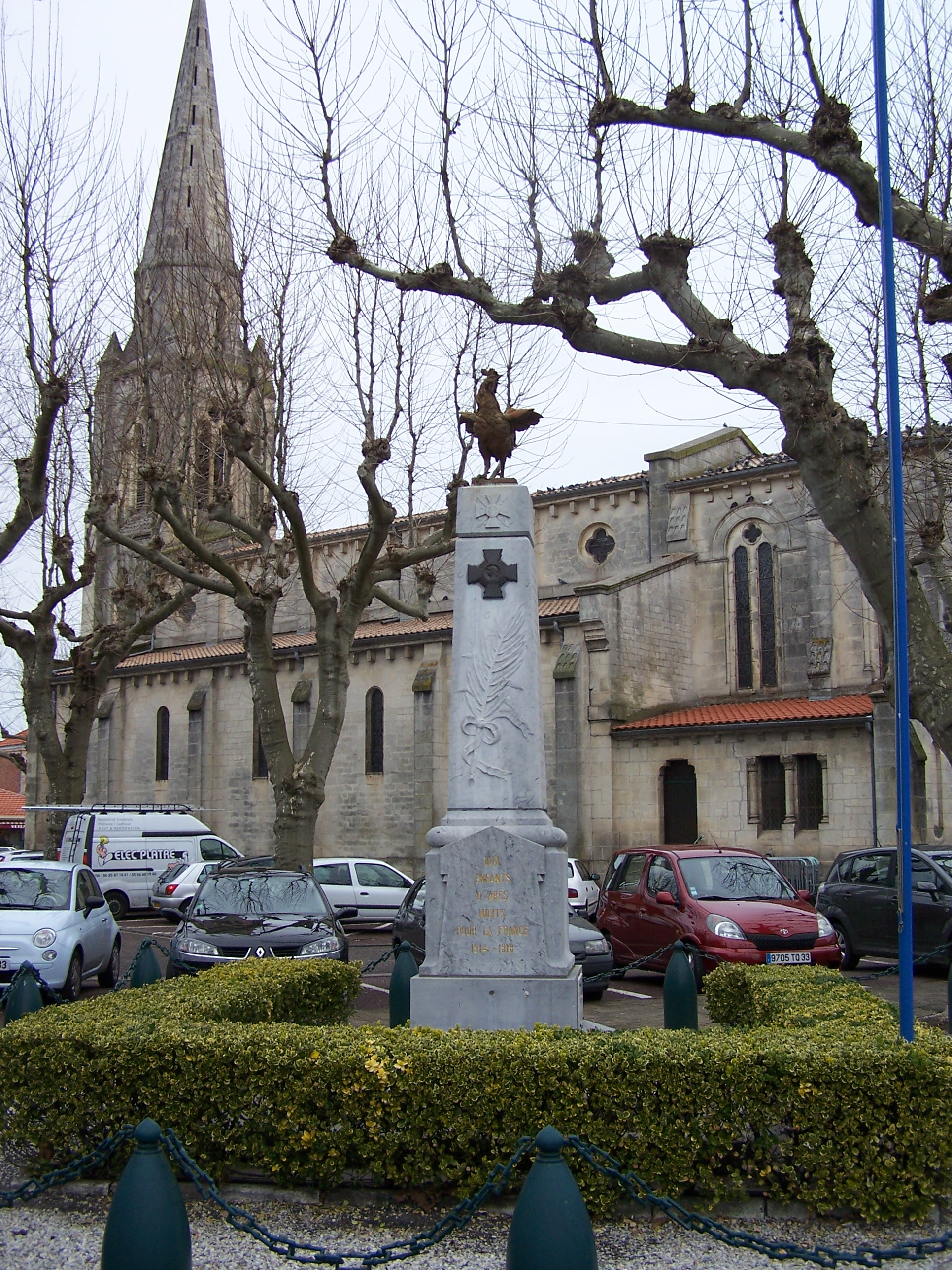
Le monument aux morts, place de l'Église.

- La « tour d'Arès », située sur l'avenue des Goélands, est un ancien moulin à vent construit en 1840 et désaffecté en 1882 puis transformé en pseudo-tour de défense, munie de créneaux ; elle abrite aujourd'hui un transformateur électrique[99],[100].
- La jetée : il s'agit plus exactement d'une chaussée maritime, inaugurée en 1863 et qui servait de quai d'accostage pour les chargements et déchargements effectués par les pêcheurs et les parqueurs lorsque le port était à proximité (sur l'esplanade Geoges Dartiguelongue). Depuis la création du nouveau port ostréicole, elle ne sert que pour la plaisance et la promenade[101],[102]. Deux canons datant des années 1800, destinés à protéger le havre d'Arcachon des incursions anglaises encadrent la jetée[103]. Un poste des douanes fut installé à l'entrée de la jetée. Il servit d'Office de tourisme de 1976 à 2011. Le banc qui est adossé à ce bâtiment est le rendez-vous des anciens qui l'ont appelé « La chambre des députés »[104].
- L'ovniport : une stèle commémorative est présente près de l'office de tourisme sur l'esplanade G. Dartiguelongue et signale la présence de l'ovniport. Sous la houlette du maire de l'époque, Christian Raymond, et à l'initiative de Robert Cotten[105], la municipalité a inauguré, le 15 août 1976, le premier « ovniport ». En effet, en pleine vague ufologique, le créateur pensait que si les extraterrestres n'atterrissaient pas sur la Terre, c'est parce que les Terriens n'avaient prévu aucune structure pour les accueillir. L'inscription en gascon « Que vos atendem totjorn » signifie « Nous vous attendons toujours »[106],[107]
(Le premier ovniport au monde est canadien. Il a été construit en 1967 sur la commune de Saint-Paul grâce au maire de la ville Paul André Joseph Langevin[108],[109]).

- Le port ostréicole : il fut construit de 1966 à 1975, à l'ouest vers les prés-salés. Il se compose de 2 rues, encadrant une darse, et au bout desquelles se trouve sur l'une la croix des marins[110],[111] et sur l'autre « La femme océane », sculpture en bois exotique du Cameroun de l'Arésien Dominique Pios, installée en août 1997[112]. Les rues du port sont bordées par 25 cabanes ostréicoles en dur de couleur blanche que l'on aperçoit de très loin depuis la presqu'île du Cap-Ferret. À l'intérieur des terres, juste à côté du port, un centre de stockage et de purification de coquillages a été installé (Domaine de l'ASCOA).

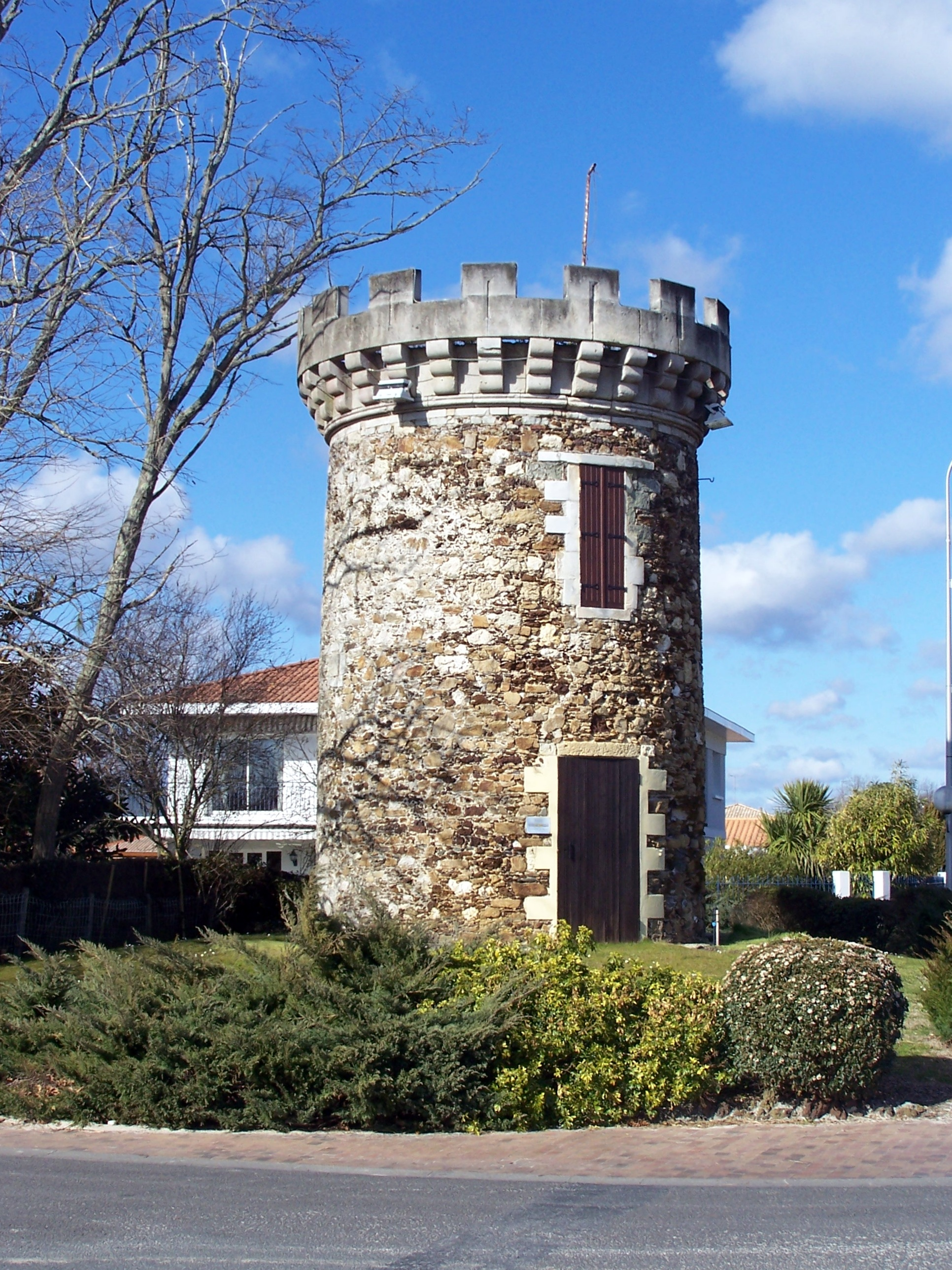
La tour d'Arès, avenue des Goélands.
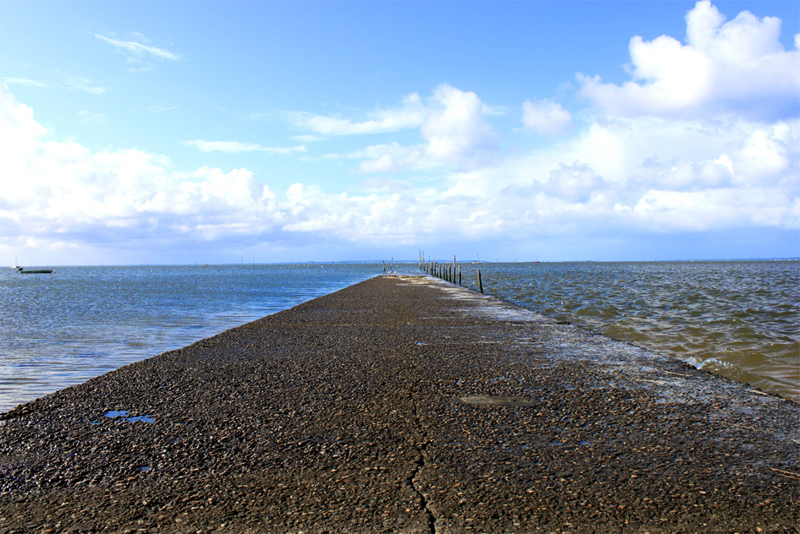
La jetée à marée haute.
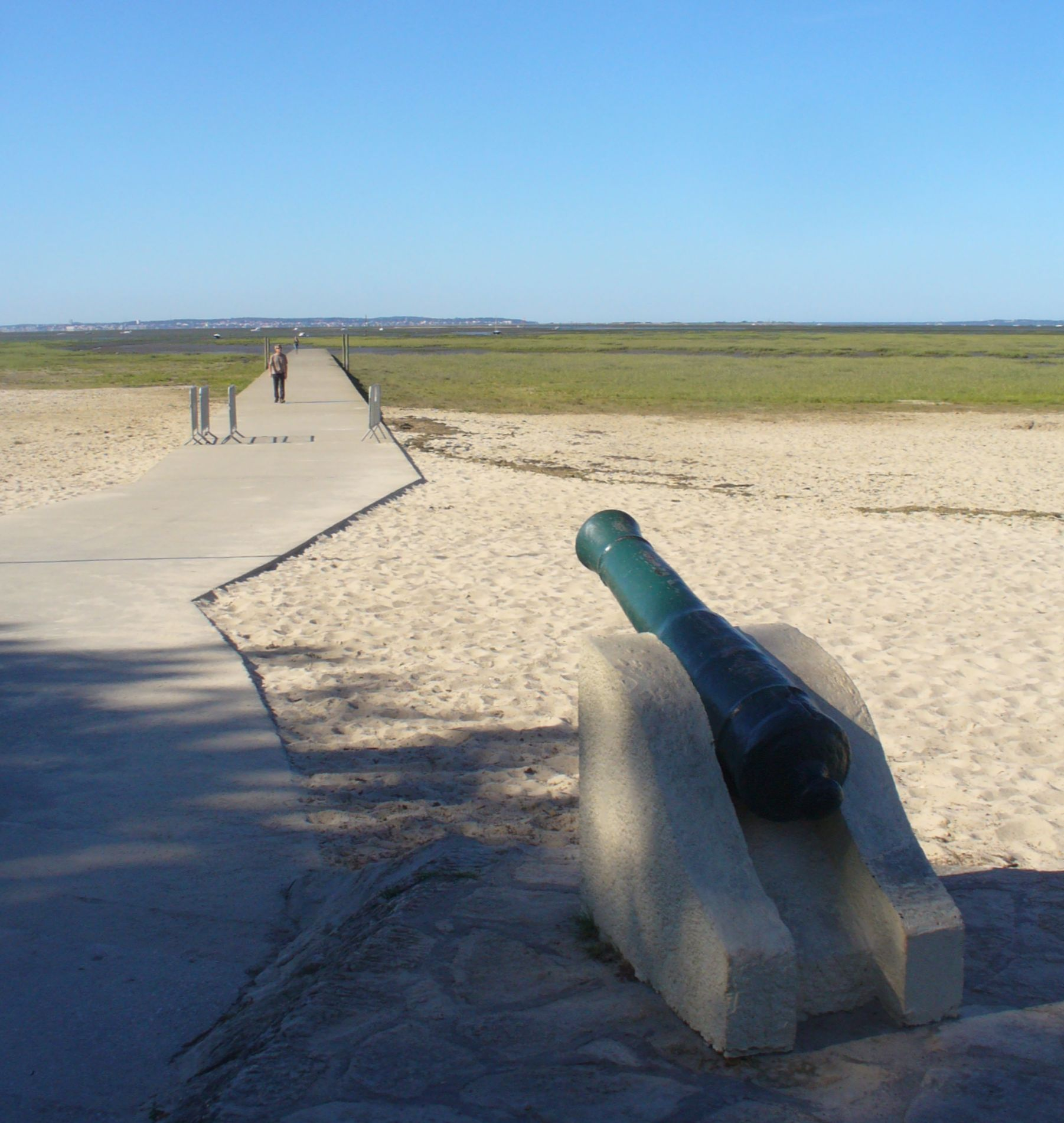
Canon devant la jetée.
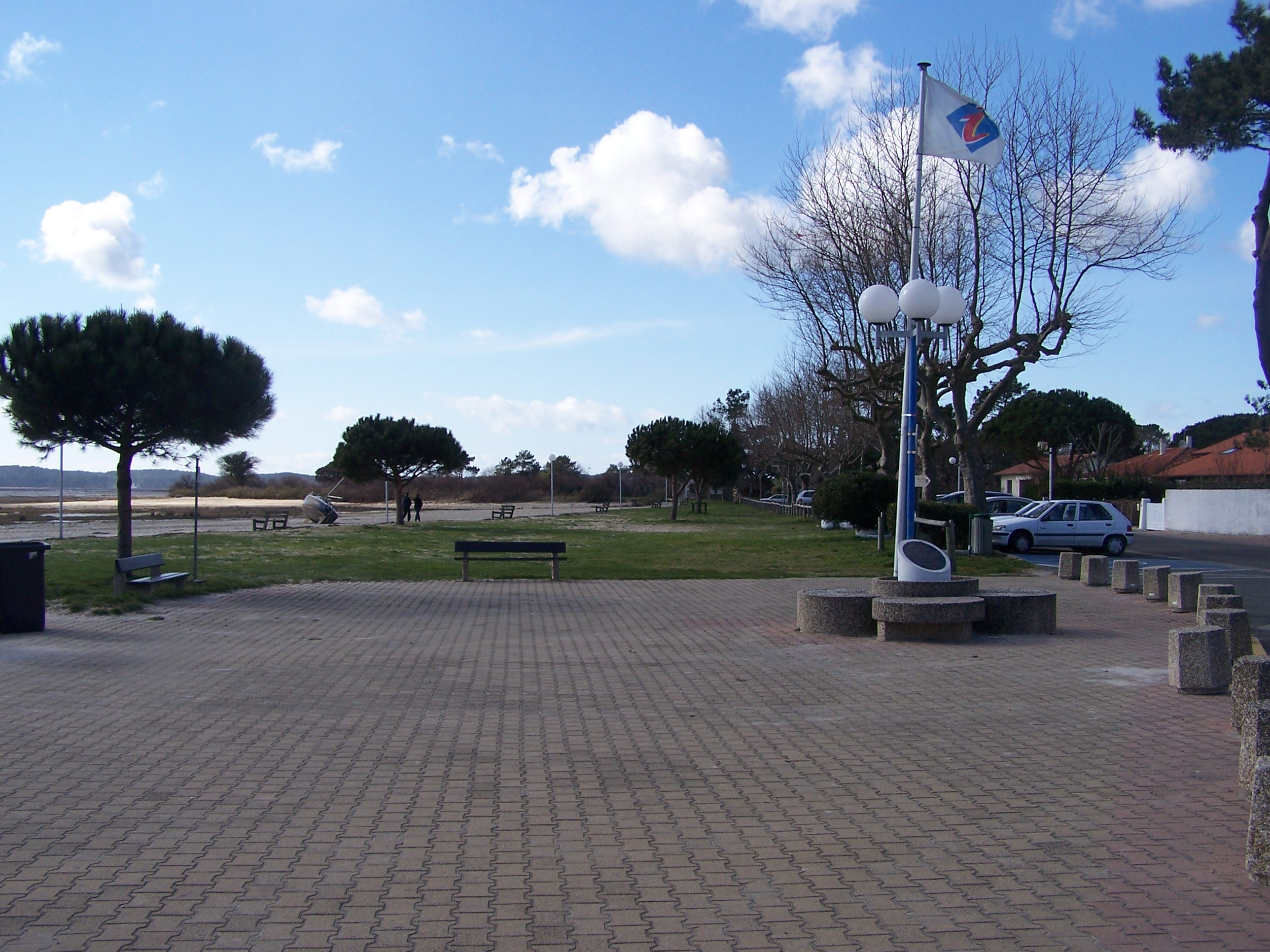
L'esplanade Dartiguelongue, ovniport (2009).
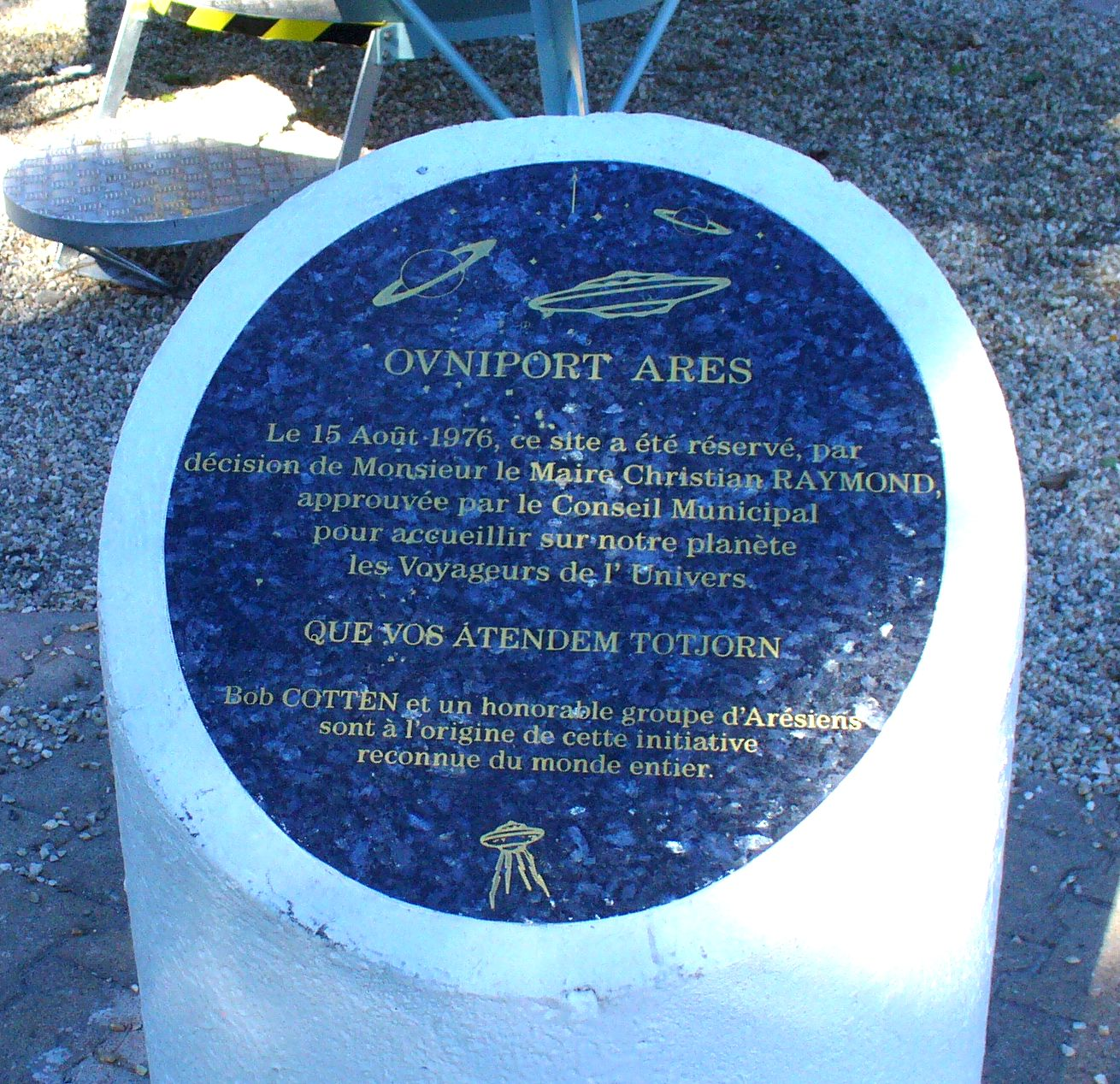
Plaque d'accueil des voyageurs de l'espace.
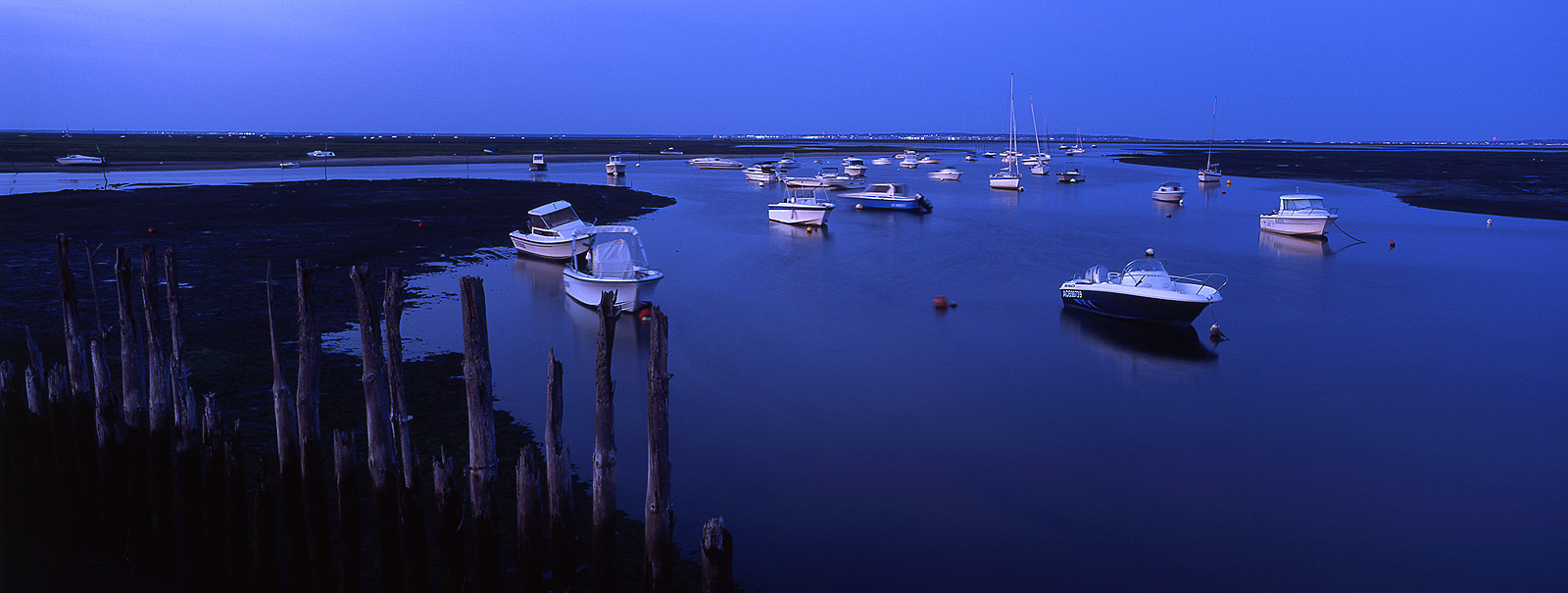
Port ostréicole d'Arès.
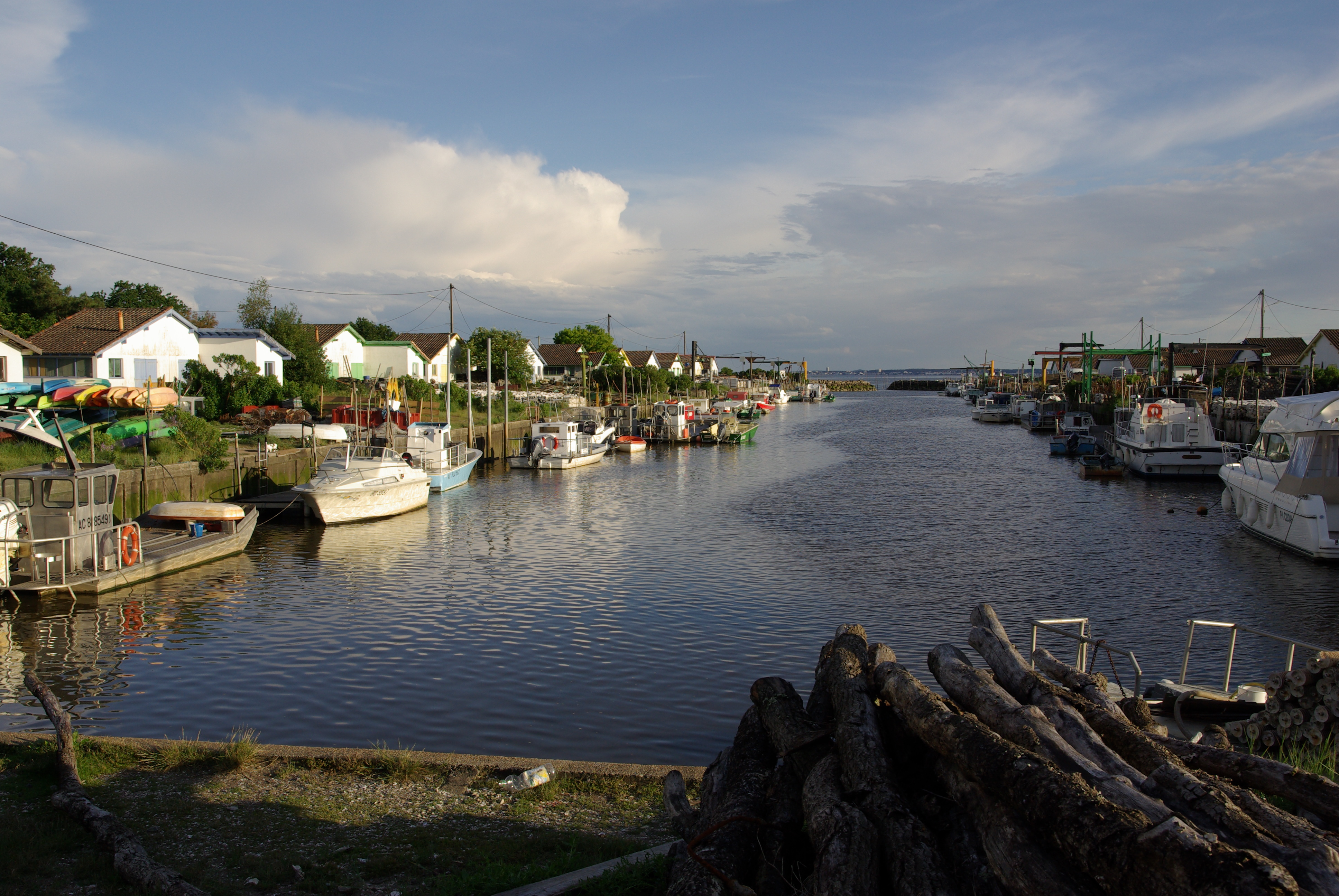
Le port ostréicole et ses cabanes.
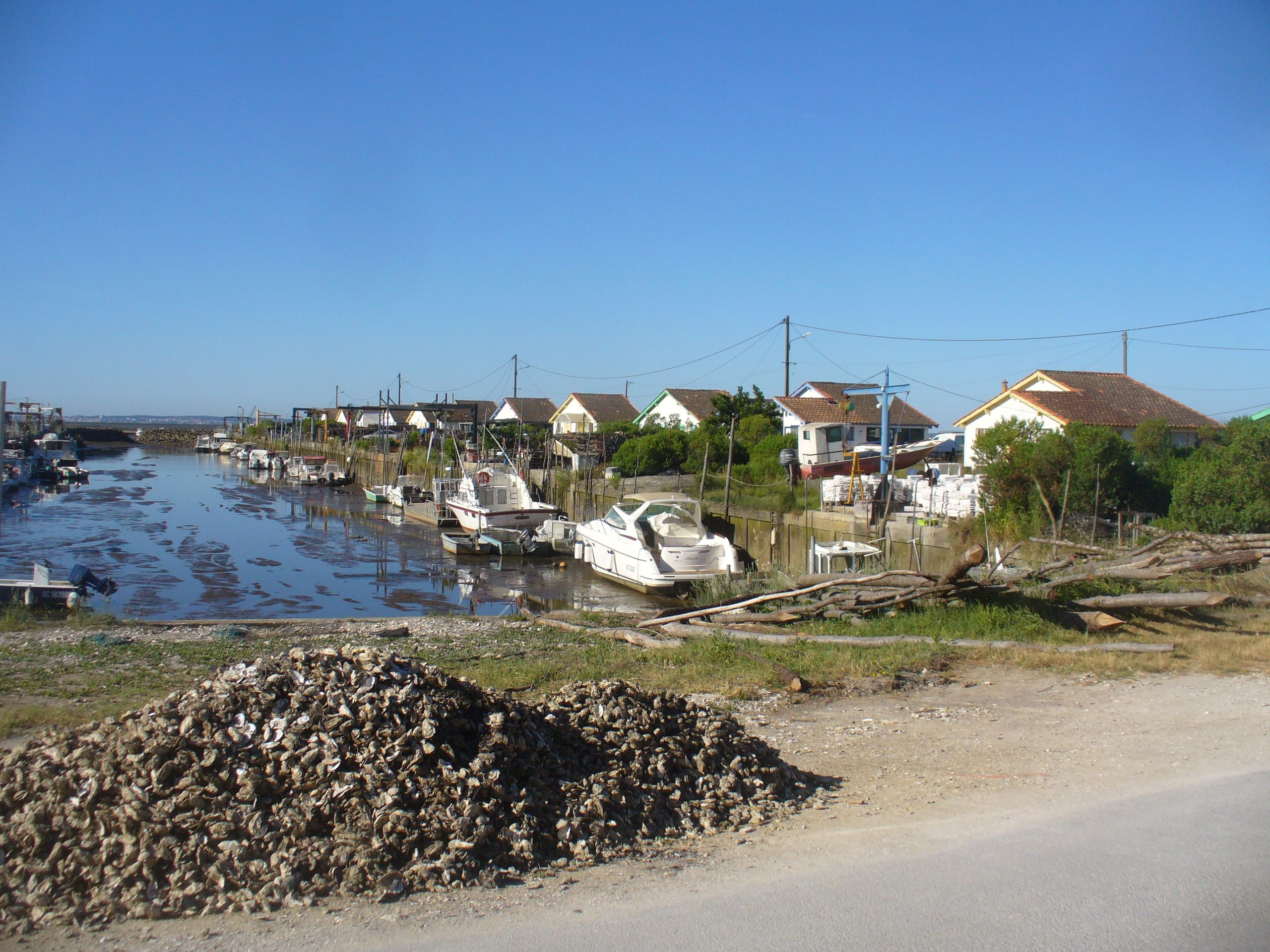
Darse ouest avec ses cabanes.
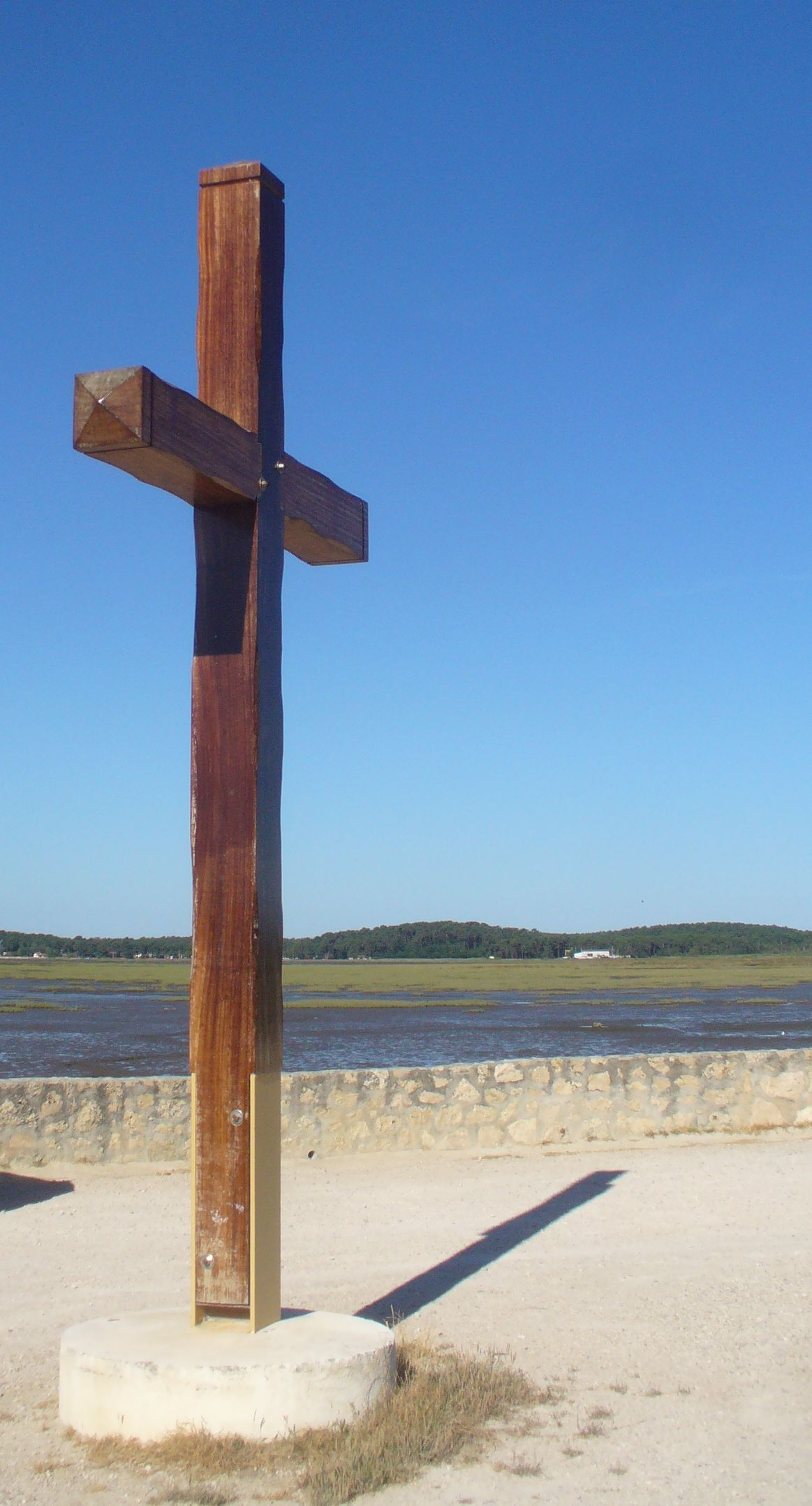
Croix des marins.
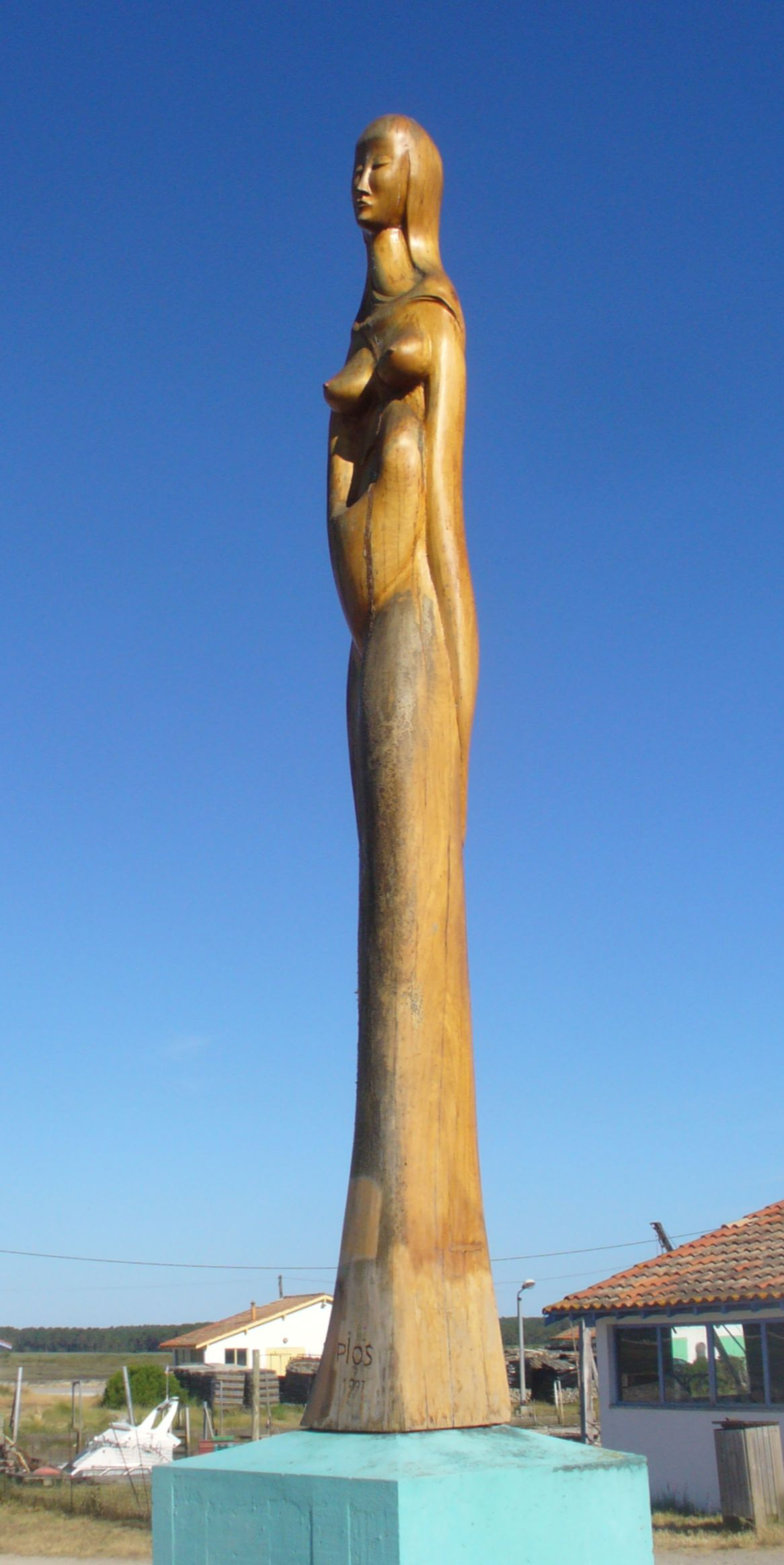
La femme océane.

- Les établissements de la Fondation Wallerstein :

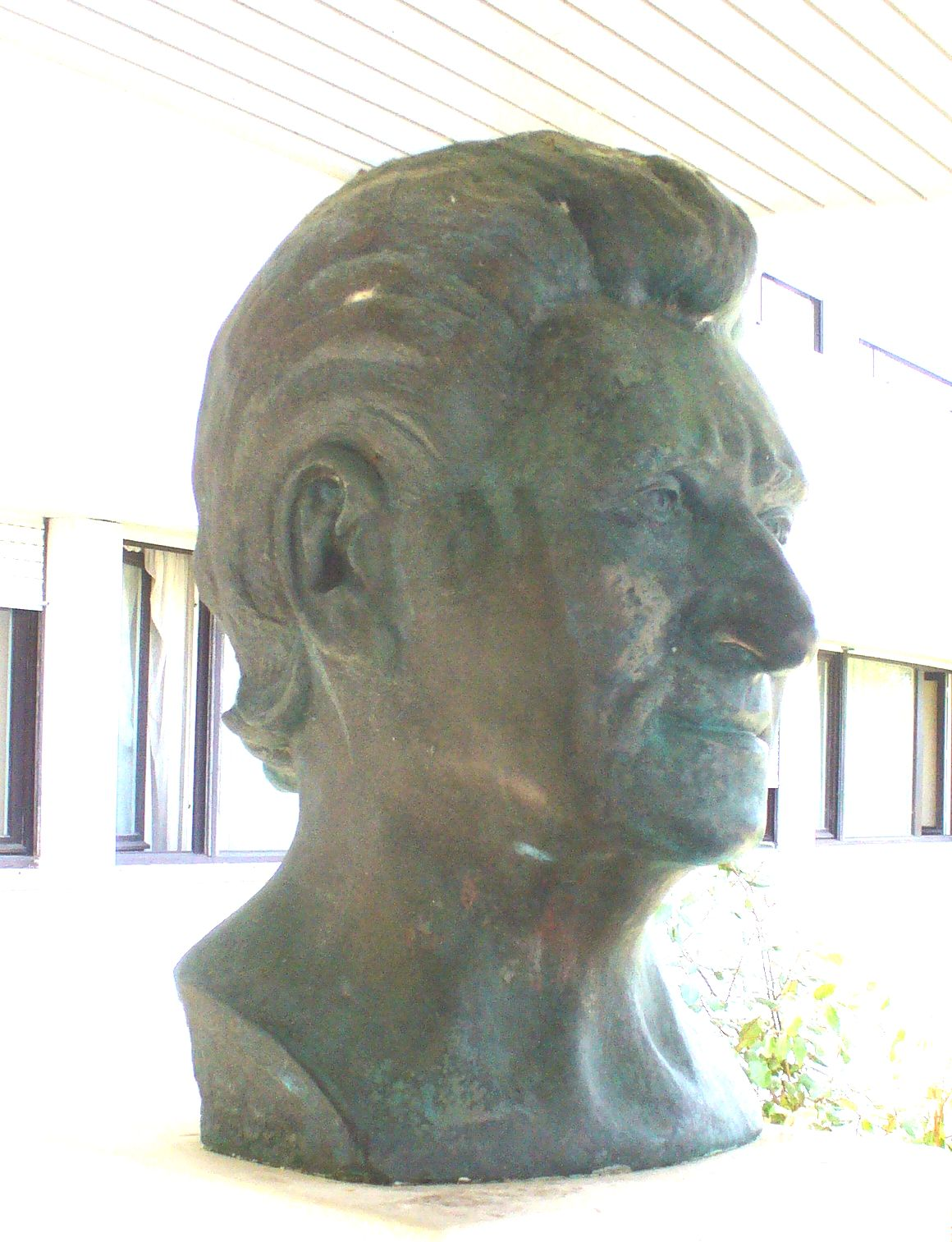
Buste de Paul-Louis Wallerstein à l'entrée du CMC.

La Fondation Wallerstein a été créé par Sophie Wallerstein après le décès de son mari (1903) pour gérer la Maison de santé (devenu aujourd'hui l'établissement d'hébergement pour personnes âgées dépendantes (EHPAD) Paul-Louis Weiller) et l'Aérium (aujourd'hui à l'abandon), auxquels se rajoute désormais le Centre médico-chirurgical inauguré en 1977. Aujourd'hui la Fondation, reconnue d'utilité publique en 1904, est devenue une association à but non lucratif, l'Association des Amis de l'Œuvre Wallerstein (AAOW), dont le conseil d'administration est toujours présidé par un descendant de la 5e génération de Sophie Wallerstein. À la mort de Madame Wallerstein, le 31 décembre 1947, c'est son petit-neveu Paul-Louis Weiller (1893-1993), fils d'Alice Javal (1869-1944), elle-même fille d'Émile Javal (1839-1907), frère aîné de Sophie Wallerstein, qui lui succéda à la présidence de la Fondation, puis en 1993 le fils de ce dernier, Paul-Annik Weiller (1933-1998), puis la demi-sœur de celui-ci, Élisabeth Irisarri-Weiller (1924-2006), et depuis le 17 juillet 2006, la  comtesse Maria-Pilar de la Béraudière (1953-), fille d'Élisabeth Irisarri-Weiller et épouse de Jacques-Antoine de la Béraudière (1942-), expert international de peintures d'art moderne. Des voies d'Arès portent les noms de Wallerstein et de Javal.
- La Maison de santé : comme son fronton l'indique, un premier pavillon est construit en 1895 ainsi qu’un pavillon d’isolement destiné aux malades contagieux (aujourd'hui détruit). En 1901, un second pavillon est construit (dont la date est inscrite au fronton) ainsi qu’un bâtiment central reliant les deux pavillons. On peut observer cette architecture conçue à des fins sanitaires dont les façades sont ornées de céramiques bleue,. De nouveaux bâtiments modernes ont été construits en intégrant les anciens, inaugurés en 2011. L'ensemble se situe 6 rue Paul-Wallerstein
- L'aérium d'Arès : commandé par Sophie Wallerstein, l'aérium a été conçu en 1911 par son neveu par alliance Emmanuel Gonse, architecte spécialisé dans les ensembles sanitaires et scolaires, assisté de son confrère Charles Duval, construit en 1912 sur un terrain de 12 hectares en bordure du bassin d'Arcachon, et inauguré le 15 mars 1913, jour du 10e anniversaire du décès de Paul Wallerstein. Il fut créé pour accueillir des jeunes enfants de condition modeste de la région bordelaise. La tuberculose faisait rage à cette époque, particulièrement dans les familles pauvres. L'aérium a été fermé par la Croix-Rouge et Paul-Louis Weiller d'un commun accord en 1971, et ont découragé de nombreuses tentatives de reconversion. À l'abandon depuis cette date, désaffecté en 1981 car ne répondant plus aux normes d'hébergement, l'aérium a fait l'objet de travaux de sauvegarde, de 1986 à 1991 par des bénévoles conduits par le père François du Plessis, prêtre-ouvrier, afin de le sauver de la ruine,,,. Menacé de destruction par la Croix-Rouge, propriétaire des lieux, la totalité des bâtiments, y compris le terrain, ont été protégés par une inscription en 2000 au titre des monuments historiques. Le bâtiment est en U, de plain-pied ; la partie centrale comporte la cuisine, la terrasse solaire, la lingerie, la chapelle et des galeries ouvertes et fermées ; les ailes en retour abritent les dortoirs des garçons et des filles et les sanitaires. Les bâtiments sont décorés de fresques de 1913, toujours bien conservées car peintes sur mortier humide, mettant en scène la vie sereine et en plein air des enfants de l’aérium dans le cadre des bords du bassin d’Arcachon, œuvres du peintre Henri Marret, cousin germain de Charles Duval,,. Mme Wallerstein exprima sa volonté que l'aérium demeure un établissement de santé pour la jeunesse.
- Le Centre médico-chirurgical (CMC) : cette clinique privée à but non lucratif prend la suite de la Maison de santé du bourg d'Arès. Elle a été construite sur une partie des terrains de l'Aérium occupés par le verger et la vigne, et a été inaugurée en 1977. Un service de maternité existe au sein de l'établissement,,.

Les édifices de la Fondation Wallerstein
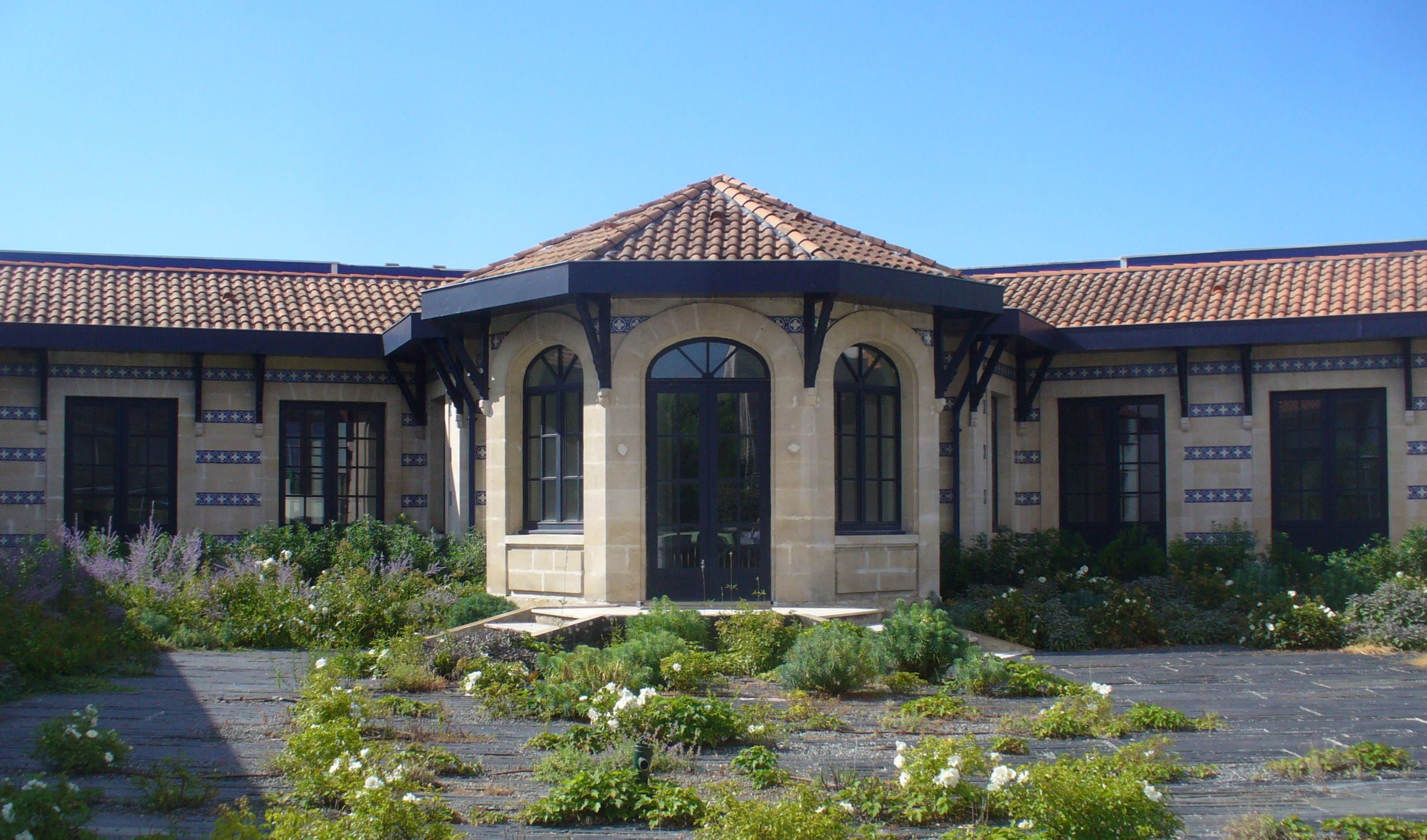
La maison de santé, bâtiment central.
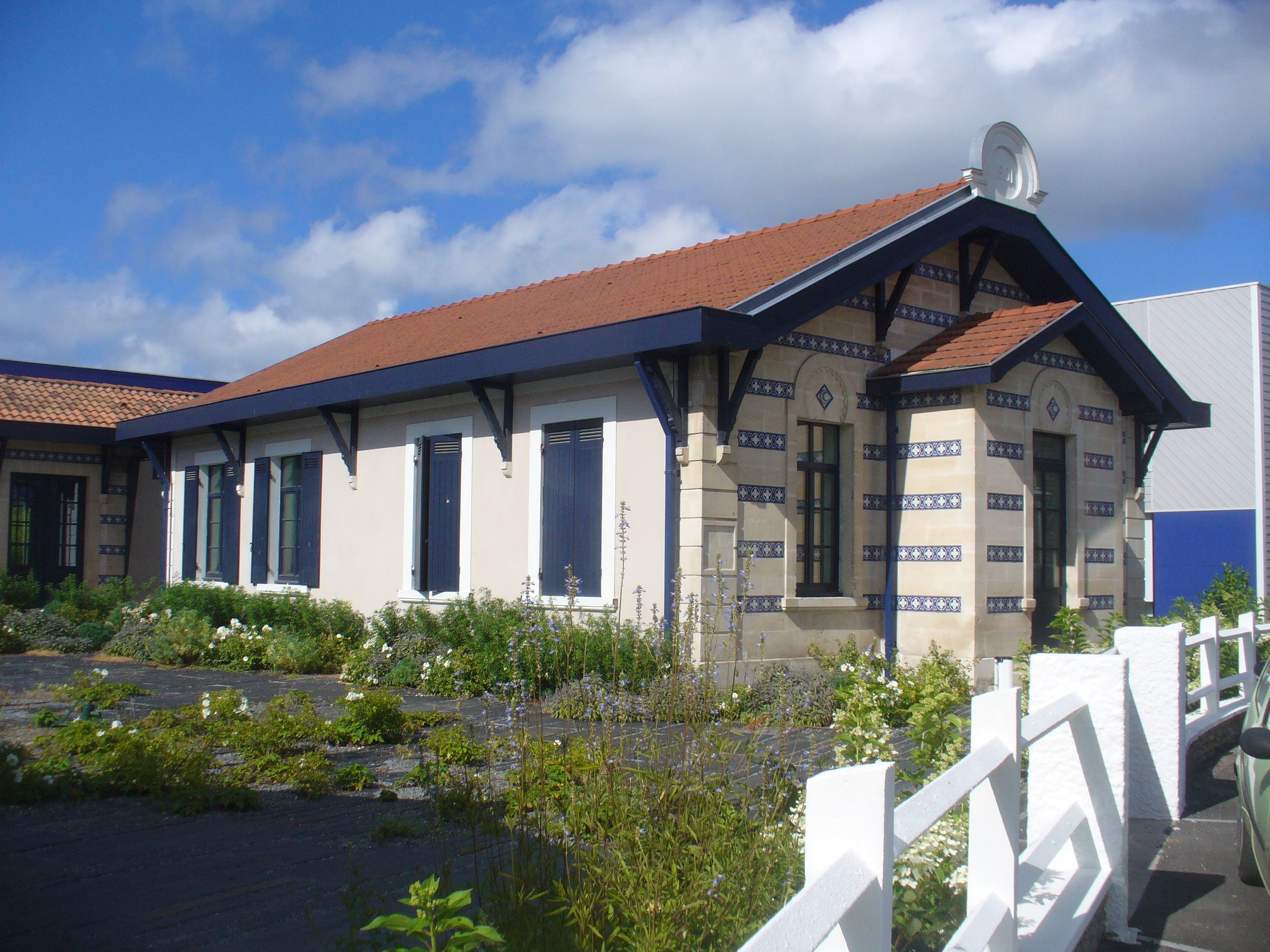
La maison de santé, extension de 1902.
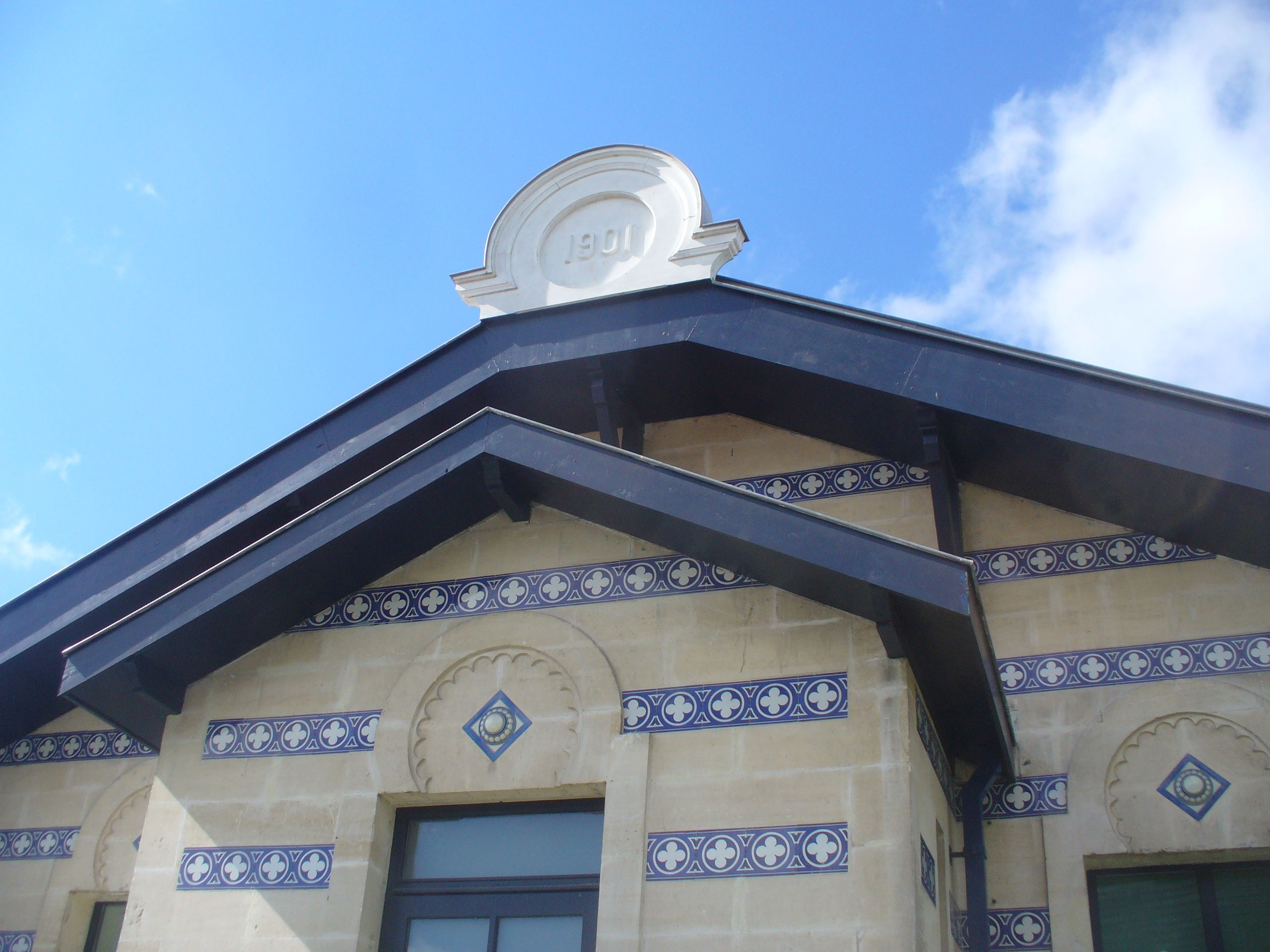
La maison de santé, pignon de l'extension (1902).
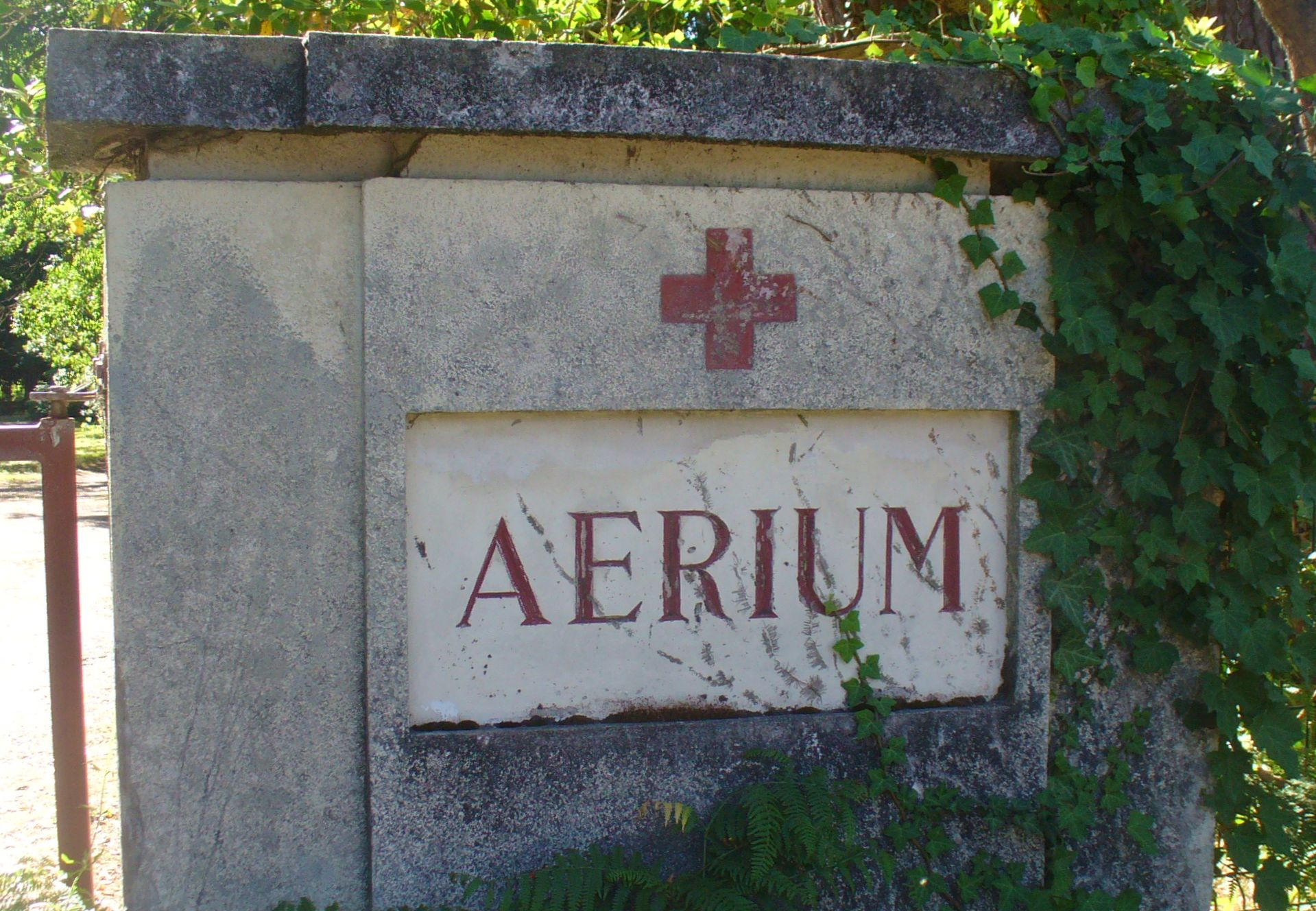
La borne d'entrée de l'aérium.
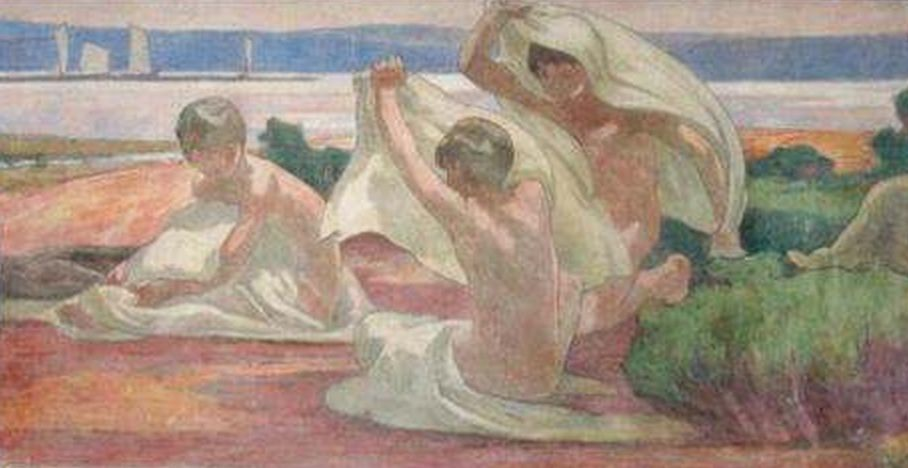
La fresque de l'aérium.
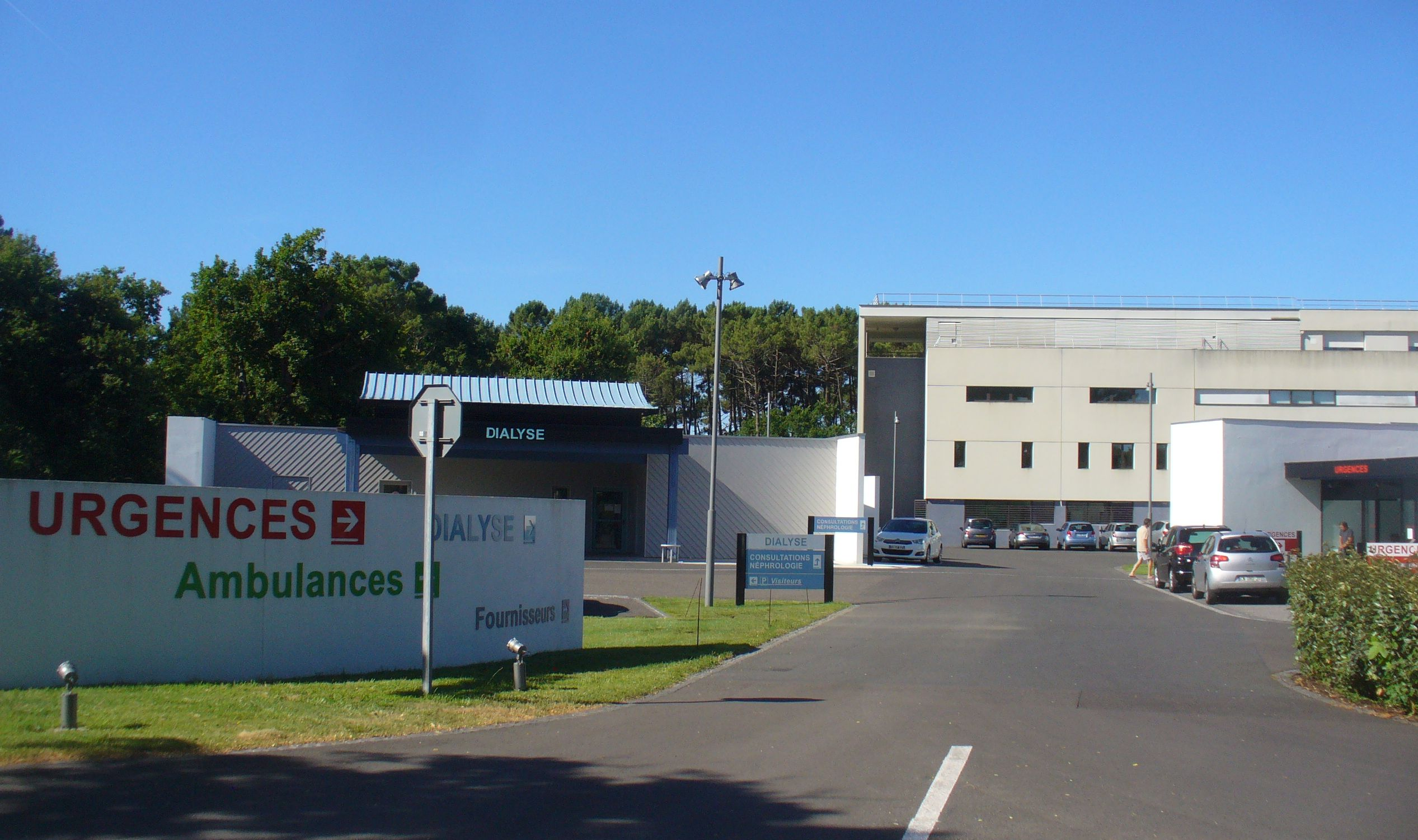
L'entrée du centre médico-chirurgical.
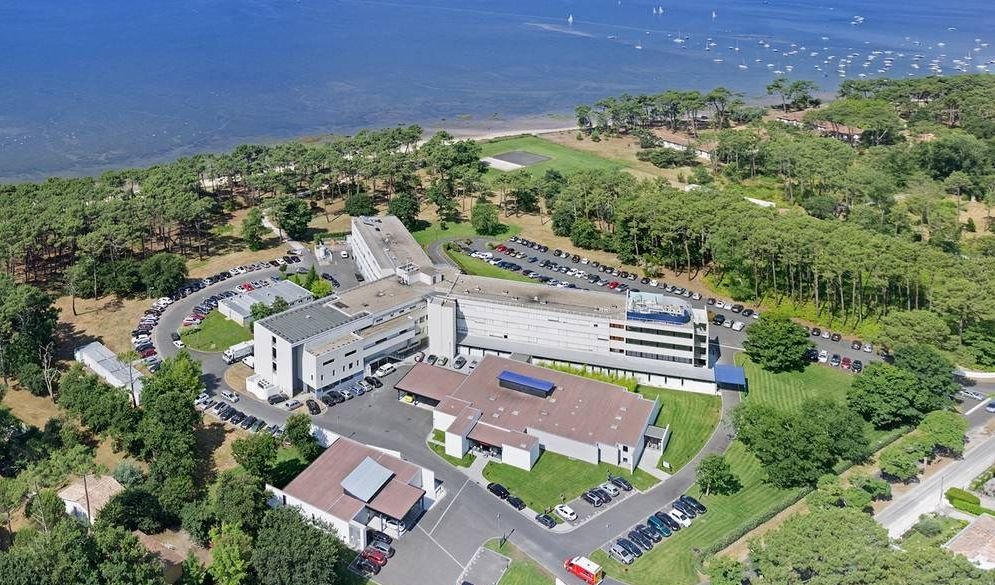
La vue aérienne du centre médico-chirurgical.

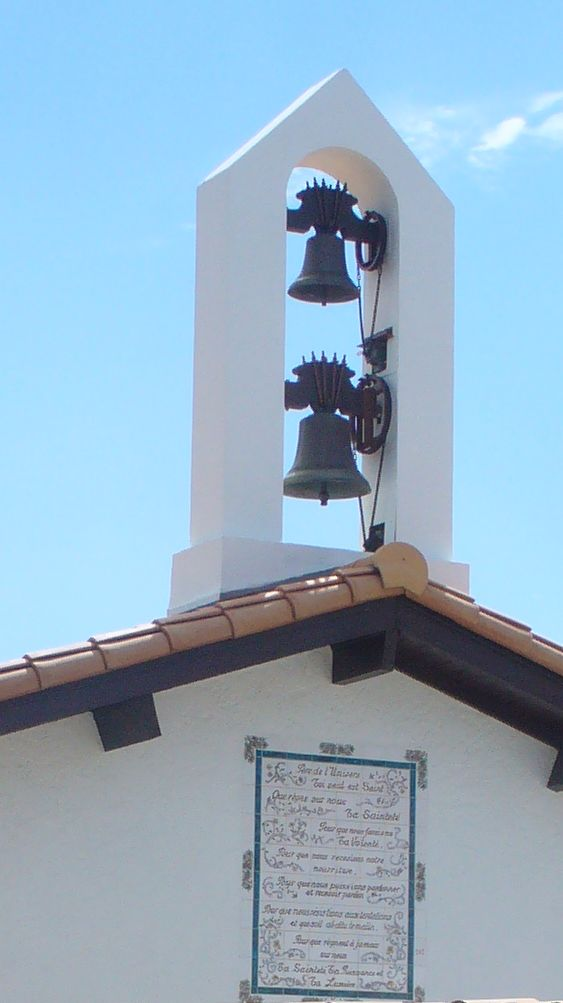
Clocher de la Maison de la Révélation.

- La maison de la révélation : au no 46 de l'avenue de la Libération, dans l'ancienne villa Gure Gurosa, le Christ et le Créateur seraient apparus en 1974 et 1977 à Michel Potay[133], ancien évêque de l'église orthodoxe russe, et lui auraient dicté « L'évangile donné à Arès » et « Le Livre »[134],[135]. Depuis de nombreux adeptes font le pèlerinage à Arès.
- Le château et ses dépendances : il devait exister un château fort avant 1601, associé à la seigneurie d'Arès et qui disparut bien avant le début du XVIIIe siècle[47]. Le géographe Massé décrit en début du XVIIIe siècle une maison seigneuriale construite en colombages et terre, logement probable du commis délégué du baron, qui lui n'habitait pas sur son fief. À l’époque de Jean-Baptiste de Laville (1675-1724), le château brûla en 1706, détruisant les archives de la baronnie et fit deux morts parmi les domestiques[51] et pendant 70 ans il semble qu'il n'y eut pas de maison seigneuriale à Arès[136]. En effet en 1783 on trouve la trace d'une maison de maître édifiée par Dame Lemesle où elle résida. Après les dommages dus à la Révolution, Antoine de Sauvage restaura le bâtiment en 1822. Ce château acheté en 1848 par Léopold Javal ne comptait qu'un étage. Javal entreprit en 1866 de le transformer : il le rehaussa d'un deuxième étage par les combles avec des fenêtres en mansarde, couverts d'un toit en ardoise et ajouta deux vérandas aux extrémités du bâtiment et remit au gout du jour la façade[137]. Le château fut vendu par André Weiss en 1948 à la Mutuelle de l'Éducation nationale (MGEN) pour en faire une maison de retraite, devenue depuis quelques années un EHPAD[138]. En 1957, l'ordonnance classique du château fut altérée par l'adjonction de bâtiments modernes à l'arrière. Le « château d'Arès » dispose d'un grand parc constitué d'un bois de chênes centenaires sur 5 hectare, qui a été mis en 2012 à la disposition gracieuse de la commune, et d'une garenne. À l'intérieur se trouve un beau vaisselier du XVIIIe siècle[139]. Au nord du château, le long de la rue du Port ostréicole, subsistent les bâtiments d'exploitation du domaine du château dont l'imposante maison du régisseur (Pierre Barreyre puis les Borduron) disposant d'un large balcon[140] et la grange à charrettes à la charpente remarquable[141]. Ces bâtiments dont le plus ancien date de 1898 et les autres de 1923 ont été préservés et rénovés dans le cadre d'une réhabilitation immobilière de 17 logements en 2007[142].

Le château et ses dépendances
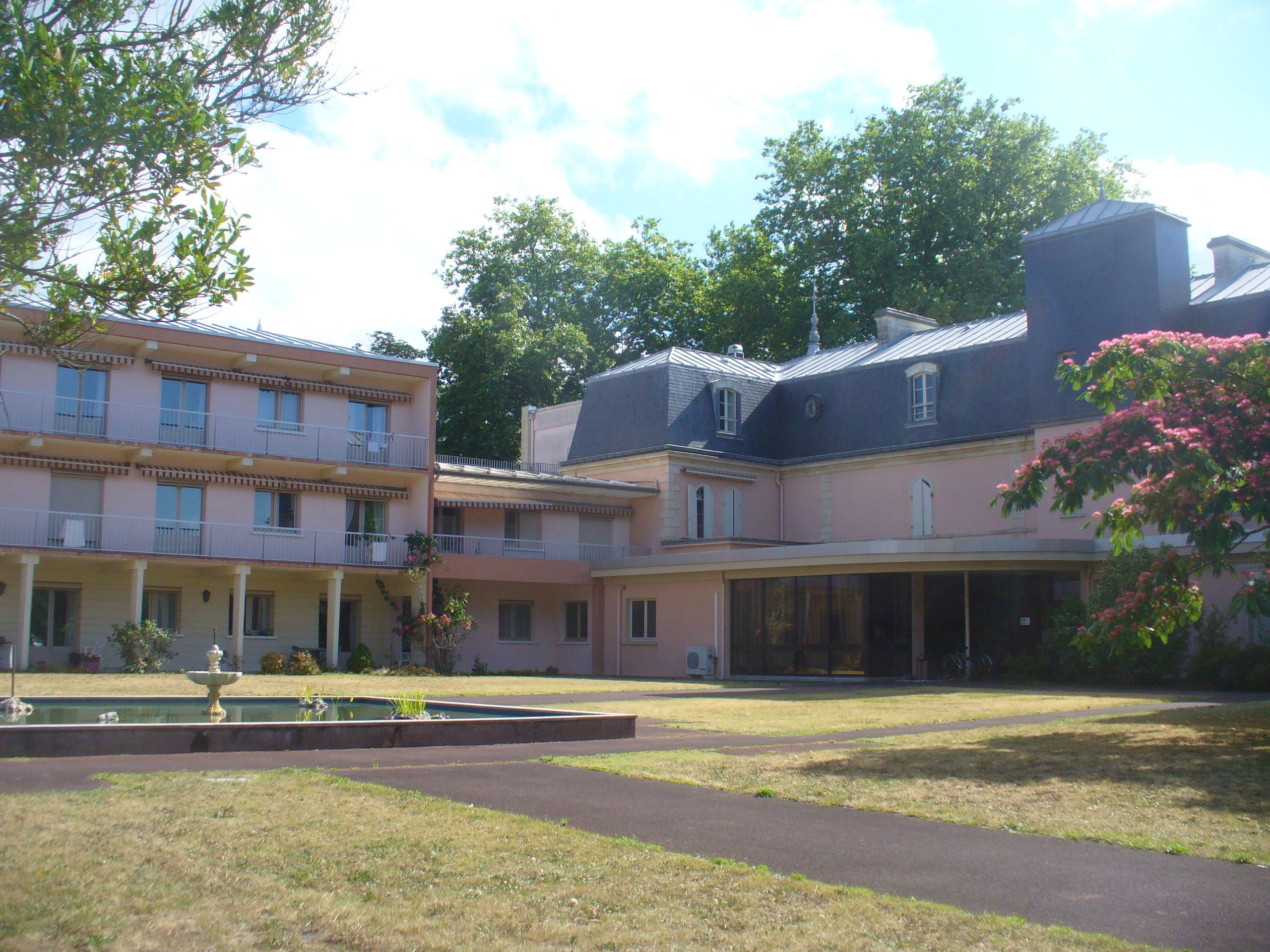
L'aile moderne de 1957 (vue actuelle en 2016).
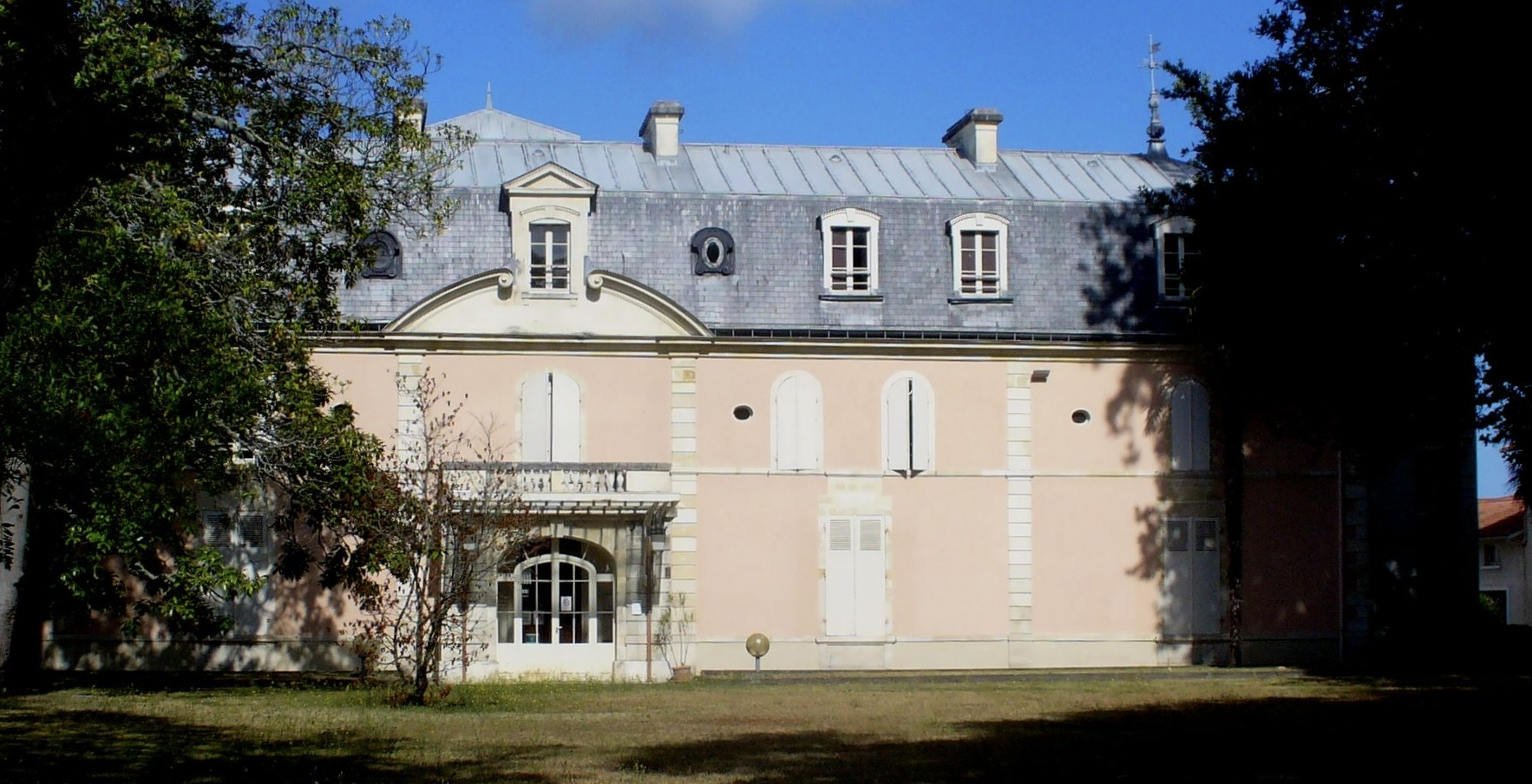
La vue depuis l'avenue de la plage.
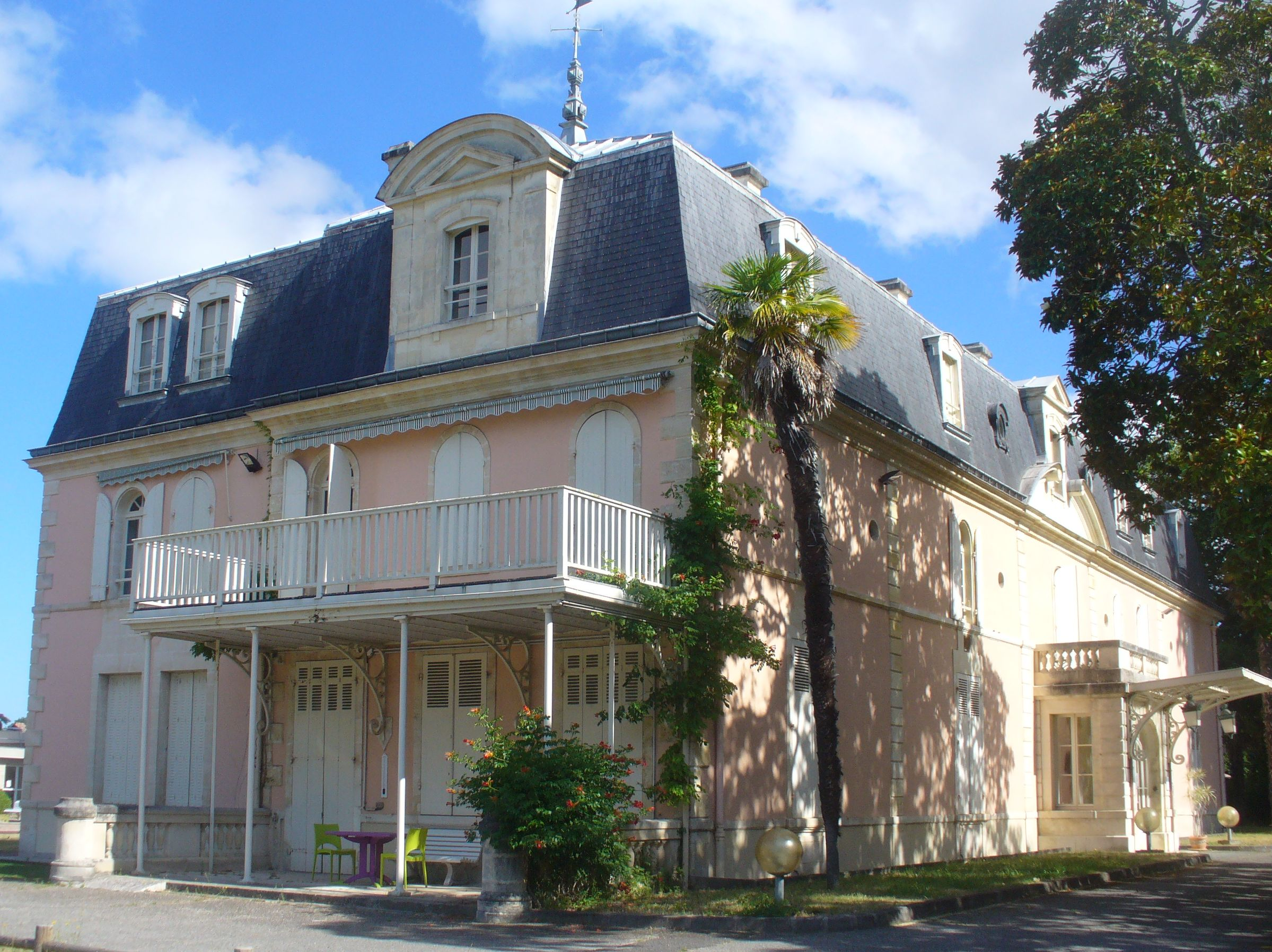
Le côté est de la véranda.
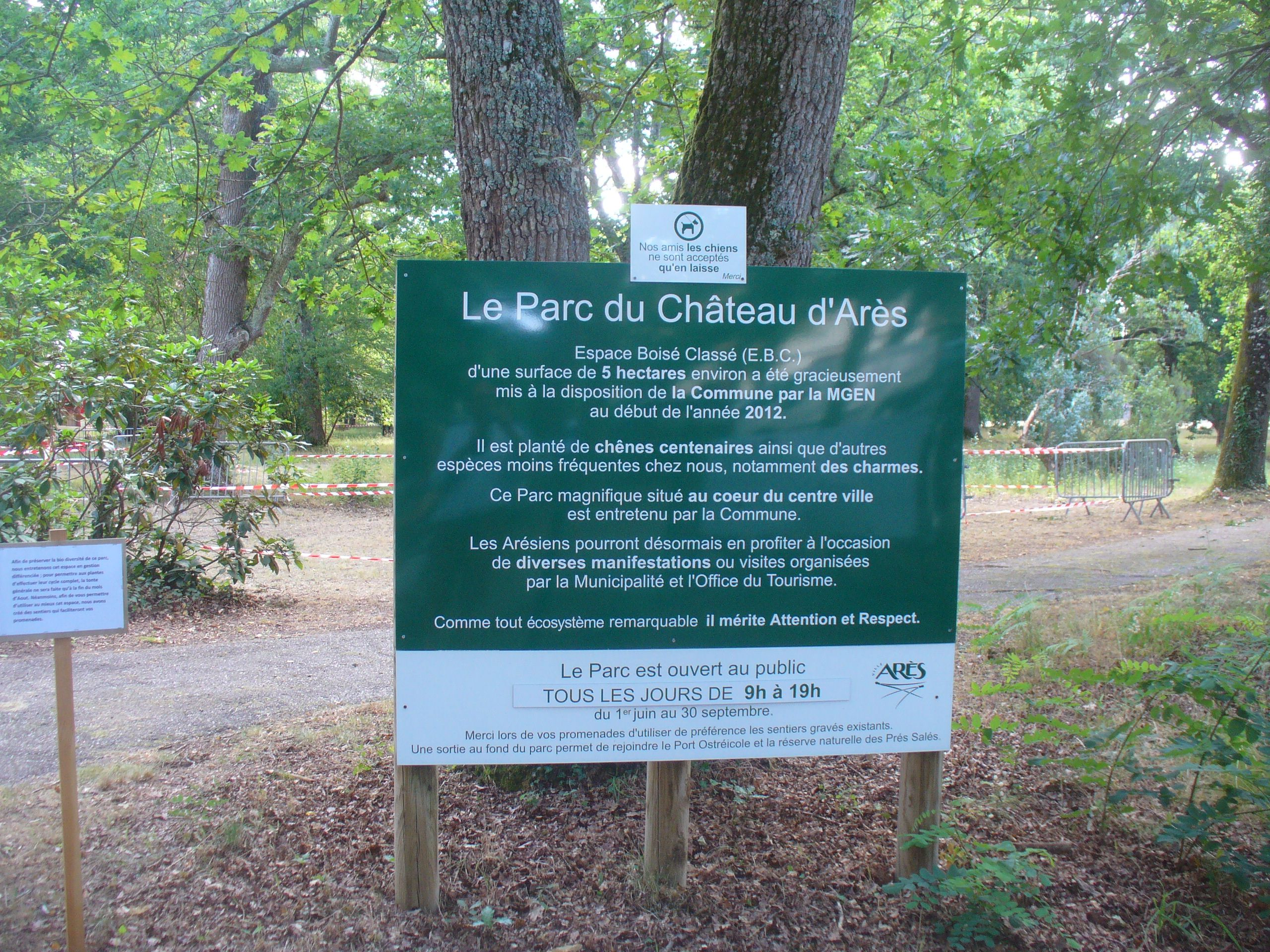
Le panneau du parc.
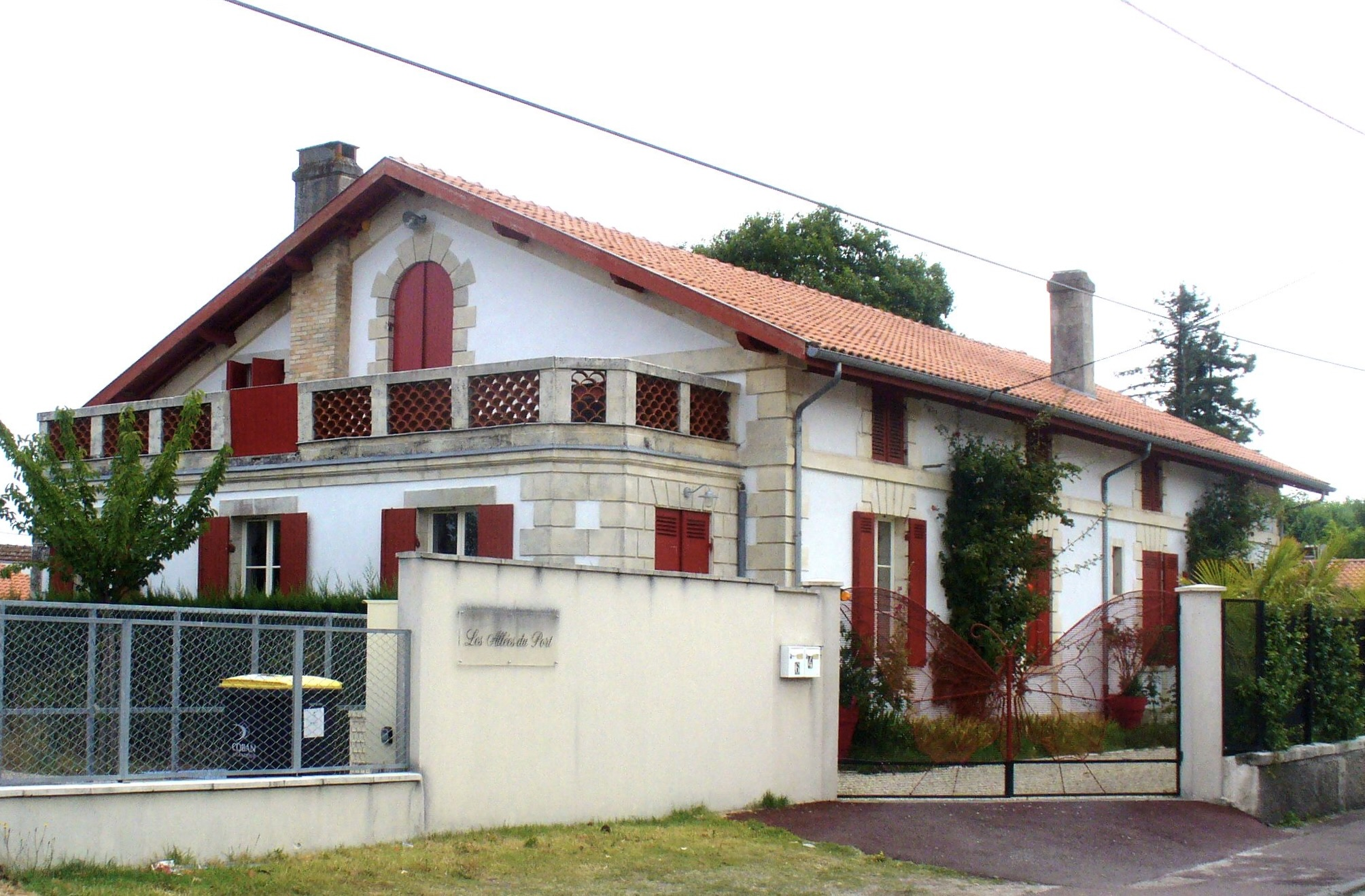
La maison du régisseur.
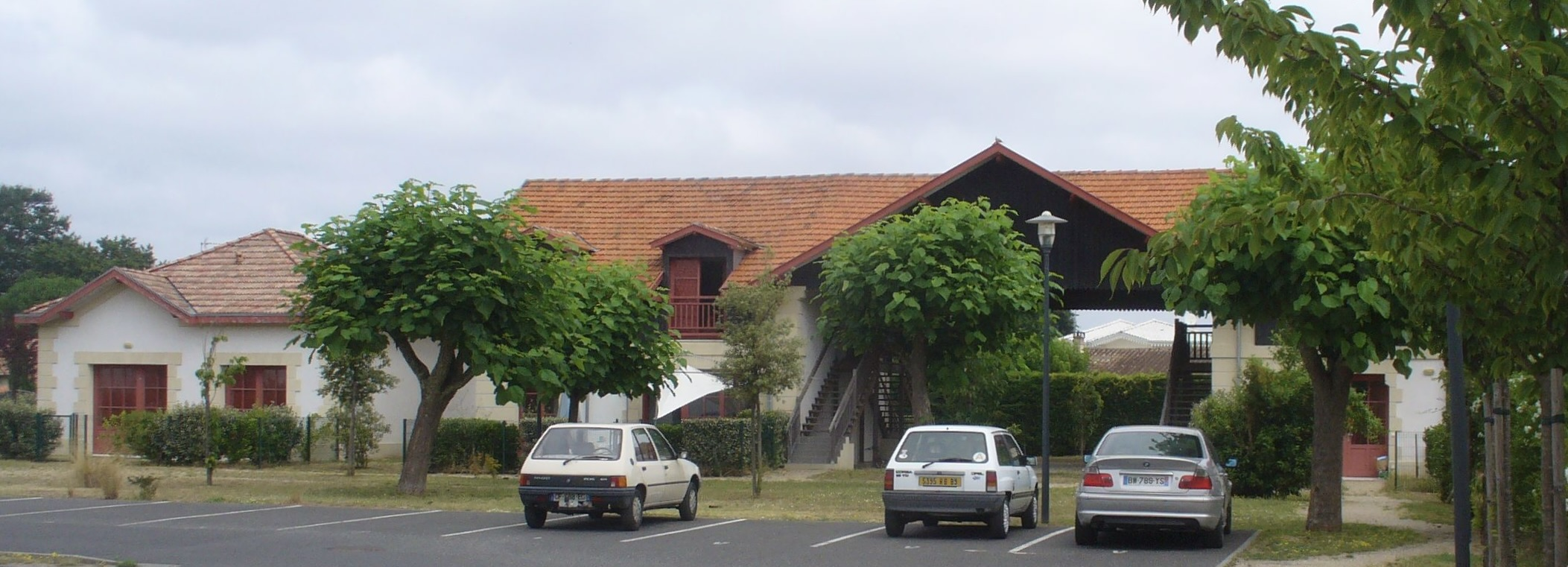
La grange réhabilitée en logements.

- L'ancienne gare : sur la ligne de Facture à Lesparre, concédée à la Société générale des chemins de fer économiques (SE), la gare d'Arès[143],[144] est ouverte au public début 1884. Arès est tête de ligne et assure des liaisons régulières avec Facture permettant de desservir Bordeaux. La voie ferroviaire à voie unique, initialement prévue en bordure du bassin, où se situe la terre glaise indispensable aux ostréiculteurs qui en font des mottes pour la défense et la délimitation de leurs parcs, fut finalement implantée plus au nord un peu à l'écart du bourg ancien[145]. Le bâtiment principal possède un étage dévolu au logement du chef de gare et une halle de marchandise[146]. Le quai permettait le chargement de grosses quantités de poteaux de mines provenant des forêts alentour à destination notamment du pays de Galles, dont l'expédition était assurée par Robert Bob Easthope[147]. À la fin du XIXe siècle, avec le développement des bains de mer, les Bordelais défavorisés empruntaient en nombre les trains dit « de plaisirs » à tarifs réduits pour profiter des plages du bassin d'Arcachon, transportés vers les nouvelles stations balnéaire par des « Michelines »[148]. Le transport de voyageurs s'est achevé en 1971 et celui des marchandises en 1978 ; la ligne fut déclassée en 1979 puis transformée en piste cyclable. Sur l'avenue de la Gare, reliant directement la gare au bourg, ouverte en 1885, se trouve le bâtiment de la gendarmerie construit en 1902, formé de trois étages, immeuble le plus haut d'Arès à l'époque.
- Les mairies : à la création de la commune d'Arès en 1851, faute de mairie, le conseil municipal se réunissait à l'auberge de Pierre Gastaud. Il fallut une bonne dizaine d'années (1862) pour réunir les fonds et construire la première mairie et une première école, qui se situaient à l'angle des rues de la Liberté et Pierre Pauilhac. Cette première mairie est détruite en 1987 pour laisser la place à une maison de retraite. Le maire Dartiguelongue, au lendemain de la fin de la Seconde Guerre mondiale, voulut acheter le château à Paul-Louis Weiller, pour installer une deuxième mairie, mais ne put faire affaire. Ce n'est qu'en 1962 qu'il fit acheter par municipalité la villa « Les Chênes » qui appartenait à André-Léopold Dupuy. Cette demeure dite « Le château Dupuy » avait été construite en 1890[149]. Depuis la construction de la troisième mairie (Hôtel de ville), elle abrite des galeries d'exposition temporaires et sert de belle salle de mariage[150]. En 1993, la deuxième école, construite en 1882, est complètement transformée pour recevoir le nouvel hôtel de ville[151].

L'ancienne gare et les mairies
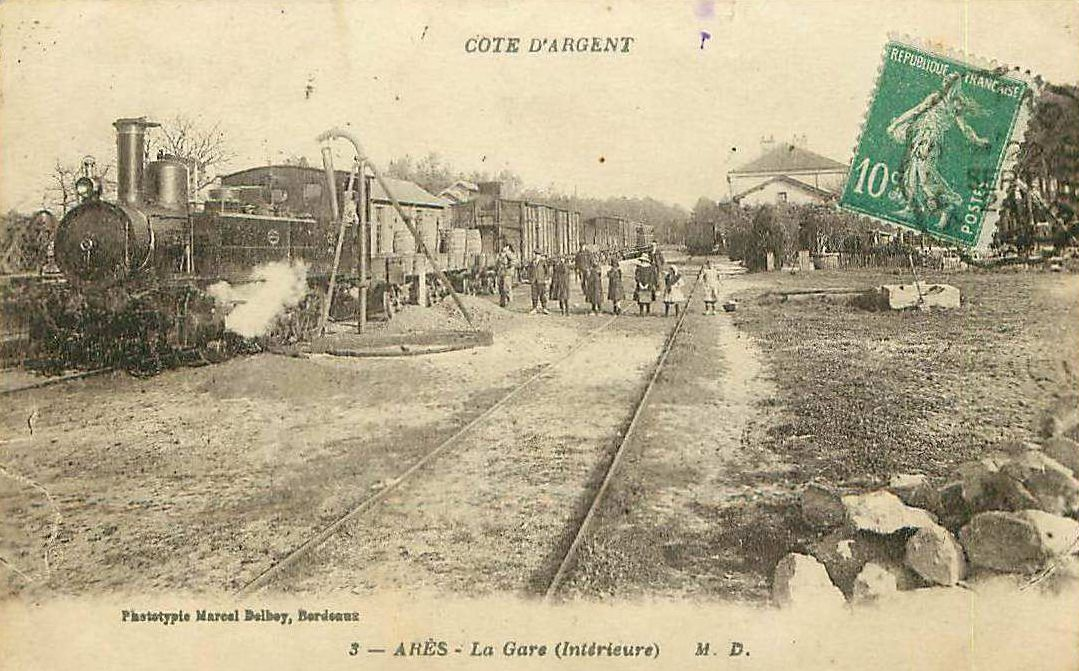
Un train à vapeur en gare d'Arès.
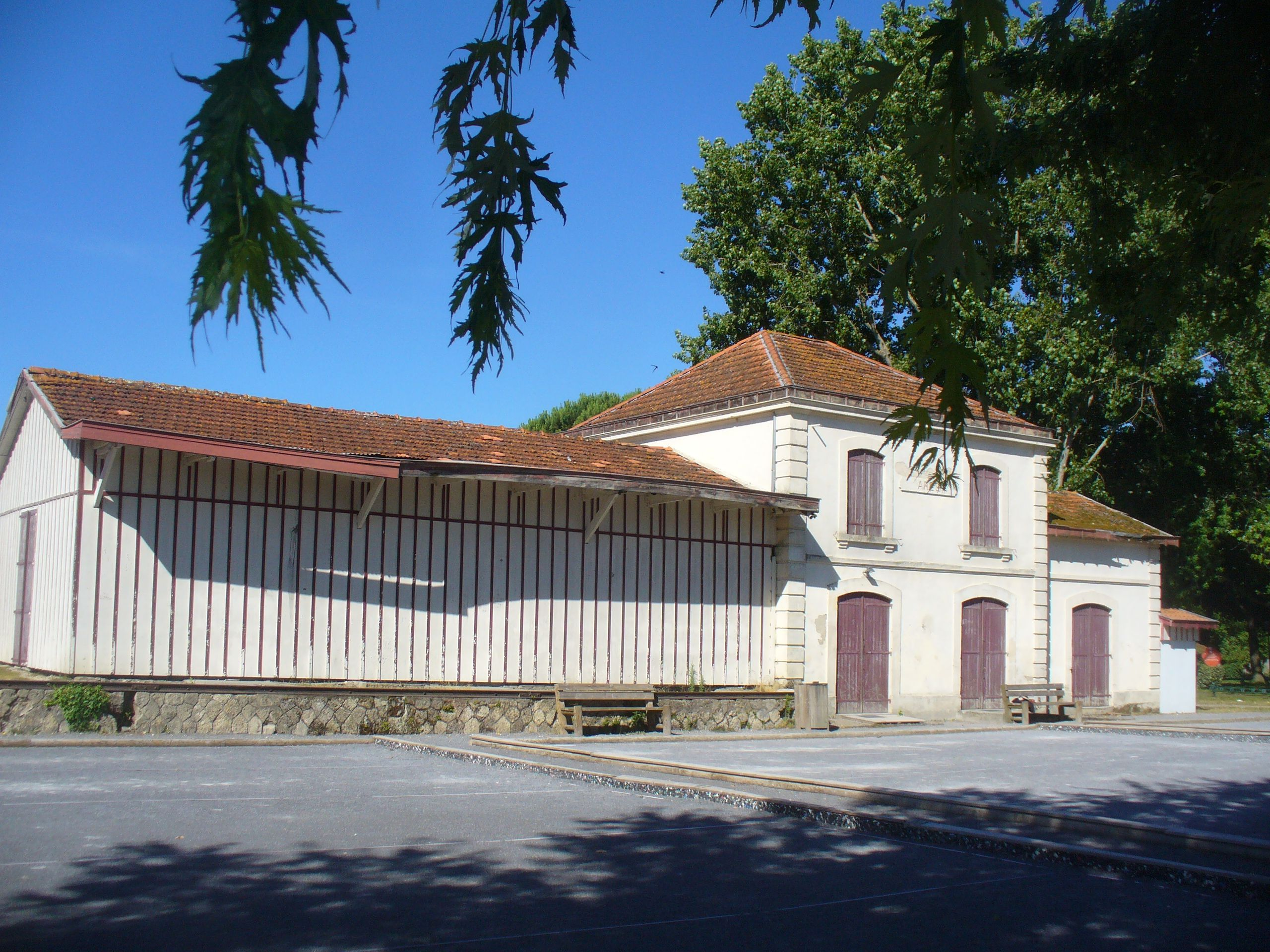
La gare côté des anciennes voies.
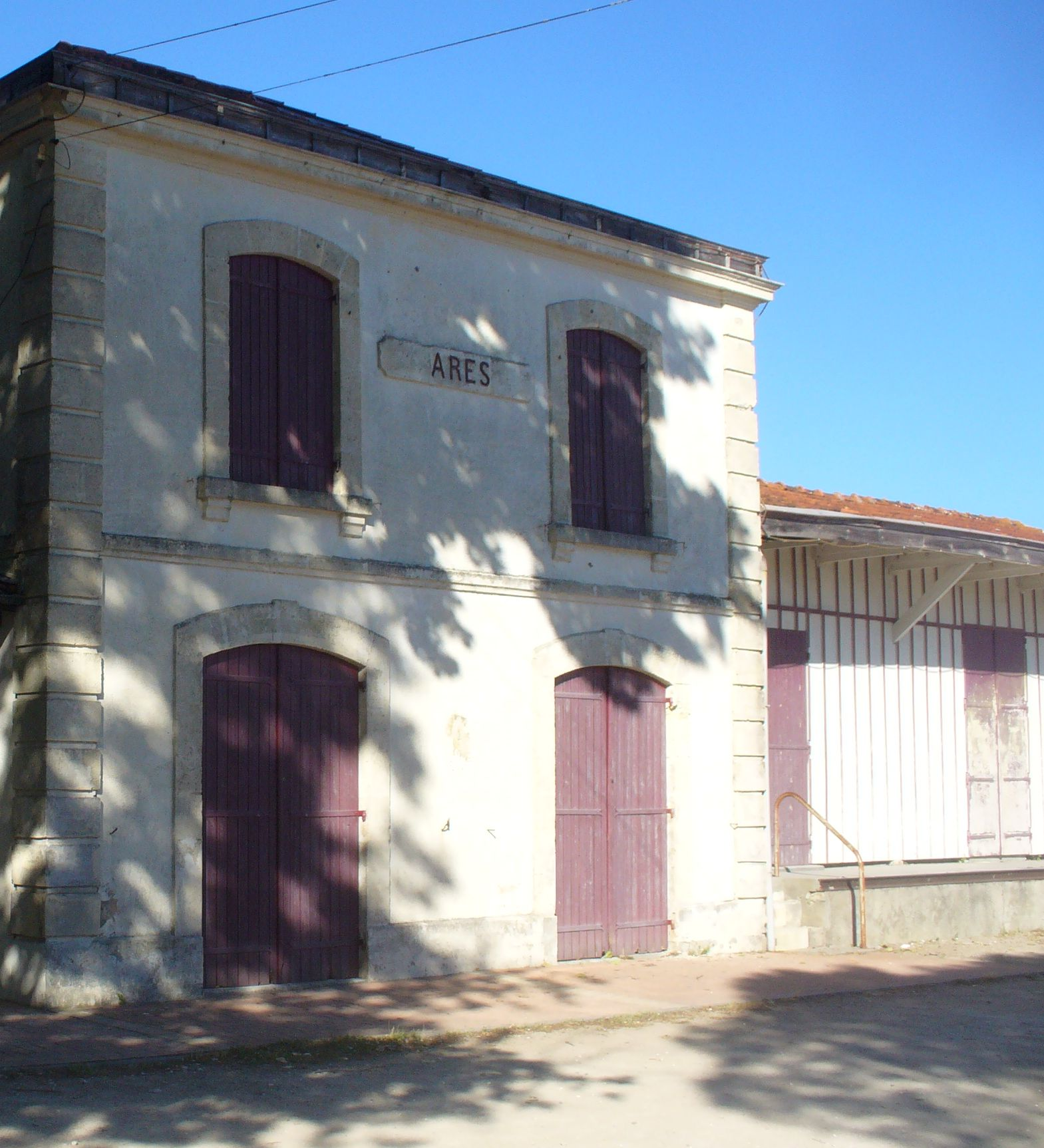
Le devant de la gare.
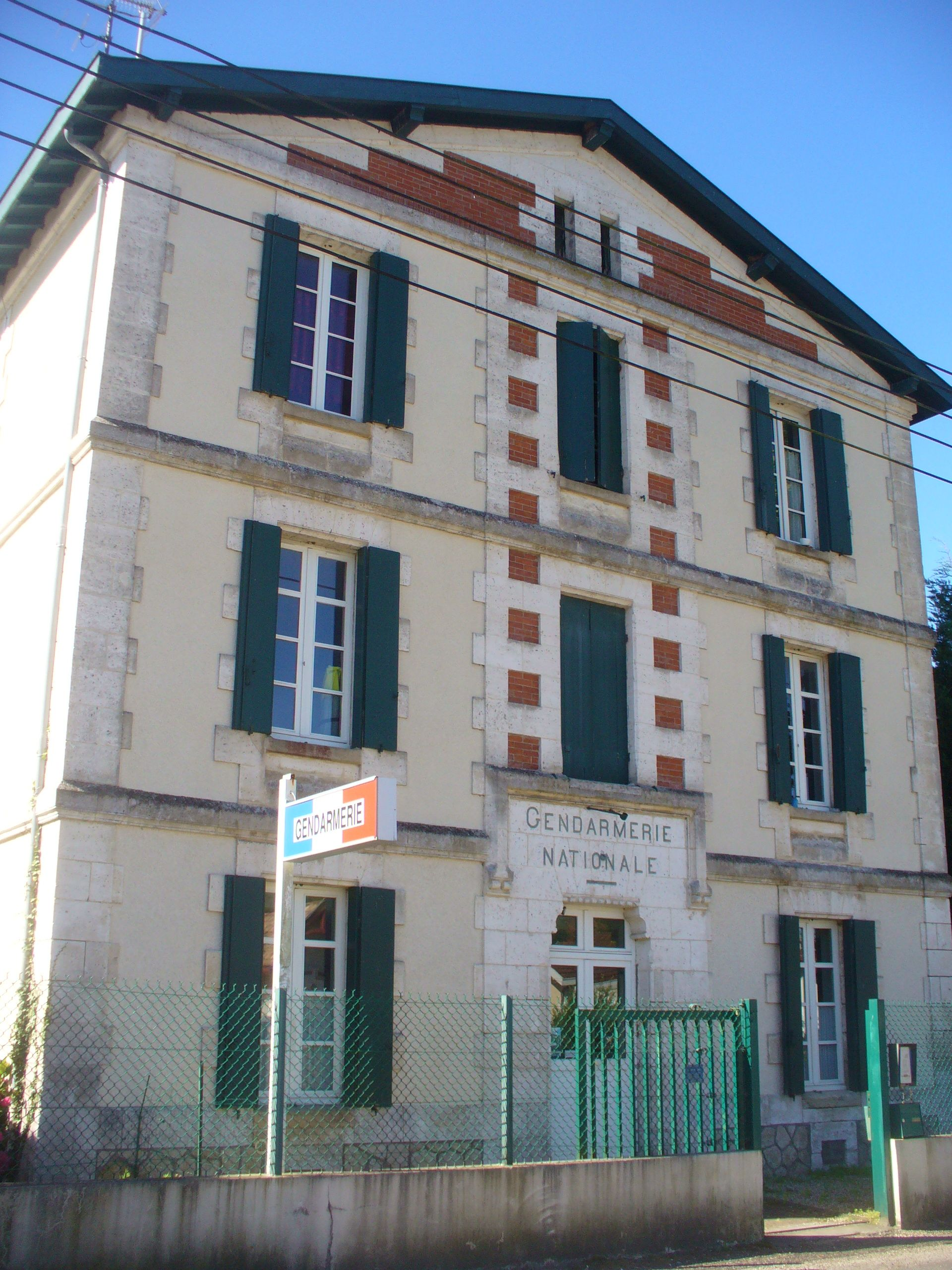
La gendarmerie, avenue de la gare.
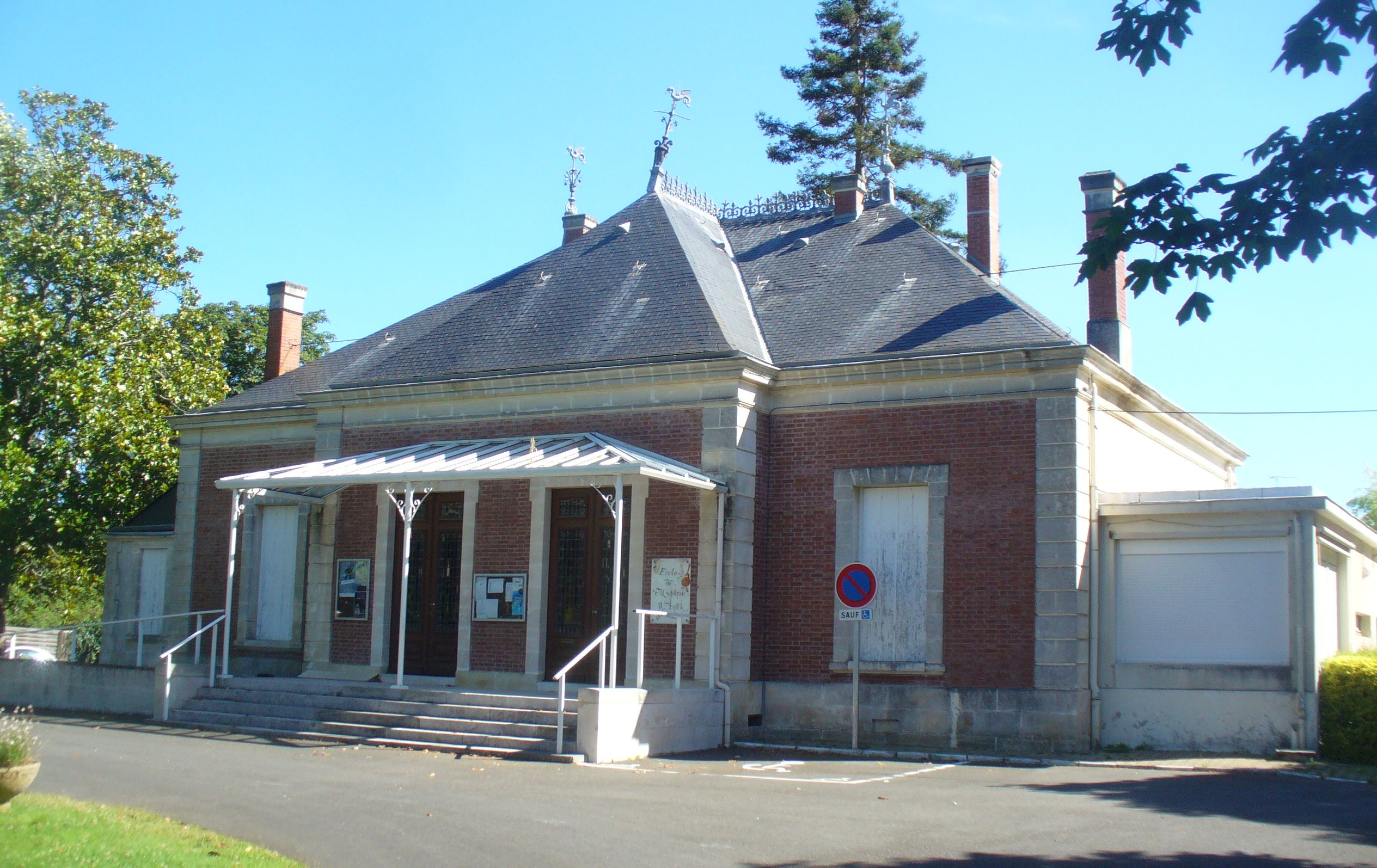
La mairie-annexe.
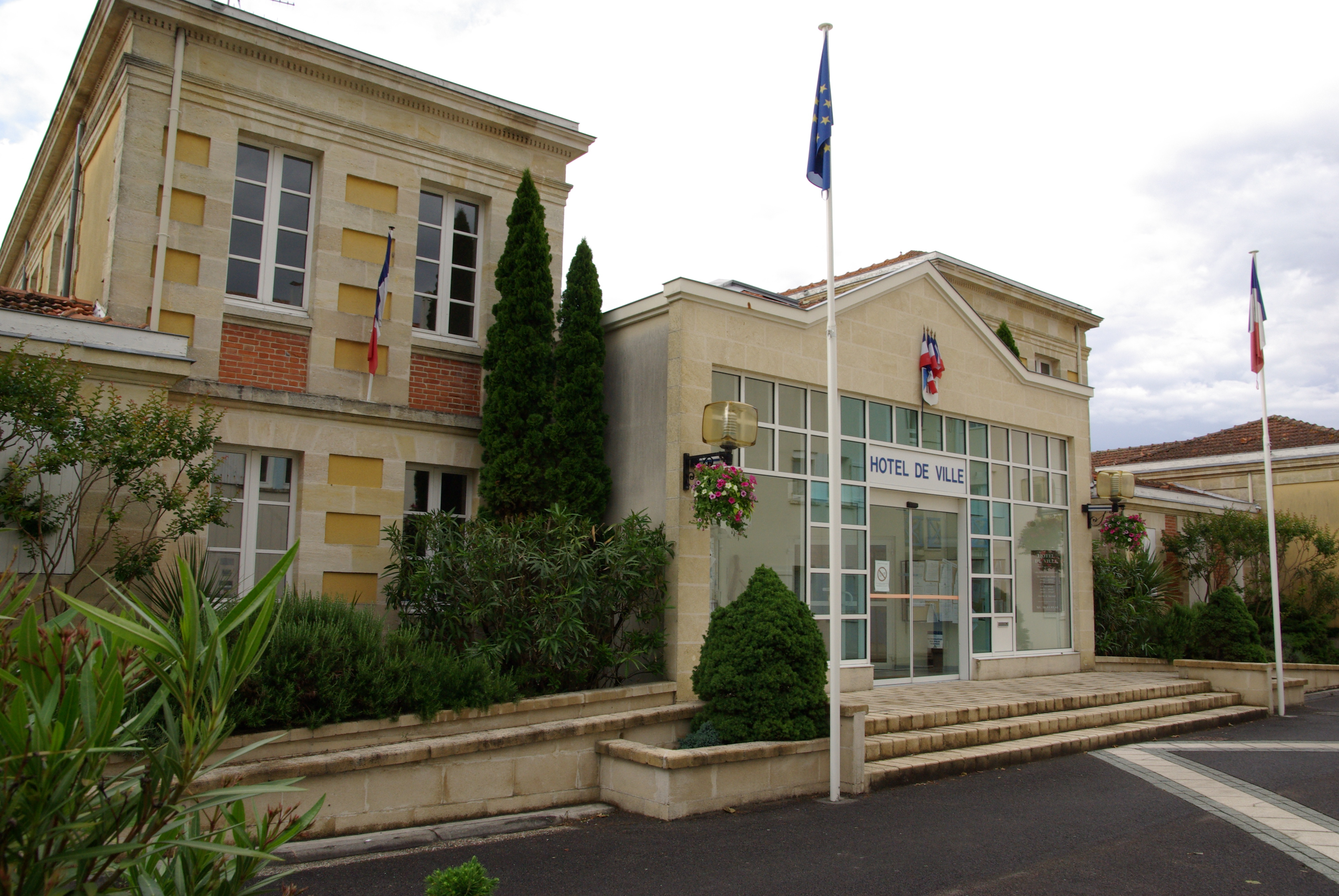
L'hôtel de ville.

### Personnalités liées à la commune
- Famille Javal-Wallerstein[152] :
  - Léopold Javal, élu en 1851 conseiller général d'Audenge (Gironde), mandat qu'il abandonnera en 1859. Lui succédera quelques années plus tard Jacques Duvigneau dit Chéri (1833-1902). Il était un important propriétaire terrien et châtelain du hameau d'Arès, de la mouvance saint-simonienne, coopéra avec la nouvelle commune en participant activement à son essor, dans les domaines forestier, agricole et industriel ; il acquit notamment le domaine de la Saussouze (concession officielle de Napoléon III à Léopold Javal) soit 2 000 hectares incultes transformés en une vaste pinède[153].
  - Sophie Wallerstein : Fille cadette de Léopold Javal née en 1853, elle était atteint d'un fort strabisme convergent, que son frère aîné Émile Javal, devenu ophtalmologiste parvint à guérir[154]. En 1878, elle épouse Paul Wallerstein (1846-1903), ingénieur et administrateur de la Société industrielle des téléphones[155],[156]. Ils créent ensemble en 1894 une Maison de santé pour soigner les indigents, premier élément de la Fondation Wallerstein, et en 1913, jour pour jour après la mort de son mari, Sophie Wallerstein inaugure un aérium pour accueillir les enfants tuberculeux. Elle finança la fondation jusqu'à sa mort. En 1924, elle fonde avec la Société Saint-Gobain, la société de la Cellulose du Pin à Facture. En 1940, dans la crainte que lui inspire l'État Français de Vichy, Mme Wallerstein vendit ses actions de Cellulose du Pin et de la Société Forestière de la Saussouze. Lors de l'occupation allemande, Sophie Wallerstein, de confession juive, dut quitter le château d'Arès que les Allemands occupent en janvier 1943 et fut assignée à résidence dans une modeste maison de pêcheur, chez Berthe Sourgeac, au no 24 rue de la République avec l'obligation de porter l'étoile jaune[157] ; elle en sort fin août 1944, à l’âge de 94 ans. Durant le régime de Vichy, en tant que juive, les biens de sa Fondation furent confisqués et donnés à la Croix-Rouge[158] et gérés par un conseil d'administration « non juif ». À la Libération, conformément à un testament déjà établi en 1927 en faveur de la Croix-Rouge, Mme Wallerstein ne réclama pas la restitution de la Maison de santé et de l'Aérium, mais passa une convention avec la Croix-Rouge datée du 11 novembre 1945 par laquelle elle confirmait le don mais assorti d'une cogestion assurée par l'association « Les Amis de la Fondation Wallerstein » (AFW) qu'elle créa et dont elle confia la présidence à son petit-neveu Paul-Louis Weiller[159]. Elle meurt le 31 décembre 1947 après une longue vie consacrée au service des autres. Malgré son caractère autoritaire et sévère, ses actions philanthropiques lui vaudront dans le pays le surnom affectueux de « Tante Sophie ».

#### Autres personnalités

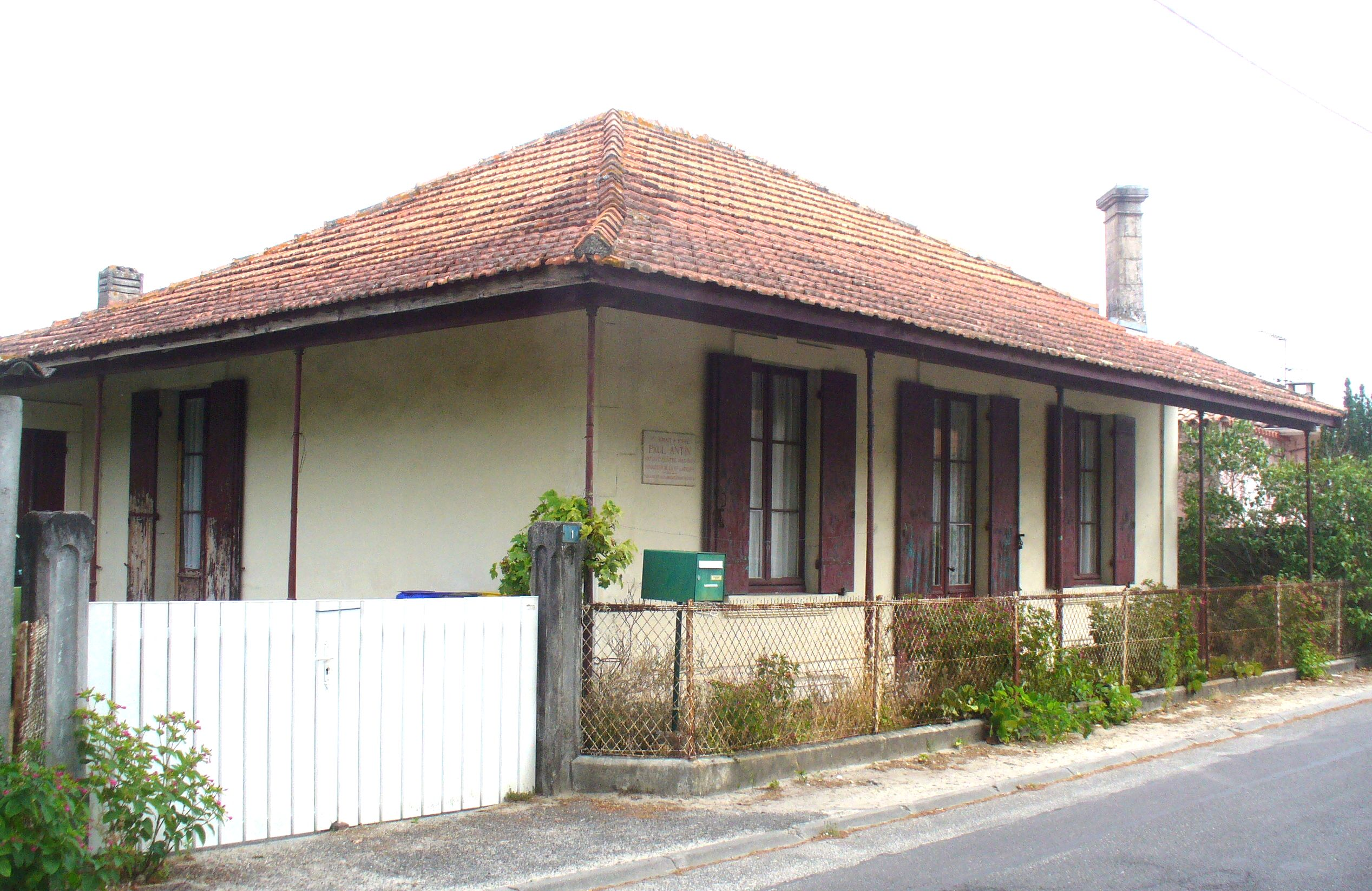
Maison de Paul Antin

- Jean Eude (1818-1889) : Sculpteur, natif d'Arès, on peut voir au musée des Beaux-Arts de Bordeaux la statue L'écho de la flûte (1870) et bas-relief Philopoemen (1874)[160].
- Paul Antin (1863-1930), peintre. Il finit ses jours à Arès. Admis en maison de santé à Arès en 1928, il fut soigné pour des problèmes pulmonaires à la Fondation Wallerstein. Paul Antin était un très grand fumeur et la blessure de guerre qu'il eut aux poumons l'avait affaibli. Sa compagne, Claire Antoinette Michaux (née en Guadeloupe 1877), ainsi que leur fille (née en 1905) le suivirent dans son isolement forcé. Tout le temps que dura cette cure, il habita au no 1, rue de la République à Arès, dans une maison avec une galerie et ses fines colonnes de fonte qui servaient autrefois à tendre les filets de pêche. Il mourut cependant à la fondation Wallerstein le 8 avril 1930[161]. Paul Antin était un peintre qui fit carrière principalement à Bordeaux[162] et dont les œuvres furent, dans les années 1920, parmi les plus cotées de Bordeaux[163]. Il fonda en 1906 à Bordeaux une société d’artistes bordelais dénommée l’Atelier[164]. En 1934, ses amis et admirateurs firent poser une plaque sur son domicile d’Arès[165].
- Émile Brunet, peintre né le 30 août 1871 à Bordeaux, mort le 20 septembre 1943 à Arès.
- Paul Le Cour (1871-1954) : En descendant le canal des Étangs en canoë en 1917, il découvre Arès et s’y installe. Marqué par la Première Guerre mondiale, il s’interroge sur la finalité de la vie et chercher un retour à la nature[166]. Il crée en 1926 l’association Atlantis dont les membres viendront faire un retour aux sources à la Pignada Atlantis d’Arès[167], sorte de camping où chacun met la main à la pâte et étudie. On comptera parmi les pratiquants de la Pignada Atlantis, des personnes célèbres telles que Jean Anouilh, René de Obaldia, Georges Migot, Maurice Martenot, Christian Jacq… Paul Le Cour était adepte du canoë canadien qui a été conservé[168]. Avec l’astronome Fernand Baldet, qui vécut à Arès, Paul Le Cour fabrique une lunette astronomique également conservée à Arès[169]. Adepte des moyens originaux et « écologiques », il utilise en 1937 un vélocar conservé par la ville d'Arès[170]. Une revue dénommée aussi Atlantis créée également en 1927 existe toujours[171]. L’activité de la Pignada Atlantis cessa brusquement en 1975 avec le décès de Suzanne Anjourand-Langlois, animatrice du centre et mère de Jacques d’Arès[172], qui avait pris la suite d’Atlantis au décès de Paul Le Cour en 1954[173],[174].
- Charles Beaulieux (1872-1957), conservateur des bibliothèques et historien, mort à Arès.
- Jean Balde (1885-1938) : Cette écrivaine est l'auteur du « Le Goéland » édité en 1926, évoquant le dur labeur des pécheurs et parqueurs d'Arès. Elle était l'amie de Sophie Wallerstein. Une rue d’Arès porte son nom[175],[176].
- Simone Héliard (1905-1989), actrice, morte à Arès.
- André Vacellier (1909-19941), clarinettiste classique, mort à Arès.
- Maurice Robert (1919-2005), diplomate, mort à Arès.
- René Lescombes (1921-1963) : Malchanceux aventurier des mers, il répare son radeau Pot-au-Noir II, parti du Canon au Cap Ferret, dans la cour de l'hôtel de voyageurs d'Arès (rue du Général de Gaulle)[177].
- Francis Jeanson (1922-2009), philosophe, mort à Arès.
- Robert Cazalet (1924-2012), homme politique, mort à Arès.
- Michel Portmann (1924-2016), médecin, spécialiste de l'oto-rhino-laryngologie, mort à Arès.
- Achille Blondeau (1925-2019), mineur et syndicaliste, mort à Arès.
- Fernand Delort (1936-2022), coureur cycliste, né et mort dans la commune.
- Pierre Dutot (1946-2021), trompettiste classique, mort à Arès.
- Patricia Lalonde (1952-), femme politique, née à Arès.

### Héraldique
| Blason de Arès (Gironde) | Blason  | D'azur à la pinasse d'argent portant en poupe un barreur aussi d'argent, voguant sur une mer ondée du même et du champ, au chef cousu de gueules chargé d'un soleil d'or non figuré accosté, à dextre, d'une pomme de pin du même renversée en barre et, à senestre, d'une huître d'argent en bande. |
| Blason de Arès (Gironde) | Détails | Le statut officiel du blason reste à déterminer. |